# 1997
Portal Geschichte | Portal Biografien | Aktuelle Ereignisse | Jahreskalender | Tagesartikel

◄ |
19. Jahrhundert |
20. Jahrhundert
| 21. Jahrhundert

◄ |
1960er |
1970er |
1980er |
1990er
| 2000er | 2010er | 2020er | ►

◄◄ |
◄ |
1993 |
1994 |
1995 |
1996 |
1997
| 1998 | 1999 | 2000 | 2001 | ► | ►►
 Jan.
| Feb.
| Mär.
| Apr.
| Mai
| Jun.
| Jul.
| Aug.
| Sep.
| Okt.
| Nov.
| Dez.
Staatsoberhäupter · Wahlen · Nekrolog  · Literaturjahr · Musikjahr · Filmjahr · Rundfunkjahr · Sportjahr
| Januar | Januar | Januar | Januar | Januar | Januar | Januar | Januar |
| Kw     | Mo     | Di     | Mi     | Do     | Fr     | Sa     | So     |
| ------ | ------ | ------ | ------ | ------ | ------ | ------ | ------ |
| 1      |        |        | 1      | 2      | 3      | 4      | 5      |
| 2      | 6      | 7      | 8      | 9      | 10     | 11     | 12     |
| 3      | 13     | 14     | 15     | 16     | 17     | 18     | 19     |
| 4      | 20     | 21     | 22     | 23     | 24     | 25     | 26     |
| 5      | 27     | 28     | 29     | 30     | 31     |        |        |

| Februar | Februar | Februar | Februar | Februar | Februar | Februar | Februar |
| Kw      | Mo      | Di      | Mi      | Do      | Fr      | Sa      | So      |
| ------- | ------- | ------- | ------- | ------- | ------- | ------- | ------- |
| 5       |         |         |         |         |         | 1       | 2       |
| 6       | 3       | 4       | 5       | 6       | 7       | 8       | 9       |
| 7       | 10      | 11      | 12      | 13      | 14      | 15      | 16      |
| 8       | 17      | 18      | 19      | 20      | 21      | 22      | 23      |
| 9       | 24      | 25      | 26      | 27      | 28      |         |         |

| März | März | März | März | März | März | März | März |
| Kw   | Mo   | Di   | Mi   | Do   | Fr   | Sa   | So   |
| ---- | ---- | ---- | ---- | ---- | ---- | ---- | ---- |
| 9    |      |      |      |      |      | 1    | 2    |
| 10   | 3    | 4    | 5    | 6    | 7    | 8    | 9    |
| 11   | 10   | 11   | 12   | 13   | 14   | 15   | 16   |
| 12   | 17   | 18   | 19   | 20   | 21   | 22   | 23   |
| 1    | 24   | 25   | 26   | 27   | 28   | 29   | 30   |
| 14   | 31   |      |      |      |      |      |      |

| April | April | April | April | April | April | April | April |
| Kw    | Mo    | Di    | Mi    | Do    | Fr    | Sa    | So    |
| ----- | ----- | ----- | ----- | ----- | ----- | ----- | ----- |
| 14    |       | 1     | 2     | 3     | 4     | 5     | 6     |
| 15    | 7     | 8     | 9     | 10    | 11    | 12    | 13    |
| 16    | 14    | 15    | 16    | 17    | 18    | 19    | 20    |
| 17    | 21    | 22    | 23    | 24    | 25    | 26    | 27    |
| 18    | 28    | 29    | 30    |       |       |       |       |

| Mai | Mai | Mai | Mai | Mai | Mai | Mai | Mai |
| Kw  | Mo  | Di  | Mi  | Do  | Fr  | Sa  | So  |
| --- | --- | --- | --- | --- | --- | --- | --- |
| 18  |     |     |     | 1   | 2   | 3   | 4   |
| 19  | 5   | 6   | 7   | 8   | 9   | 10  | 11  |
| 20  | 12  | 13  | 14  | 15  | 16  | 17  | 18  |
| 21  | 19  | 20  | 21  | 22  | 23  | 24  | 25  |
| 22  | 26  | 27  | 28  | 29  | 30  | 31  |     |

| Juni | Juni | Juni | Juni | Juni | Juni | Juni | Juni |
| Kw   | Mo   | Di   | Mi   | Do   | Fr   | Sa   | So   |
| ---- | ---- | ---- | ---- | ---- | ---- | ---- | ---- |
| 22   |      |      |      |      |      |      | 1    |
| 23   | 2    | 3    | 4    | 5    | 6    | 7    | 8    |
| 24   | 9    | 10   | 11   | 12   | 13   | 14   | 15   |
| 25   | 16   | 17   | 18   | 19   | 20   | 21   | 22   |
| 26   | 23   | 24   | 25   | 26   | 27   | 28   | 29   |
| 27   | 30   |      |      |      |      |      |      |

| Juli | Juli | Juli | Juli | Juli | Juli | Juli | Juli |
| Kw   | Mo   | Di   | Mi   | Do   | Fr   | Sa   | So   |
| ---- | ---- | ---- | ---- | ---- | ---- | ---- | ---- |
| 27   |      | 1    | 2    | 3    | 4    | 5    | 6    |
| 2    | 7    | 8    | 9    | 10   | 11   | 12   | 13   |
| 29   | 14   | 15   | 16   | 17   | 18   | 19   | 20   |
| 30   | 21   | 22   | 23   | 24   | 25   | 26   | 27   |
| 31   | 28   | 29   | 30   | 31   |      |      |      |

| August | August | August | August | August | August | August | August |
| Kw     | Mo     | Di     | Mi     | Do     | Fr     | Sa     | So     |
| ------ | ------ | ------ | ------ | ------ | ------ | ------ | ------ |
| 31     |        |        |        |        | 1      | 2      | 3      |
| 32     | 4      | 5      | 6      | 7      | 8      | 9      | 10     |
| 33     | 11     | 12     | 13     | 14     | 15     | 16     | 17     |
| 34     | 18     | 19     | 20     | 21     | 22     | 23     | 24     |
| 35     | 25     | 26     | 27     | 28     | 29     | 30     | 31     |

| September | September | September | September | September | September | September | September |
| Kw        | Mo        | Di        | Mi        | Do        | Fr        | Sa        | So        |
| --------- | --------- | --------- | --------- | --------- | --------- | --------- | --------- |
| 36        | 1         | 2         | 3         | 4         | 5         | 6         | 7         |
| 37        | 8         | 9         | 10        | 11        | 12        | 13        | 14        |
| 38        | 15        | 16        | 17        | 18        | 19        | 20        | 21        |
| 39        | 22        | 23        | 24        | 25        | 26        | 27        | 28        |
| 40        | 29        | 30        |           |           |           |           |           |

| Oktober | Oktober | Oktober | Oktober | Oktober | Oktober | Oktober | Oktober |
| Kw      | Mo      | Di      | Mi      | Do      | Fr      | Sa      | So      |
| ------- | ------- | ------- | ------- | ------- | ------- | ------- | ------- |
| 40      |         |         | 1       | 2       | 3       | 4       | 5       |
| 41      | 6       | 7       | 8       | 9       | 10      | 11      | 12      |
| 42      | 13      | 14      | 15      | 16      | 17      | 18      | 19      |
| 43      | 20      | 21      | 22      | 23      | 24      | 25      | 26      |
| 44      | 27      | 28      | 29      | 30      | 31      |         |         |

| November | November | November | November | November | November | November | November |
| Kw       | Mo       | Di       | Mi       | Do       | Fr       | Sa       | So       |
| -------- | -------- | -------- | -------- | -------- | -------- | -------- | -------- |
| 44       |          |          |          |          |          | 1        | 2        |
| 45       | 3        | 4        | 5        | 6        | 7        | 8        | 9        |
| 46       | 10       | 11       | 12       | 13       | 14       | 15       | 16       |
| 47       | 17       | 18       | 19       | 20       | 21       | 22       | 23       |
| 48       | 24       | 25       | 26       | 27       | 28       | 29       | 30       |

| Dezember | Dezember | Dezember | Dezember | Dezember | Dezember | Dezember | Dezember |
| Kw       | Mo       | Di       | Mi       | Do       | Fr       | Sa       | So       |
| -------- | -------- | -------- | -------- | -------- | -------- | -------- | -------- |
| 49       | 1        | 2        | 3        | 4        | 5        | 6        | 7        |
| 50       | 8        | 9        | 10       | 11       | 12       | 13       | 14       |
| 51       | 15       | 16       | 17       | 18       | 19       | 20       | 21       |
| 52       | 22       | 23       | 24       | 25       | 26       | 27       | 28       |
| 1        | 29       | 30       | 31       |          |          |          |          |

| Januar | Januar | Januar | Januar | Januar | Januar | Januar | Januar |
| Kw     | Mo     | Di     | Mi     | Do     | Fr     | Sa     | So     |
| ------ | ------ | ------ | ------ | ------ | ------ | ------ | ------ |
| 1      |        |        | 1      | 2      | 3      | 4      | 5      |
| 2      | 6      | 7      | 8      | 9      | 10     | 11     | 12     |
| 3      | 13     | 14     | 15     | 16     | 17     | 18     | 19     |
| 4      | 20     | 21     | 22     | 23     | 24     | 25     | 26     |
| 5      | 27     | 28     | 29     | 30     | 31     |        |        |

| Februar | Februar | Februar | Februar | Februar | Februar | Februar | Februar |
| Kw      | Mo      | Di      | Mi      | Do      | Fr      | Sa      | So      |
| ------- | ------- | ------- | ------- | ------- | ------- | ------- | ------- |
| 5       |         |         |         |         |         | 1       | 2       |
| 6       | 3       | 4       | 5       | 6       | 7       | 8       | 9       |
| 7       | 10      | 11      | 12      | 13      | 14      | 15      | 16      |
| 8       | 17      | 18      | 19      | 20      | 21      | 22      | 23      |
| 9       | 24      | 25      | 26      | 27      | 28      |         |         |

| März | März | März | März | März | März | März | März |
| Kw   | Mo   | Di   | Mi   | Do   | Fr   | Sa   | So   |
| ---- | ---- | ---- | ---- | ---- | ---- | ---- | ---- |
| 9    |      |      |      |      |      | 1    | 2    |
| 10   | 3    | 4    | 5    | 6    | 7    | 8    | 9    |
| 11   | 10   | 11   | 12   | 13   | 14   | 15   | 16   |
| 12   | 17   | 18   | 19   | 20   | 21   | 22   | 23   |
| 1    | 24   | 25   | 26   | 27   | 28   | 29   | 30   |
| 14   | 31   |      |      |      |      |      |      |

| April | April | April | April | April | April | April | April |
| Kw    | Mo    | Di    | Mi    | Do    | Fr    | Sa    | So    |
| ----- | ----- | ----- | ----- | ----- | ----- | ----- | ----- |
| 14    |       | 1     | 2     | 3     | 4     | 5     | 6     |
| 15    | 7     | 8     | 9     | 10    | 11    | 12    | 13    |
| 16    | 14    | 15    | 16    | 17    | 18    | 19    | 20    |
| 17    | 21    | 22    | 23    | 24    | 25    | 26    | 27    |
| 18    | 28    | 29    | 30    |       |       |       |       |

| Mai | Mai | Mai | Mai | Mai | Mai | Mai | Mai |
| Kw  | Mo  | Di  | Mi  | Do  | Fr  | Sa  | So  |
| --- | --- | --- | --- | --- | --- | --- | --- |
| 18  |     |     |     | 1   | 2   | 3   | 4   |
| 19  | 5   | 6   | 7   | 8   | 9   | 10  | 11  |
| 20  | 12  | 13  | 14  | 15  | 16  | 17  | 18  |
| 21  | 19  | 20  | 21  | 22  | 23  | 24  | 25  |
| 22  | 26  | 27  | 28  | 29  | 30  | 31  |     |

| Juni | Juni | Juni | Juni | Juni | Juni | Juni | Juni |
| Kw   | Mo   | Di   | Mi   | Do   | Fr   | Sa   | So   |
| ---- | ---- | ---- | ---- | ---- | ---- | ---- | ---- |
| 22   |      |      |      |      |      |      | 1    |
| 23   | 2    | 3    | 4    | 5    | 6    | 7    | 8    |
| 24   | 9    | 10   | 11   | 12   | 13   | 14   | 15   |
| 25   | 16   | 17   | 18   | 19   | 20   | 21   | 22   |
| 26   | 23   | 24   | 25   | 26   | 27   | 28   | 29   |
| 27   | 30   |      |      |      |      |      |      |

| Juli | Juli | Juli | Juli | Juli | Juli | Juli | Juli |
| Kw   | Mo   | Di   | Mi   | Do   | Fr   | Sa   | So   |
| ---- | ---- | ---- | ---- | ---- | ---- | ---- | ---- |
| 27   |      | 1    | 2    | 3    | 4    | 5    | 6    |
| 2    | 7    | 8    | 9    | 10   | 11   | 12   | 13   |
| 29   | 14   | 15   | 16   | 17   | 18   | 19   | 20   |
| 30   | 21   | 22   | 23   | 24   | 25   | 26   | 27   |
| 31   | 28   | 29   | 30   | 31   |      |      |      |

| August | August | August | August | August | August | August | August |
| Kw     | Mo     | Di     | Mi     | Do     | Fr     | Sa     | So     |
| ------ | ------ | ------ | ------ | ------ | ------ | ------ | ------ |
| 31     |        |        |        |        | 1      | 2      | 3      |
| 32     | 4      | 5      | 6      | 7      | 8      | 9      | 10     |
| 33     | 11     | 12     | 13     | 14     | 15     | 16     | 17     |
| 34     | 18     | 19     | 20     | 21     | 22     | 23     | 24     |
| 35     | 25     | 26     | 27     | 28     | 29     | 30     | 31     |

| September | September | September | September | September | September | September | September |
| Kw        | Mo        | Di        | Mi        | Do        | Fr        | Sa        | So        |
| --------- | --------- | --------- | --------- | --------- | --------- | --------- | --------- |
| 36        | 1         | 2         | 3         | 4         | 5         | 6         | 7         |
| 37        | 8         | 9         | 10        | 11        | 12        | 13        | 14        |
| 38        | 15        | 16        | 17        | 18        | 19        | 20        | 21        |
| 39        | 22        | 23        | 24        | 25        | 26        | 27        | 28        |
| 40        | 29        | 30        |           |           |           |           |           |

| Oktober | Oktober | Oktober | Oktober | Oktober | Oktober | Oktober | Oktober |
| Kw      | Mo      | Di      | Mi      | Do      | Fr      | Sa      | So      |
| ------- | ------- | ------- | ------- | ------- | ------- | ------- | ------- |
| 40      |         |         | 1       | 2       | 3       | 4       | 5       |
| 41      | 6       | 7       | 8       | 9       | 10      | 11      | 12      |
| 42      | 13      | 14      | 15      | 16      | 17      | 18      | 19      |
| 43      | 20      | 21      | 22      | 23      | 24      | 25      | 26      |
| 44      | 27      | 28      | 29      | 30      | 31      |         |         |

| November | November | November | November | November | November | November | November |
| Kw       | Mo       | Di       | Mi       | Do       | Fr       | Sa       | So       |
| -------- | -------- | -------- | -------- | -------- | -------- | -------- | -------- |
| 44       |          |          |          |          |          | 1        | 2        |
| 45       | 3        | 4        | 5        | 6        | 7        | 8        | 9        |
| 46       | 10       | 11       | 12       | 13       | 14       | 15       | 16       |
| 47       | 17       | 18       | 19       | 20       | 21       | 22       | 23       |
| 48       | 24       | 25       | 26       | 27       | 28       | 29       | 30       |

| Dezember | Dezember | Dezember | Dezember | Dezember | Dezember | Dezember | Dezember |
| Kw       | Mo       | Di       | Mi       | Do       | Fr       | Sa       | So       |
| -------- | -------- | -------- | -------- | -------- | -------- | -------- | -------- |
| 49       | 1        | 2        | 3        | 4        | 5        | 6        | 7        |
| 50       | 8        | 9        | 10       | 11       | 12       | 13       | 14       |
| 51       | 15       | 16       | 17       | 18       | 19       | 20       | 21       |
| 52       | 22       | 23       | 24       | 25       | 26       | 27       | 28       |
| 1        | 29       | 30       | 31       |          |          |          |          |

## Jahreswidmungen
- Der Frauen-Täubling (Russula cyanoxantha) ist Pilz des Jahres (Deutsche Gesellschaft für Mykologie)
- Der Buntspecht (Dendrocopos major) ist Vogel des Jahres (NABU/Deutschland)
- Die Eberesche (Sorbus aucuparia) ist Baum des Jahres (Kuratorium Baum des Jahres/Deutschland)
- Das Wanzen-Knabenkraut (Orchis coriophora) ist Orchidee des Jahres (Arbeitskreis Heimische Orchideen/Deutschland)
- Der Alpensteinbock (Capra ibex) ist Tier des Jahres (Schutzgemeinschaft Deutsches Wild)
- Die Europäische Äsche (Thymallus thymallus) ist der Fisch des Jahres (Verband Deutscher Sportfischer e. V.)

## Ereignisse

### Politik und Weltgeschehen

#### Januar
- 01. Januar: Arnold Koller wird erneut Bundespräsident der Schweiz.
- 15. Januar: Andorra wird in die Weltgesundheitsorganisation (WHO) aufgenommen.
- 16. Januar: Yahya Jammeh wird Staats- und Regierungspräsident in Gambia.
- 19. Januar: Bulgarien: Petar Stojanow wird Staatspräsident.
- 21. Januar: In Prag wird die Deutsch-Tschechische Erklärung über die gegenseitigen Beziehungen und deren künftige Entwicklung unterzeichnet. Sie hat unter anderem die Einrichtung des Deutsch-Tschechischen Zukunftsfonds am 29. Dezember 1997 zur Folge.
- 23. Januar: Madeleine Albright wird Außenministerin der USA.
- 28. Januar: Viktor Klima wird Bundeskanzler von Österreich.

#### Februar
- 03. Februar: Pakistan: Erneute Auflösung des Parlaments.
- 04. Februar: Südafrika bekommt eine neue Verfassung.
- 08. Februar: Vorgezogene Parlamentswahlen in Nauru
- 13. Februar: Vorgezogene Präsidentschaftswahlen in Nauru. Neuer Präsident wird Kinza Clodumar.
- 17. Februar: Bulgarien stellt den Antrag auf Vollmitgliedschaft in der NATO.
- 28. Februar: Beginn des „postmodernen“, „sanften“ oder „stillen“ Putsches in der Türkei: Der Nationale Sicherheitsrat beschließt auf Drängen der Militärführung ein Memorandum gegen islamistische Tendenzen. Der dadurch eingeleitete Prozess führt zur Entmachtung des Ministerpräsidenten Necmettin Erbakan (Wohlfahrtspartei)

#### März
- 01. März: Albanien: Die Regierung unter Präsident Sali Berisha tritt zurück.
- 01. März: Schwere Unruhen in Albanien („Lotterieaufstand“)
- 09. März: US Rapper The Notorious B.I.G. wird in Los Angeles erschossen.
- 14. März: Evakuierungsmaßnahme der Bundeswehr in Albanien „Operation Libelle“

#### April
- 01. April: Konteradmiral Rudolf Lange wird Kommandeur der Führungsakademie der Bundeswehr, nachdem sein Vorgänger wegen der Affäre um den Auftritt des bekannten Geschichtsrevisionisten Manfred Roeder zurücktreten musste.
- 09. April: Erstmals tagen die Abgeordneten in Angola.
- 11. April: Bildung der Regierung in Angola
- 11. April: Entsendung einer internationalen Schutztruppe nach Albanien im Auftrag der OSZE
- 13. April: Präsidentschaftswahlen in Mali
- 26. April: Der deutsche Bundespräsident Roman Herzog hält seine bekannte Ruck-Rede, in der er fordert, durch Deutschland müsse ein „Ruck“ gehen.
- 27. April: Zweite demokratische Wahlen im Jemen
- 29. April: Die Chemiewaffenkonvention trat in Kraft.

#### Mai
- 01. Mai: Bei den Wahlen zum britischen Unterhaus gewinnt die Labour Party unter Tony Blair und führt damit nach 18 Jahren einen Regierungswechsel herbei. Er folgt John Major von der Conservative Party.
- 15. Mai: Der Deutsche Bundestag beschließt die rechtliche Gleichstellung ehelicher und außerehelicher Vergewaltigung, womit die Vergewaltigung in der Ehe nach § 177 StGB strafbar wird.
- 17. Mai: Truppen von Laurent Kabila marschieren in Kinshasa ein. Zaire wird offiziell in Demokratische Republik Kongo umbenannt.
- 21. Mai: Bulgarien: Iwan Kostow wird Ministerpräsident.
- 21. Mai: Unterzeichnung der Versöhnungserklärung zwischen Polen und der Ukraine
- 21. Mai: Treffen zwischen Husni Mubarak und Palästinenserchef Jassir Arafat
- 23. Mai: Regierungspräsident im Iran wird Hodschatoleslam Mohammad Chatami.
- 25. Mai/1. Juni: Parlamentswahlen in Frankreich
- 27. Mai: Die NATO-Russland-Grundakte wird in Paris (Frankreich) unterzeichnet.

#### Juni
- 02. Juni: Bei den Bundeswahlen in Kanada verteidigte die Liberale Partei von Jean Chrétien die absolute Mehrheit.
- 11. Juni: Konkordat zwischen dem Heiligen Stuhl und Thüringen
- 20. Juni: Natsagiin Bagabandi wird Staatspräsident der Mongolei.
- 27. Juni: Moskau. Nach fünf Jahren Bürgerkrieg unterzeichnen der Präsident von Tadschikistan, Emomalij Rahmonow, und der Chef der muslimischen Opposition, Said Abdullo Nuri, einen Friedensvertrag. Das von Russland, Iran und der UNO vermittelte Abkommen sieht u. a. eine Beteiligung der Opposition in Regierung und Armee vor.
- 29. Juni: Albanien. Erste Neuwahlen nach den Unruhen
- 30. Juni: Mit dem Ablauf der vereinbarten Pachtzeit von 99 Jahren endet die britische Kolonialherrschaft über die New Territories in Hongkong. Entsprechend der zuvor vereinbarten Chinesisch-britischen gemeinsamen Erklärung zu Hongkong übergibt das Vereinigte Königreich die Hoheit über das gesamte Gebiet Hongkongs an die Volksrepublik China.

#### Juli
- 01. Juli: Großbritannien wird wieder Mitglied in der UNESCO.
- 01. Juli: Übernahme der Hoheit über Hongkong durch die Volksrepublik China
- 05. Juli: Staatsstreich in Kambodscha. Viele Politiker gehen ins Exil.
- 06. Juli: Bundeskongresswahlen in Mexiko
- 08. Juli: Unterzeichnung der NATO-Ukraine-Charta
- 09. Juli: Mazedonien: Unruhen in Gostivar und Tetovo
- 15. Juli: Der zurückgetretene serbische Staatschef Slobodan Milošević wird vom jugoslawischen Bundesparlament zum Staatspräsidenten der Bundesrepublik Jugoslawien gewählt.
- 23. Juli: Laos wird Mitglied der ASEAN (Assoziation südostasiatischer Staaten).
- 25. Juli: In Indien wird mit Kocheril Raman Narayanan erstmals ein kastenloser Staatspräsident.

#### August
- 06. August: Bolivien: Hugo Banzer wird Präsident.
- 29. August: Armenien und Russland unterzeichnen einen Freundschaftsvertrag.

#### September
- 01. September: Vom InterAction Council wird eine Allgemeine Erklärung der Menschenpflichten vorgeschlagen.
- 01. September: Eröffnung des Deutschen Gymnasiums Tallinn (Estland)
- 11. September: In einem Referendum entscheidet sich die Bevölkerung von Schottland mit deutlicher Mehrheit für die Einrichtung eines schottischen Regionalparlaments
- 15. September: Konkordat zwischen dem Heiligen Stuhl und Mecklenburg-Vorpommern
- 18. September: In einem Referendum entscheidet sich die Bevölkerung von Wales mit knapper Mehrheit für die Einrichtung eines walisischen Regionalparlaments
- 18. September: Bei einem Terroranschlag auf Touristen vor dem Ägyptischen Museum in Kairo (Ägypten) werden zehn Menschen getötet, darunter neun Deutsche, und 24 verletzt.
- 21. September: Parlamentswahlen in Polen

#### Oktober
- 02. Oktober: Unterzeichnung des Vertrages von Amsterdam. Er tritt 1999 in Kraft, soll hauptsächlich die EU auf die Osterweiterung vorbereiten und schafft u. a. den Posten des Hohen Vertreters für die Gemeinsame Außen- und Sicherheitspolitik.
- 07. Oktober: Inkrafttreten der neuen Verfassung in Polen
- 11. Oktober: In Thailand tritt nach langen Beratungen eine neue, weitgehend liberale, Verfassung in Kraft.
- 12. Oktober: Kamerun: Paul Biya wird im Amt als Staatspräsident bestätigt.
- 15. Oktober: ThrustSSC stellt einen Geschwindigkeitsrekord als schnellstes Auto auf
- 29. Oktober: Der Sicherheitsrat der Vereinten Nationen verhängt Sanktionen gegen Angola.
- 30. Oktober: Mary McAleese wird Staatspräsidentin von Irland.
- 31. Oktober: Letsie III. wird zum König von Lesotho gekrönt.

#### November
- 16. November: Die Volksrepublik China lässt den Dissidenten Wei Jingsheng aus der Haft frei und schiebt ihn in die USA ab.
- 17. November: Terroranschlag auf Touristen vor dem Hatschepsut-Tempel in Luxor (Ägypten): 68 Menschen sterben.

#### Dezember
- 01. bis 10. Dezember: In Kyōto (Japan) findet eine internationale Klimakonferenz statt, auf der sich die Industrieländer verpflichten, ihre Treibhausgas-Emissionen zu senken.
- 04. Dezember: Die Londoner Konferenz über Nazigold geht zu Ende. Die Rückgabe eines noch vorhandenen Goldbestandes von 5,5 Tonnen in alliierter Verwaltung an Holocaust-Geschädigte findet keine allgemeine Zustimmung.
- 10. Dezember: Kasachstan: Umbenennung der Hauptstadt Akmola in Astana
- 18. Dezember: Die Präsidentenwahl in Südkorea führt zu einem Amtswechsel. Der Oppositionspolitiker Kim Dae-jung wird von den Wählern dem Amtsinhaber Kim Young-sam vorgezogen.
- 19. Dezember: Parlamentswahlen in Dschibuti
- 28. Dezember: Um die weitere Verbreitung von H5N1, des Erregers der Vogelgrippe H5N1, zu stoppen, lassen die Behörden in Hongkong etwa 1,5 Millionen Hühner töten.
- 30. Dezember: Im Algerischen Bürgerkrieg werden in mehreren Dörfern der Provinz Relizane Massaker verübt, die über 500 Getötete hinterlassen.

### Wirtschaft
- Auf Deutschland bezogene Unternehmenszusammenschlüsse hatten ein Volumen von etwa 150 Mrd. DM.
- Die Übernahme von MCI durch WorldCom und die Verschmelzung zu MCI WorldCom war mit etwa 60 Mrd. DM die bis dahin teuerste Unternehmensübernahme.
- 21. Februar: Doppelbesteuerungsabkommen zwischen Deutschland und Lettland
- 10. März: der Neue Markt wird an der deutschen Börse gestartet
- 08. April: Der deutsche Bastei-Verlag stellt vierzig Jahre nach ihrem ersten Erscheinen die Groschenheftserie Wildwest-Roman mit Band 1859 ein.
- 20. April: Im taiwanischen Hafen Kaohsiung trifft nach einer rund 48-jährigen Pause im Handel über die Taiwan-Straße hinweg ein Containerschiff aus dem in Rotchina gelegenen Xiamen ein.
- 14. Mai: Die fünf weltweit agierenden Fluggesellschaften Air Canada, United Airlines, Lufthansa, SAS Scandinavian Airlines und Thai Airways bilden die Star Alliance, um damit eine Effizienzsteigerung in ihrem Geschäftsbetrieb herbeizuführen. Weitere Unternehmen kommen im Laufe der Zeit hinzu, um am Erfolg zu profitieren.
- 06. Juni: Doppelbesteuerungsabkommen zwischen Deutschland und Finnland
- 22. Juli: Doppelbesteuerungsabkommen zwischen Deutschland und Litauen
- Juli: Beginn der Asienkrise
- 12. September: Air France übernimmt die französische Inlandsfluggesellschaft Air Inter.
- 15. September: Die Suchmaschine Google geht erstmals online.
- 26. November: Doppelbesteuerungsabkommen zwischen Deutschland und Kasachstan
- 08. Dezember: Die Union de Banques Suisses und der Schweizerische Bankverein kündigen ihre Fusion an, aus der die UBS AG entstehen wird.
- Gründung der Edelaraudtee in Estland
- Übernahme von McDonnell Douglas durch Boeing
- Die Allianz AG übernimmt 51 % des Aktienkapitals der zweitgrößten französischen Versicherung, Assurances Générales de France (AGF) im Wert von 9,2 Milliarden DM
- Das französische Versicherungsunternehmen AXA übernimmt das Unternehmen Colonia
- Der Verpackungskonzern Schmalbach-Lubeca fusioniert teilweise zur Impress BV
- Das deutsche Pharmazieunternehmen Boehringer Mannheim wird an das schweizerische Pharmazieunternehmen Hoffmann-La Roche verkauft.

### Wissenschaft und Technik
- 24. Februar: Das im vergangenen Sommer geborene geklonte Schaf Dolly wird der Öffentlichkeit vorgestellt.
- 04. Juli: Die Sonde Pathfinder mit dem Geländewagen Sojourner landet auf dem Mars.
- 06. September: Die kleinen Uranus-Monde Caliban und Sycorax werden von Brett J. Gladman, Phil Nicholson, Joseph A. Burns, und John J. Kavelaars mit Hilfe des 5-Meter-Spiegelteleskops des Hale-Observatoriums entdeckt.
- 07. September: Der Prototyp des Jagdflugzeugs Lockheed Martin F-22 Raptor wird beim Erstflug getestet.
- 18. September: Der Erstflug des Zeppelin NT belebt nach fast 60 Jahren die Zeppelin-Luftschifffahrt am Bodensee neu.

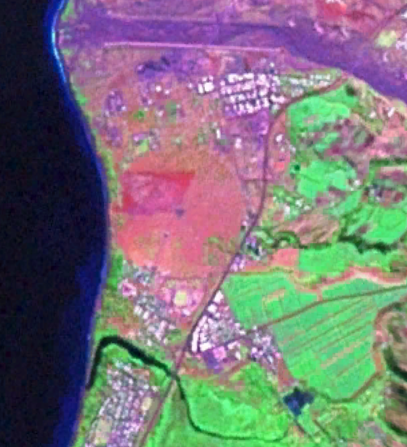
OMEGA-System auf Reunion

- 30. September: Das Funknavigationssystem OMEGA wird abgeschaltet.
- 03. Oktober: In Honolulu wird das erste geklonte Nagetier, die Maus Cumulina, geboren.

### Kultur
- 01. Mai: Kulturabkommen zwischen Deutschland und Slowakei. In Kraft seit dem 28. Mai 1998
- 26. Juni: Joanne K. Rowling: Harry Potter und der Stein der Weisen wird veröffentlicht
- 14. Juli: Kulturabkommen zwischen Deutschland und Polen. In Kraft seit dem 4. Januar 1999
- 19. Juli: Gunter Demnig verlegt in St. Georgen bei Salzburg den ersten von inzwischen über 100.000 Stolpersteinen (Stand 2023).
- 28. August: Kulturabkommen zwischen Deutschland und Turkmenistan. In Kraft seit dem 19. Juni 2002
- 16. September: Kulturabkommen zwischen Deutschland und Mongolei. In Kraft seit dem 15. Juni 1998
- 16. Oktober: Kulturabkommen zwischen Deutschland und Mazedonien. In Kraft seit dem 13. Januar 1999
- 03. November: Eröffnung des Miho Museums in Japan.
- 07. November: Verabschiedung der Rheintal-Charta in Mainz.
- 07. November: Kulturabkommen zwischen Deutschland und Australien. In Kraft seit dem 15. Juni 2000
- 21. November: Ein Niederländer zerstört im Stedelijk-Museum in Amsterdam das Gemälde „Cathedra“ von Barnett Newman mit einem Messer
- 31. Dezember: Der Nationalpark Hainich wird gegründet.
- November: Eröffnung des deutschen Guggenheim-Museums in Berlin.
- Die documenta X – Weltausstellung der Kunst – findet vom 21. Juni bis 28. September in Kassel statt
- Ultima Online, das erste große Onlinespiel geht online
- Das Nachrichtenmagazin Der Spiegel feiert 50. Geburtstag
- Gründung der Transport Protocol Experts Group
- Kunstausstellung Sensation der YBAs.
- Das Museum Villa Haiss wird eröffnet
- Erstmaliges Stattfinden des LILALU
- Uraufführung des Musicals Tanz der Vampire von Jim Steinman und Michael Kunze im Wiener Raimund Theater

#### Musik
- 26. Januar: Uraufführung der „Musik mit Bildern“ Das Mädchen mit den Schwefelhölzern von Helmut Lachenmann an der Hamburgischen Staatsoper
- 03. Mai: Katrina and the Waves gewinnen in Dublin mit dem Lied Love Shine a Light für Großbritannien die 42. Auflage des Eurovision Song Contest.
- Black Sabbath vereinigen sich mit alter Besetzung wieder.
- Soundgarden lösen sich auf.
- Rammstein veröffentlichen Sehnsucht.
- Oasis bringen Be Here Now heraus, Radiohead OK Computer und Blur ihr gleichnamiges fünftes Album.
- Michael Jackson gastiert mit seiner History-Tour auch in Deutschland.

Siehe auch: Nummer-eins-Hits 1997 in  Australien, Belgien, Dänemark, Deutschland, Finnland, Frankreich, Irland, Italien, Japan, Kanada, Neuseeland, den Niederlanden, Norwegen, Österreich, Schweden, der Schweiz, Spanien, Ungarn, den Vereinigten Staaten und im Vereinigten Königreich.
Siehe auch: Kategorie:Musik 1997

### Gesellschaft

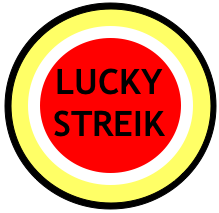
Logo des Studentenstreiks 1997/98 (nachgezeichnet)

- 12. Juli: Berlin. Als Protest gegen musikalische Ausgrenzung und Kommerzialisierung der Love Parade kommt es zur Hateparade, aus der sich später die Demonstration Fuckparade entwickelt.
- 15. Juli: Vor seinem Haus in Miami Beach wird der italienische Modedesigner Gianni Versace vom gesuchten Serienmörder Andrew Phillip Cunanan erschossen.

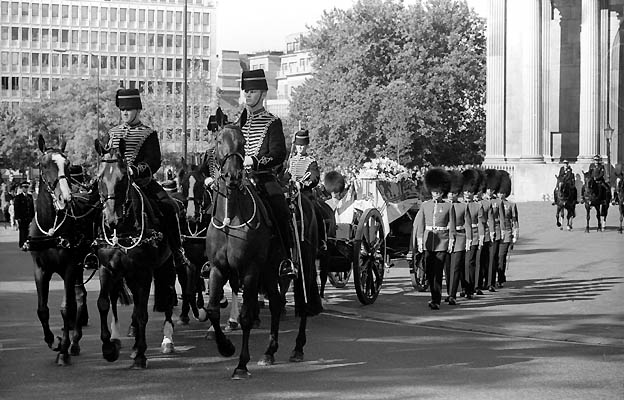
Dianas Beisetzung

- 06. September: An der Beisetzungszeremonie für Diana, Princess of Wales, der ersten Ehefrau des britischen Thronfolgers Charles, nehmen auf Londons Straßen etwa drei Millionen Menschen Anteil. Das Verfolgen der Fernsehübertragung ist mit geschätzten 2,5 Milliarden Zuschauern das bis dahin weltweit größte Medienereignis.
- Oktober: In Bilbao eröffnet das Museo Guggenheim Bilbao.
- Dezember: Höhepunkt des bundesweiten Studentenstreiks

### Religion

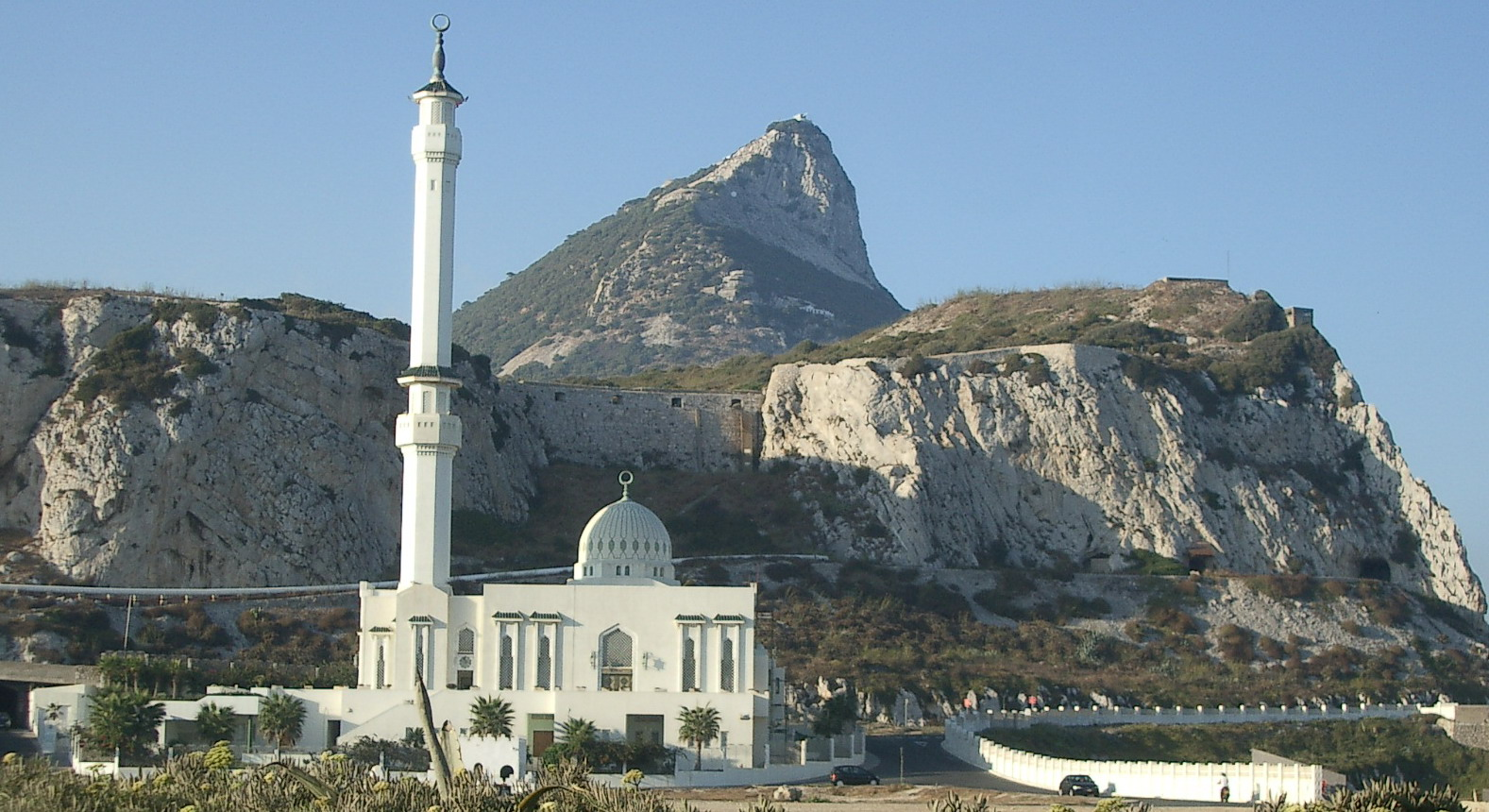
Ibrahim-al-Ibrahim-Moschee in Gibraltar

- 12. April: Beim Brand der Grabtuchkapelle werden Teile des Turiner Doms und des Turiner Schlosses zerstört; das Turiner Grabtuch wird unbeschädigt aus den Flammen gerettet.
- 08. August: Die Ibrahim-al-Ibrahim-Moschee wird in Gibraltar eingeweiht. Die gegenwärtig südlichste Moschee in Europa ist ein Geschenk des saudi-arabischen Königs Fahd ibn Abd al-Aziz.
- 02. Dezember: Das Fürstentum Liechtenstein erhält ein eigenes Erzbistum, das vom Schweizer Bistum Chur abgetrennt wird. Die Katholiken im Land führen heftige Diskussionen über die päpstliche Entscheidung.

### Naturereignisse
- 09. März: Totale Sonnenfinsternis im Osten Sibiriens
- Der als großer Komet von 1997 bezeichnete Komet Hale-Bopp ist für etwa 18 Monate mit bloßem Auge sichtbar und entwickelte sich durch Helligkeit, Dauer und deutliche Verlaufsbahn mit großem Abstand vor etwa Halley (1986) oder Hyakutake (1996) zu einem der ungewöhnlichsten Kometen in der Geschichte.

### Sport
Einträge von Leichtathletik-Weltrekorden siehe unter der jeweiligen Disziplin unter Leichtathletik.
- 09. März bis 26. Oktober: Austragung der 48. Formel-1-Weltmeisterschaft
- 13. April bis 5. Oktober: Austragung der 49. FIM-Motorrad-Straßenweltmeisterschaft
- 28. Mai: Borussia Dortmund gewinnt das Endspiel der UEFA Champions League in München durch Tore von Karl-Heinz Riedle (2) und Lars Ricken mit 3:1 Toren gegen Juventus Turin, für die Alessandro Del Piero das einzige Tor erzielt.
- 30. Juli: Im britischen Sunderland wird das für Fußballspiele neu erbaute Stadium of Light feierlich eröffnet.
- 27. Juli: Jan Ullrich gewinnt als erster Deutscher die Tour de France. Er war mit 23 Jahren zugleich einer der jüngsten Sieger des härtesten Radrennens der Welt.
- 26. Oktober: Der Kanadier Jacques Villeneuve wird mit seinem Williams-Renault-Rennwagen Weltmeister in der Formel 1. Im letzten Rennen der Saison genügt ihm dazu auf dem spanischen Circuito de Jerez ein dritter Platz.
- Der FC Schalke 04 gewinnt den UEFA-Cup im Elfmeterschießen im Giuseppe-Meazza-Stadion gegen Inter Mailand mit 3:1 Toren, nachdem die beiden vorherigen Spiele nach 90 bzw. 120 Minuten jeweils 1:0 von der gastgebenden Mannschaft für sich entschieden wurden.
- Thomas Hellriegel gewinnt als erster Deutscher den Ironman Hawaii.
- Der US-amerikanische Profigolfer Tiger Woods gewinnt im April sein erstes Major Turnier, die US Masters.
- Der Mercedes-Benz CLK GTR von Mercedes-Benz gewinnt ungeschlagen alle elf Meisterschaftsrennen der FIA-GT-Meisterschaft auf Anhieb

### Katastrophen
Kleinere Unglücksfälle sind in den Unterartikeln von Katastrophe und in der Liste von Katastrophen aufgeführt.

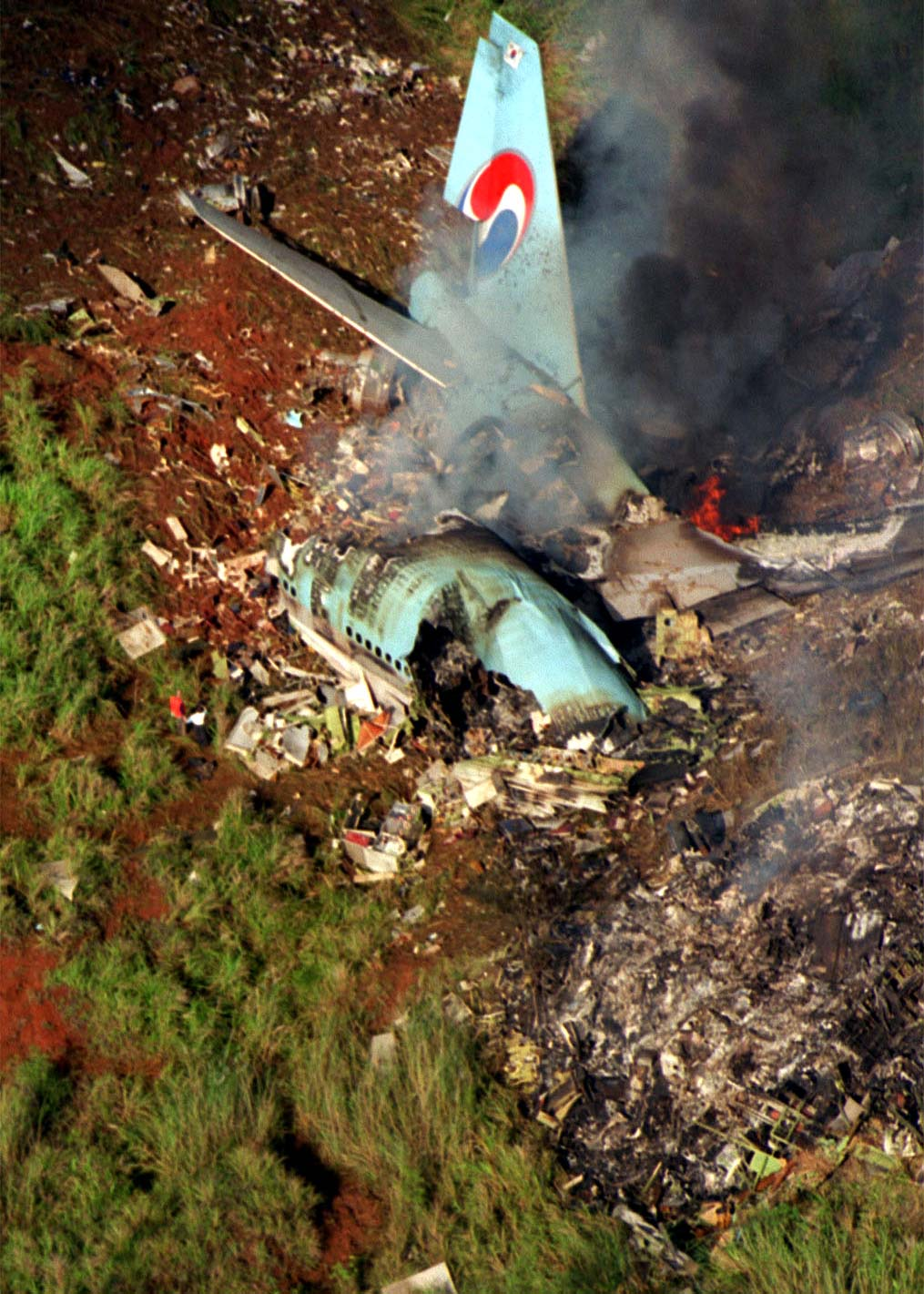
CFIT – Korean-Air-Flug 801 am 6. August 1997 (228 Menschen sterben, 26 überleben)

- 24. Februar: Ein Erdbeben der Stärke 6,5 in Turkmenistan und Iran. 100 Tote
- 28. Februar: Ein Erdbeben der Stärke 6,1 in Armenien und Aserbaidschan; ca. 1.100 Tote
- 28. Februar: North-Hollywood-Schießerei
- 28. März: Beim Abfangversuch des Flüchtlingsschiffs Kater i Rades durch das italienische Kriegsschiff F 558 Sibilla kommt es zu einer Kollision und es sterben über 80 Menschen.
- 10. Mai: Ein Erdbeben der Stärke 7,5 im Iran, 1.560 Tote
- 28. Juni: Bei einem Jubiläumskonzert der Toten Hosen im Düsseldorfer Rheinstadion vor 60.000 Zuschauern kommt ein sechzehnjähriges Mädchen im Gedränge vor der Bühne zu Tode. Die Rockband unterbricht das Konzert, spielt es jedoch auf Anraten des Einsatzleiters der Berufsfeuerwehr zu Ende, um eine Panik zu verhindern.
- Juli–August: Oderhochwasser in Deutschland, Polen und Tschechien
- 06. August: Agana, Guam. Unfall einer Boeing 747 der Korean Air, etwa fünf Kilometer vor dem Flughafen. 228 Menschen sterben, 26 können gerettet werden
- 13. September: Vor der Küste Namibias. Kollision einer deutschen Tupolew Tu-154M mit einer US-amerikanischen Lockheed C-141 Starlifter der U.S. Air Force. Alle 24 Insassen an Bord der Tupolew sowie die neun Besatzungsmitglieder der C-141 kommen ums Leben
- 26. September: Nähe Medan, Sumatra, Indonesien. Absturz eines Airbus A300 der Garuda Indonesia. Alle 234 Menschen an Bord von Flug 152 sterben

## Geboren

### Januar

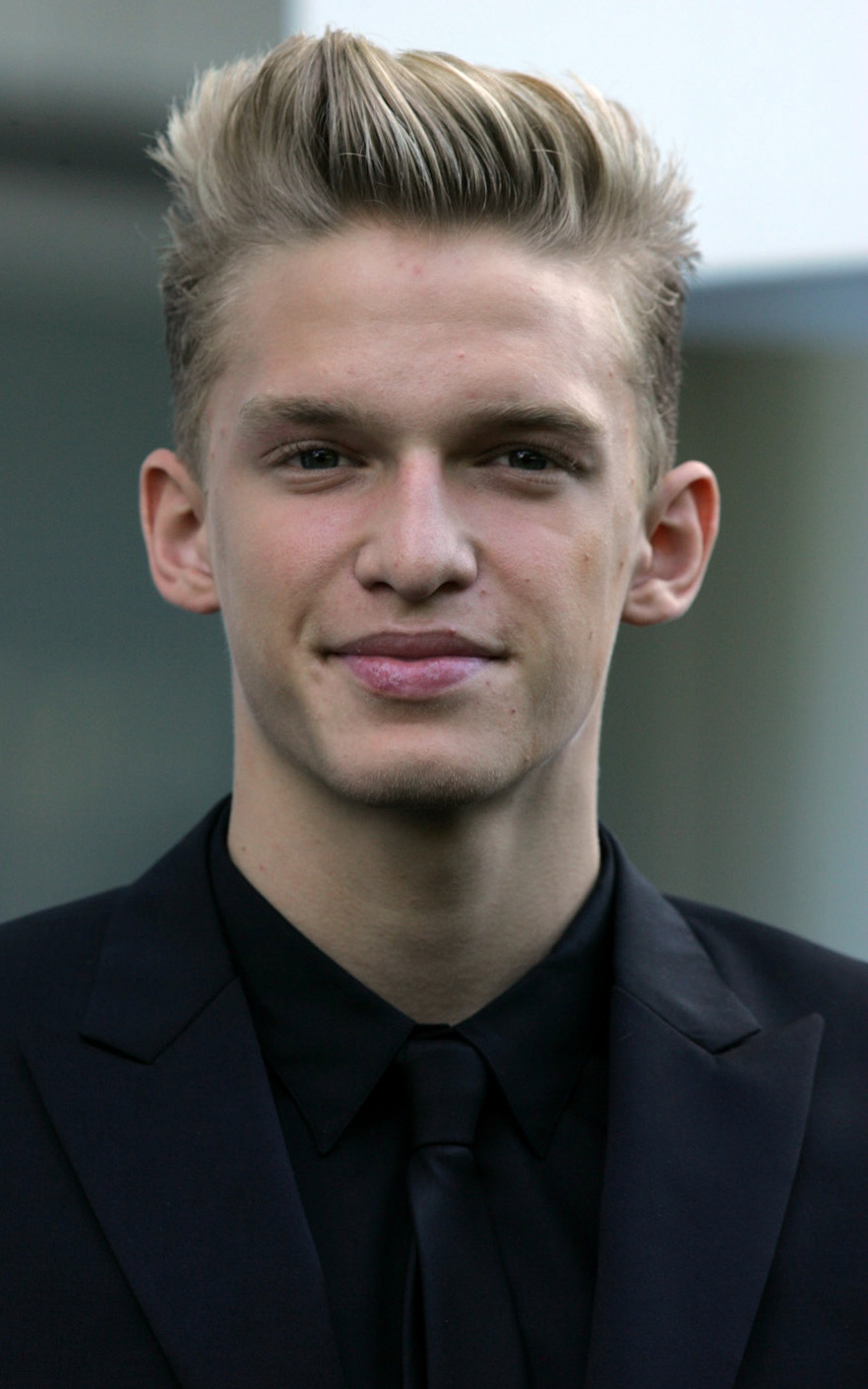
Cody Simpson

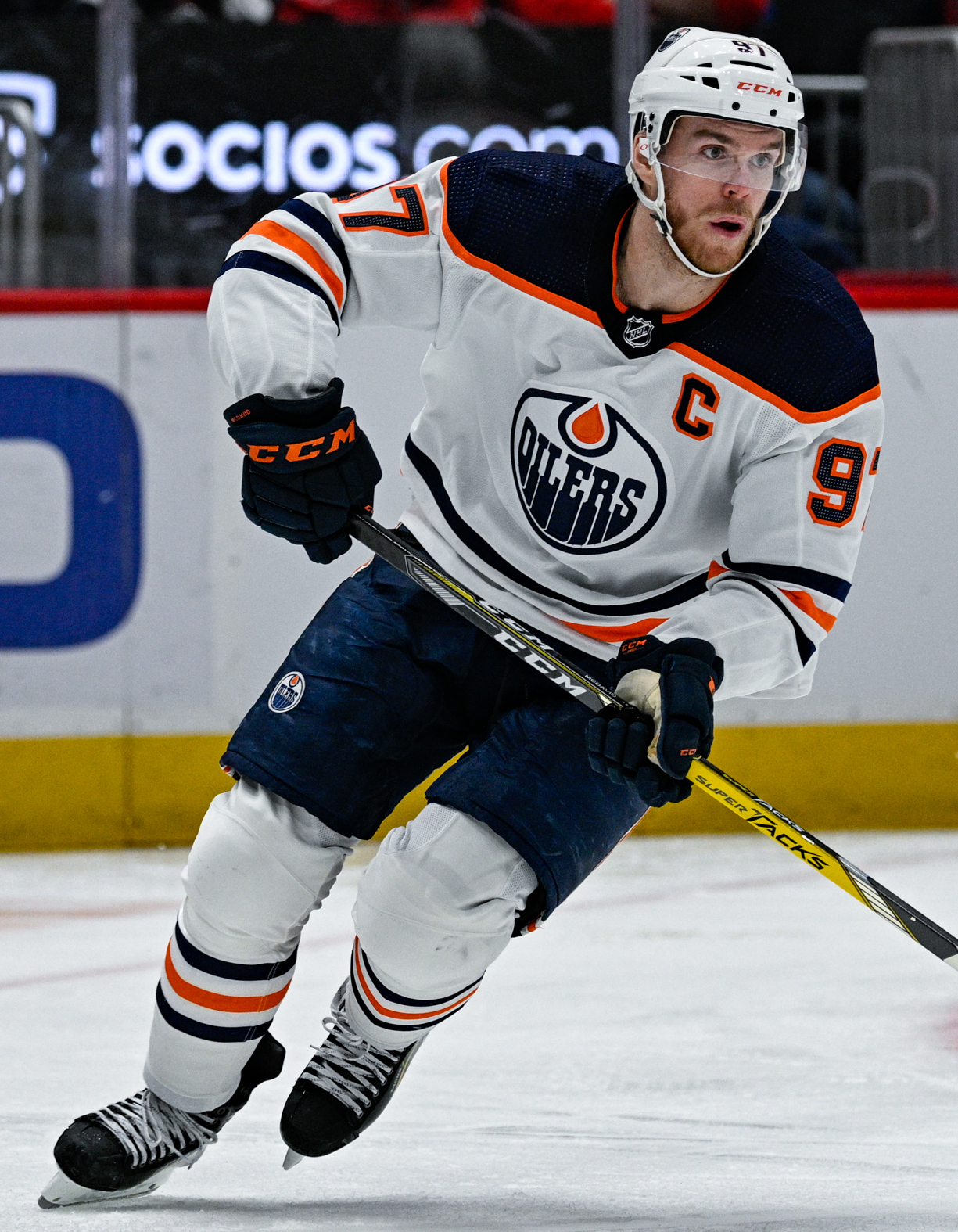
Connor McDavid

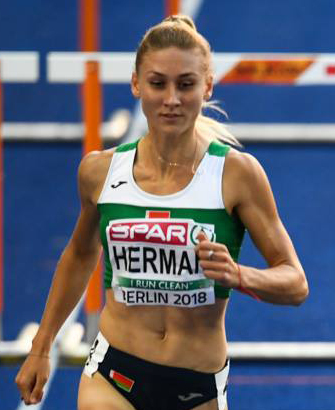
Elwira Herman

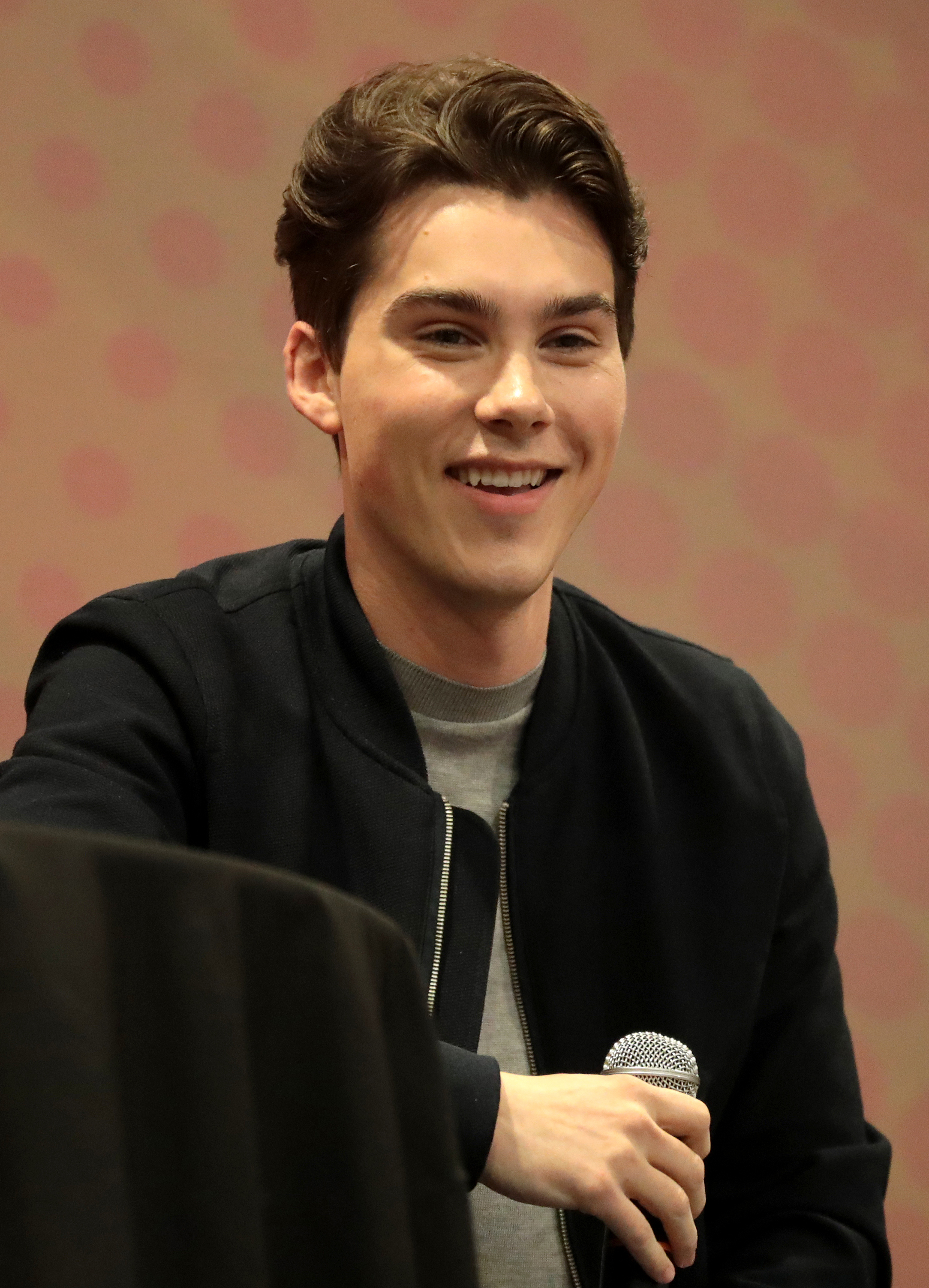
Jeremy Shada

- 01. Januar: Ross Gunn, britischer Automobilrennfahrer
- 01. Januar: Charlie Robertson, britischer Autorennfahrer
- 02. Januar: Eric Philippi, deutscher Schlagersänger
- 03. Januar: Romain Beney, Schweizer Telemarker
- 03. Januar: Jérémie Boga, französischer Fußballspieler
- 03. Januar: Anna Gasper, deutsche Fußballspielerin
- 04. Januar: Angeliño, spanischer Fußballspieler
- 04. Januar: Gino Mäder, Schweizer Radrennfahrer († 2023)
- 05. Januar: Nicola Conci, italienischer Radrennfahrer
- 05. Januar: Dario Flick, deutscher Musiker und Schauspieler
- 05. Januar: Jesús Vallejo, spanischer Fußballspieler
- 06. Januar: Nathalie Volk, deutsches Model
- 08. Januar: Jack Andraka, US-amerikanischer Erfinder und Krebsforscher
- 08. Januar: Julen Arellano, spanischer Fußballspieler
- 08. Januar: Giannos Kougioumtzian, zyprischer Skirennläufer
- 09. Januar: Danil Belezki, kasachischer Biathlet
- 09. Januar: Kevin Geniets, luxemburgischer Radrennfahrer
- 09. Januar: Asja Maregotto, italienische Ruderin
- 11. Januar: Luna Schweiger, deutsche Schauspielerin
- 11. Januar: Cody Simpson, australischer R&B- und Pop-Musiker
- 11. Januar: Wassili Tomschin, russischer Biathlet
- 13. Januar: Egan Bernal, kolumbianischer Radrennfahrer
- 13. Januar: Fabian Rüdlin, deutscher Fußballspieler
- 14. Januar: Francesco Bagnaia, italienischer Motorradrennfahrer
- 14. Januar: Joey Luthman, US-amerikanischer Schauspieler
- 14. Januar: Cedric Teuchert, deutscher Fußballspieler
- 14. Januar: Tolmatschowa-Schwestern, Kindersängerinnen und Gewinner des JESC
- 15. Januar: Lisa Karl, deutsche Fußballspielerin
- 16. Januar: Carlos Anguita, spanischer Karambolagespieler und Welt- und Europameister
- 16. Januar: Yanick Gunsch, italienischer Freestyle-Skier
- 17. Januar: Remo Arnold, Schweizer Fußballspieler
- 18. Januar: Emil Audero, italienischer Fußballspieler
- 18. Januar: Robin Becker, deutscher Fußballspieler
- 18. Januar: Rhys Griffin, walisischer Dartspieler
- 20. Januar: Stanisław Aniołkowski, polnischer Radrennfahrer
- 20. Januar: Johnathan Michael Porter, US-amerikanischer Rapper
- 23. Januar: Steven Da Costa, französischer Karateka
- 23. Januar: Toni Kraus, deutscher Sänger, Songwriter und Musikproduzent
- 24. Januar: Nirei Fukuzumi, japanischer Automobilrennfahrer
- 25. Januar: Philip Kim, kanadischer Breaker
- 26. Januar: Mikkel Pedersen, dänischer Automobilrennfahrer
- 28. Januar: Nuza Busaladse, georgische Sängerin
- 28. Januar: Amrita Cheema, deutsch-indische Schauspielerin
- 29. Januar: Jessica Barreira, portugiesische Leichtathletin
- 31. Januar: Cho Miyeon, südkoreanische Sängerin

### Februar

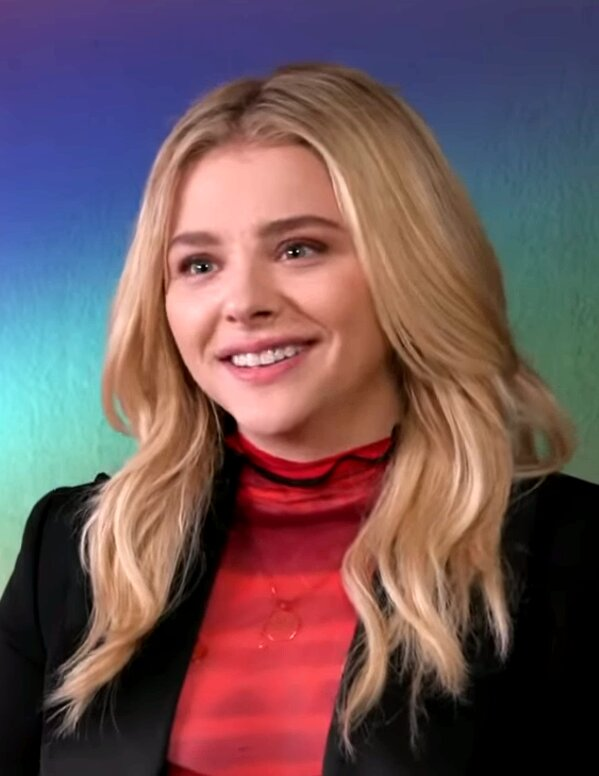
Chloë Grace Moretz

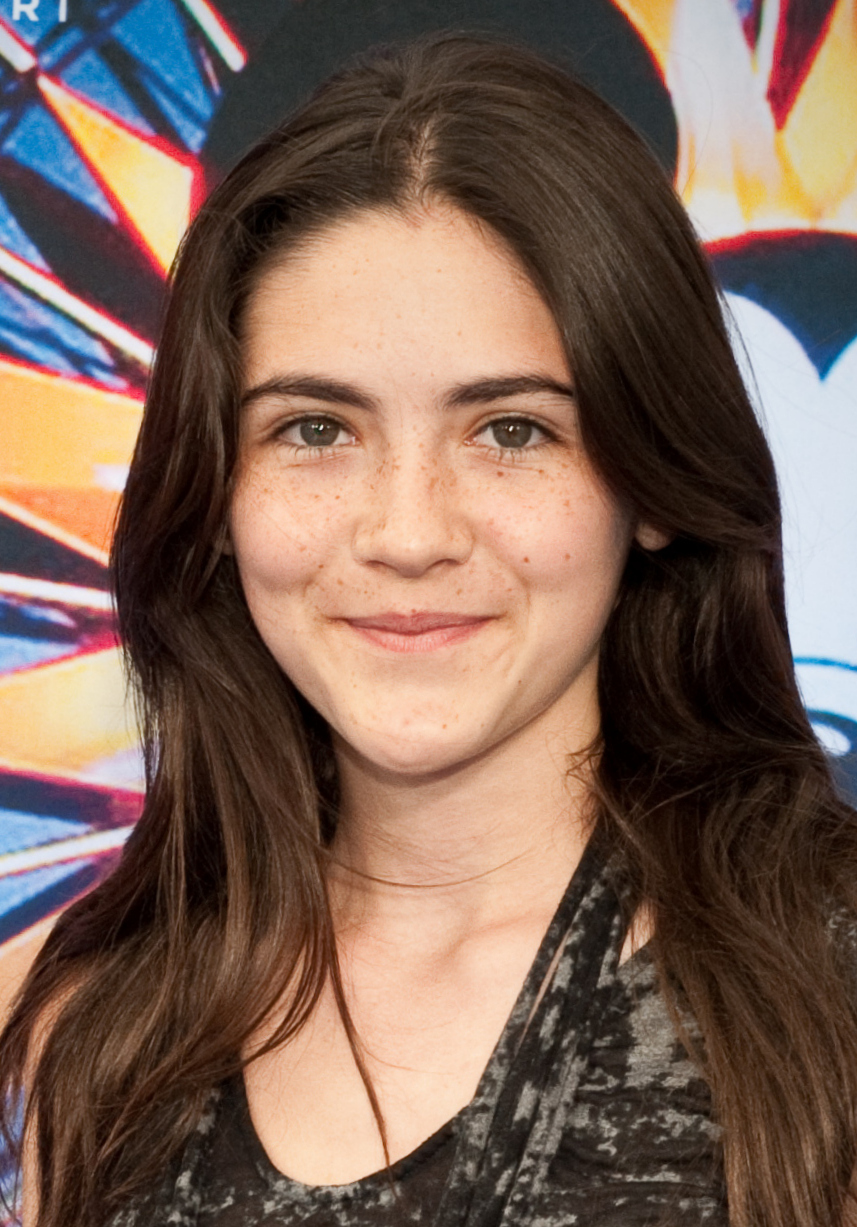
Isabelle Fuhrman

- 01. Februar: Raul Flore, rumänischer Biathlet
- 02. Februar: Ellie Bamber, britische Schauspielerin
- 02. Februar: Mario Leitner, österreichischer Kanute
- 04. Februar: Leon Kratzer, deutscher Basketballspieler
- 05. Februar: Françoise Abanda, kanadische Tennisspielerin
- 05. Februar: Delphine Cascarino, französische Fußballspielerin
- 05. Februar: Patrick Roberts, englischer Fußballspieler
- 06. Februar: Nicklas Nielsen, dänischer Automobilrennfahrer
- 06. Februar: Djibril Sow, Schweizer Fußballspieler
- 07. Februar: Nicolò Barella, italienischer Fußballspieler
- 07. Februar: Carla Hinrichs, deutsche Klimaschutzaktivistin
- 07. Februar: Zach Osburn, US-amerikanischer Eishockeyspieler
- 08. Februar: Pascal Eenkhoorn, niederländischer Radrennfahrer
- 08. Februar: Kilian Heinrich, deutscher Webvideoproduzent
- 08. Februar: Kathryn Newton, US-amerikanische Schauspielerin
- 08. Februar: Bella Poarch, philippinisch-US-amerikanische Influencerin und Sängerin
- 08. Februar: June Tomiak, deutsche Politikerin, MdA
- 09. Februar: Ruben Katoatau, kiribatischer Gewichtheber
- 10. Februar: Aurélio Buta, portugiesisch-angolanischer Fußballspieler
- 10. Februar: Chloë Grace Moretz, US-amerikanische Schauspielerin
- 11. Februar: Hubert Hurkacz, polnischer Tennisspieler
- 11. Februar: Rosé, südkoreanische Sängern und Mitglied von der Kpop-Gruppe Blackpink
- 11. Februar: Lisa Vicari, deutsche Nachwuchsschauspielerin
- 12. Februar: Nele Guderian, deutsche Schauspielerin
- 14. Februar: Breel Embolo, Schweizer Fußballspieler
- 14. Februar: Fran Rueda, spanischer Autorennfahrer
- 17. Februar: Gaetano Castrovilli, italienischer Fußballspieler
- 17. Februar: Felix Jaeger, deutscher Handballspieler
- 17. Februar: Simon Martirosjan, armenischer Gewichtheber
- 18. Februar: Konstanze Klosterhalfen, deutsche Leichtathletin
- 19. Februar: David Droux, Schweizer Automobilrennfahrer
- 19. Februar: Benedikt Gimber, deutscher Fußballspieler
- 20. Februar: Sturla Holm Lægreid, norwegischer Biathlet
- 21. Februar: Henrike Sahlmann, deutsche Fußballspielerin
- 22. Februar: Nina Ehegötz, deutsche Fußballspielerin
- 23. Februar: Benjamin Henrichs, deutsch-ghanaischer Fußballspieler
- 23. Februar: Laura Süßemilch, deutsche Radsportlerin
- 24. Februar: Marvin Dienst, deutscher Automobilrennfahrer
- 24. Februar: Rey Manaj, albanischer Fußballspieler
- 25. Februar: Santiago Ascacíbar, argentinischer Fußballspieler
- 25. Februar: Chantal Butzek, deutsche Leichtathletin
- 25. Februar: Marijan Čabraja, kroatischer Fußballspieler
- 25. Februar: Isabelle Fuhrman, US-amerikanische Schauspielerin
- 26. Februar: Adonis Ajeti, Schweizer Fußballspieler
- 26. Februar: Albian Ajeti, Schweizer Fußballspieler
- 26. Februar: Malcom, brasilianischer Fußballspieler
- 27. Februar: Valerie Bast, österreichische Schauspielerin
- 28. Februar: Leon Glatzer, deutscher Surfer
- 28. Februar: Michael Storer, australischer Radrennfahrer

### März

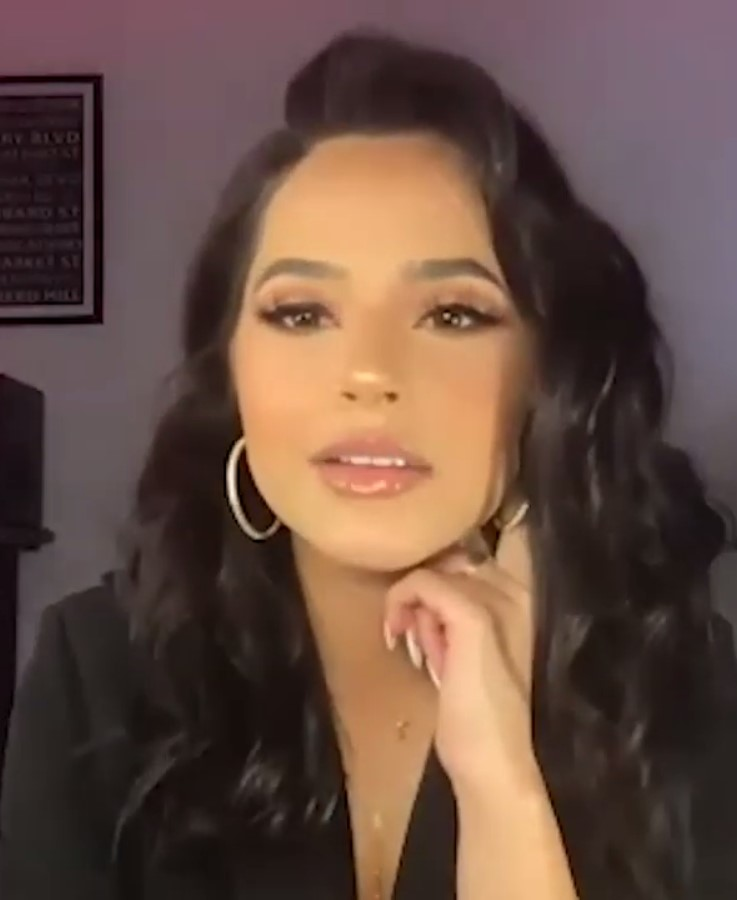
Becky G

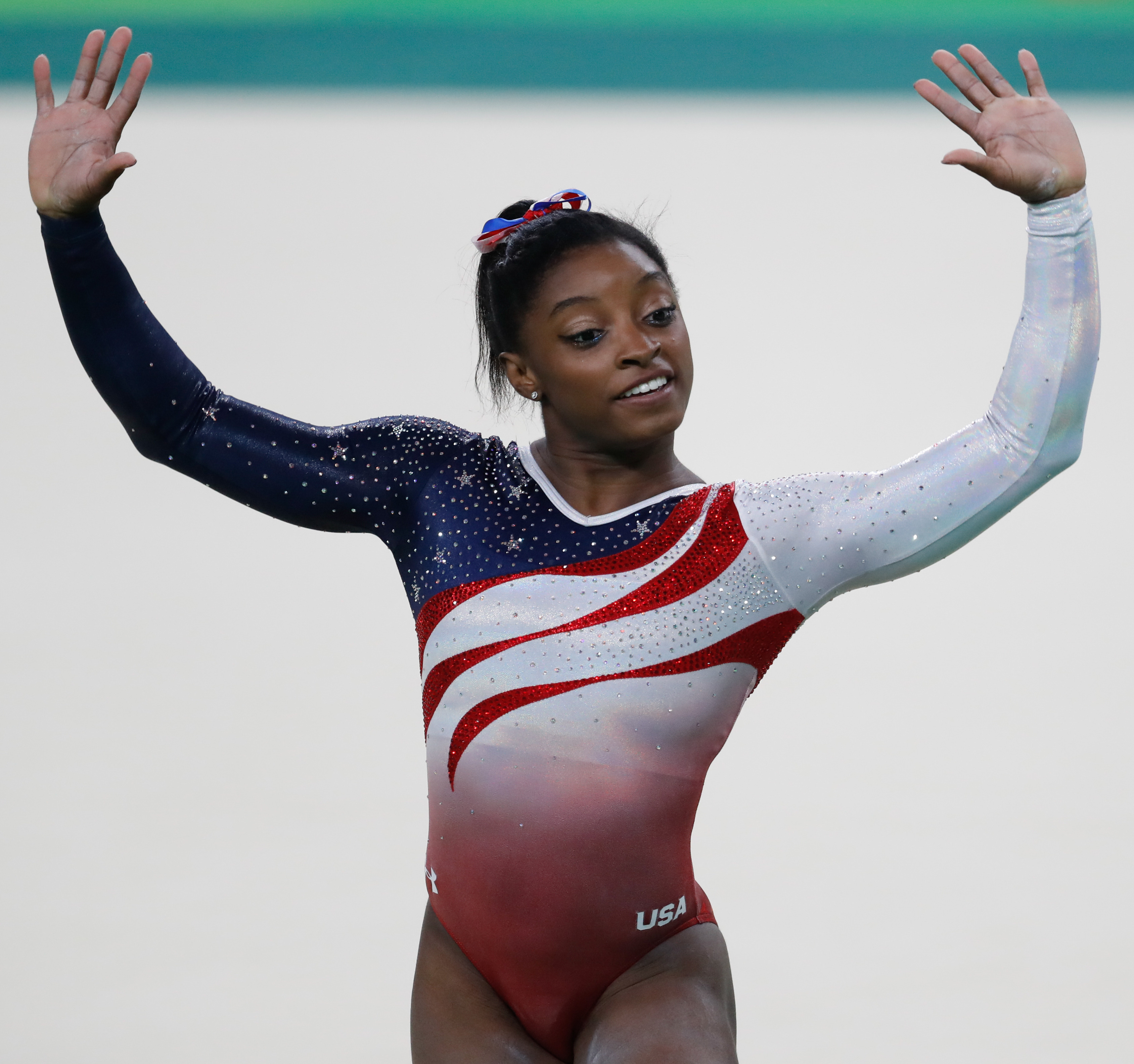
Simone Biles

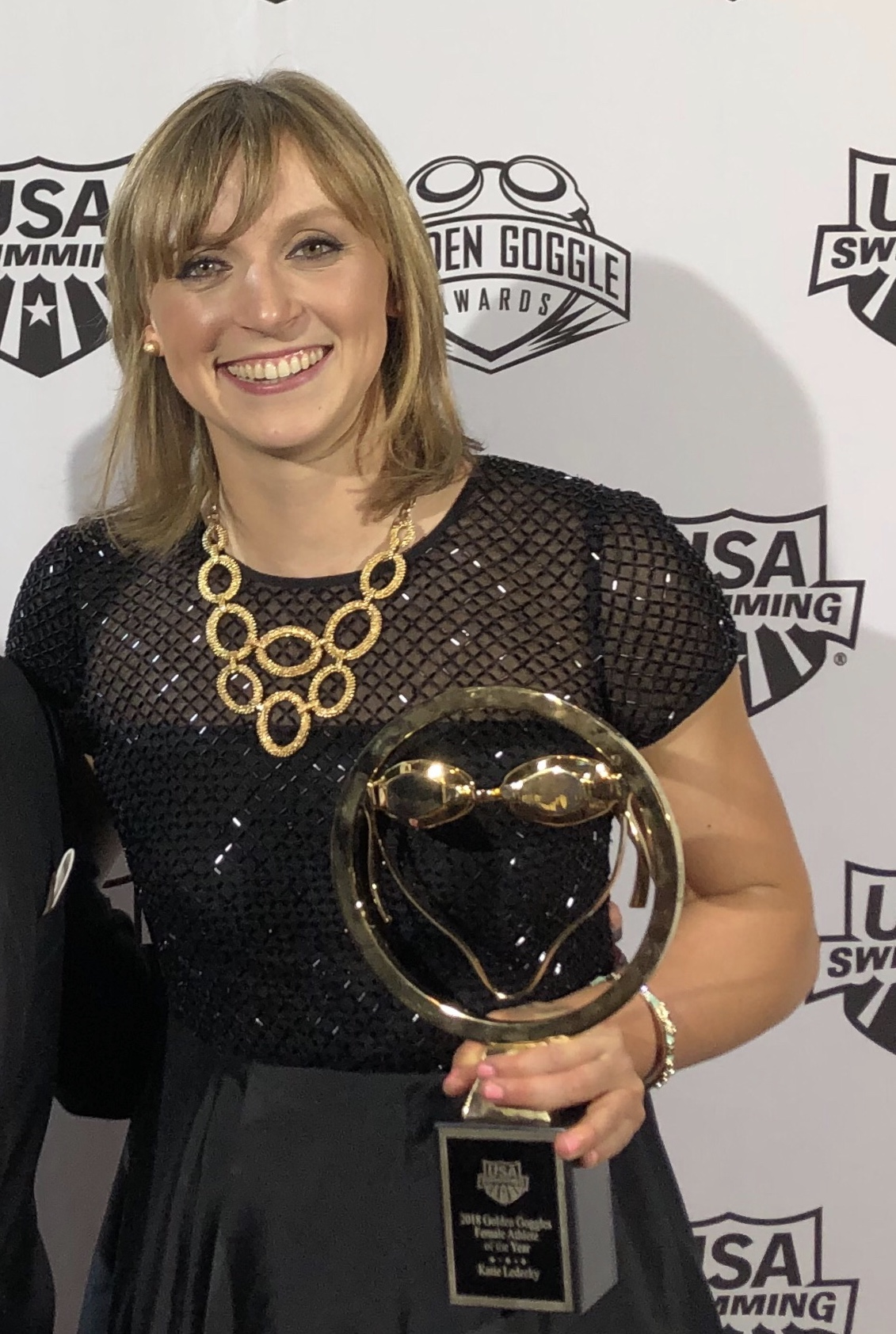
Katie Ledecky

- 01. März: Brian Gipperich, deutscher Handballspieler
- 01. März: Klauss, brasilianischer Fußballspieler
- 02. März: Becky G, US-amerikanische Sängerin und Tänzerin
- 03. März: Allan, brasilianischer Fußballspieler
- 03. März: David Neres, brasilianischer Fußballspieler
- 03. März: Camila Cabello, kubanisch-US-amerikanische Sängerin
- 03. März: Ben Tuck, britischer Automobilrennfahrer
- 04. März: Leonie Brill, deutsche Schauspielerin
- 04. März: Trevor Kiers, kanadischer Biathlet
- 04. März: Jhonatan Narváez, ecuadorianischer Radrennfahrer
- 04. März: Dominik Schad, deutscher Fußballspieler
- 06. März: Alisha Boe, norwegisch-US-amerikanische Schauspielerin
- 06. März: Daniel De Silva, australischer Fußballspieler
- 06. März: Felix Komolong, papua-neuguineischer Fußballspieler
- 08. März: Tijana Bošković, serbische Volleyballspielerin
- 08. März: Irene Ekelund, schwedische Sprinterin
- 08. März: Amir Hadžiahmetović, bosnisch-herzegowinischer Fußballspieler
- 08. März: Rodrigo Marte, dominikanischer Boxer
- 08. März: Oriol Rubio, spanischer Eishockeyspieler
- 08. März: Berkay Yilmaz, deutscher Fußball- und Futsalspieler
- 09. März: Malin Bergtun, norwegische Biathletin
- 10. März: Belinda Bencic, Schweizer Tennisspielerin
- 10. März: Ana Carrasco, spanische Motorradrennfahrerin
- 10. März: Gabi Nunes, brasilianische Fußballspielerin
- 12. März: Tae Crowder, US-amerikanischer American-Football-Spieler
- 14. März: Simone Biles, US-amerikanische Turnerin
- 14. März: Dawid Kownacki, polnischer Fußballspieler
- 15. März: Franziska Gritsch, österreichische Skirennläuferin
- 15. März: Fiona Hauser, österreichische Schauspielerin
- 15. März: Nima Mirkhoshhal, deutscher Pianist
- 16. März: Florian Neuhaus, deutscher Fußballspieler
- 17. März: Nico Gleirscher, österreichischer Rennrodler
- 17. März: Nico Langmann, österreichischer Rollstuhltennis-Spieler
- 17. März: Katie Ledecky, US-amerikanische Schwimmerin
- 18. März: Ciara Bravo, US-amerikanische Schauspielerin und Synchronsprecherin
- 18. März: Igor Malinowski, russischer Biathlet († 2022)
- 18. März: Maximilian Mittelstädt, deutscher Fußballspieler
- 19. März: Rūta Meilutytė, litauische Schwimmerin
- 20. März: Joe Davis, englischer Dartspieler
- 21. März: Henrique Chaves, portugiesischer Automobilrennfahrer
- 22. März: Alex Meret, italienischer Fußballtorwart
- 23. März: Iago, brasilianischer Fußballspieler
- 24. März: Ljudmila Achatowa, kasachische Biathletin
- 24. März: Josh Ginnelly, englischer Fußballspieler
- 25. März: Florian Baltram, österreichischer Eishockeyspieler
- 25. März: Emil Nykvist, schwedischer Biathlet
- 28. März: Marko Dabro, kroatischer Fußballspieler
- 29. März: Stefanos Douskos, griechischer Ruderer
- 29. März: Arón Piper, deutsch-spanischer Schauspieler
- 30. März: Vera Tschurtschenthaler, italienische Skirennläuferin

### April

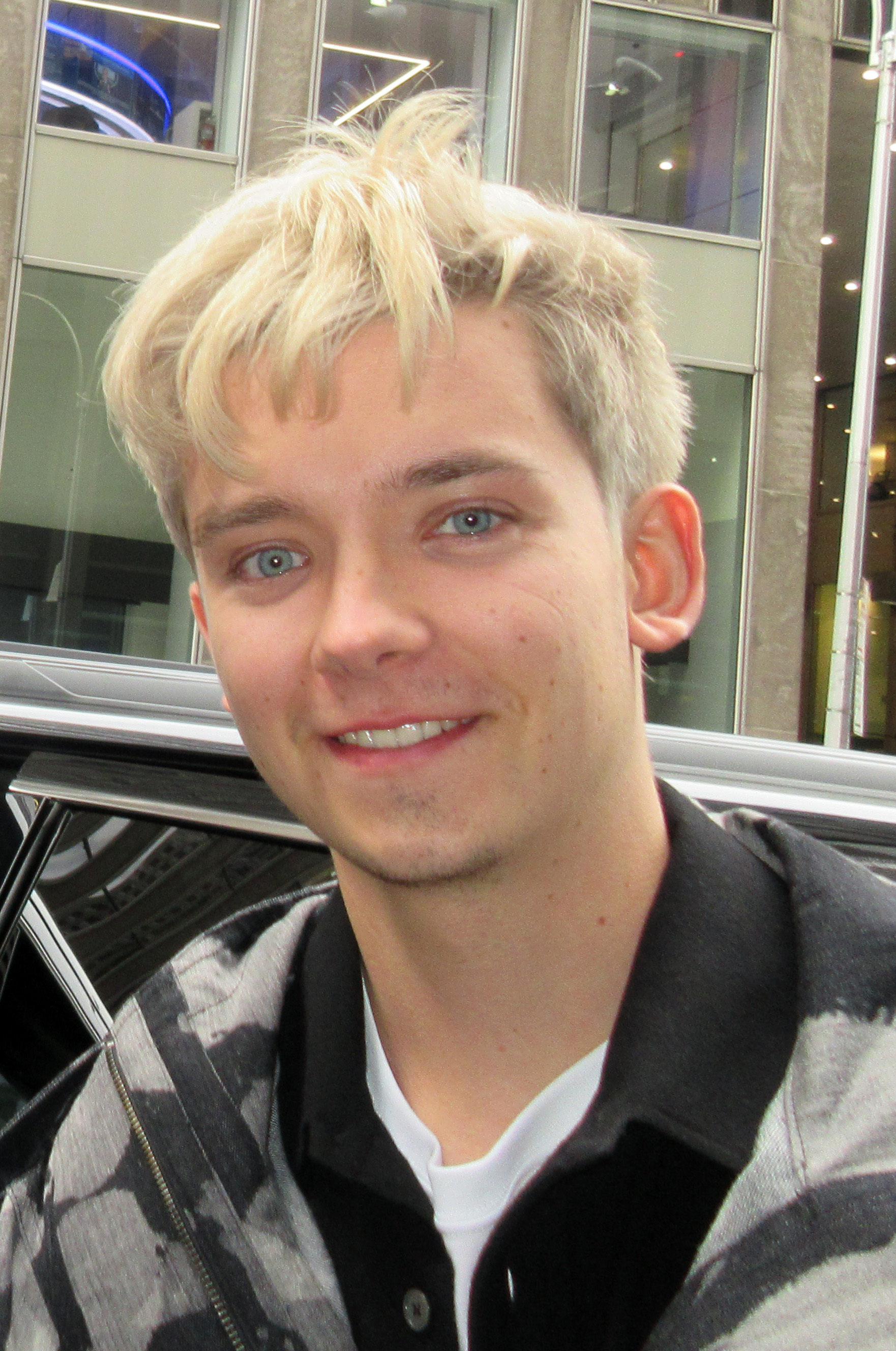
Asa Butterfield

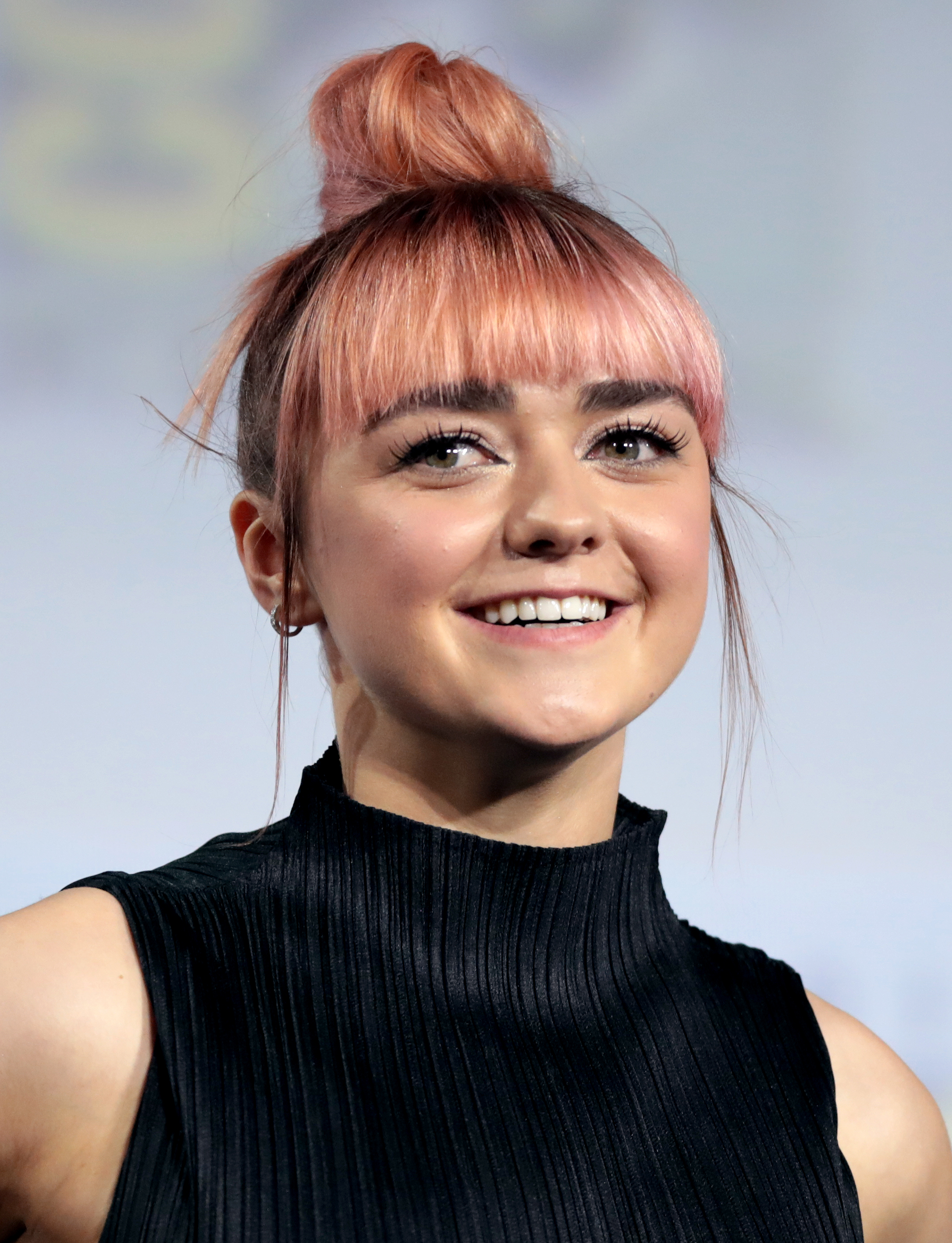
Maisie Williams

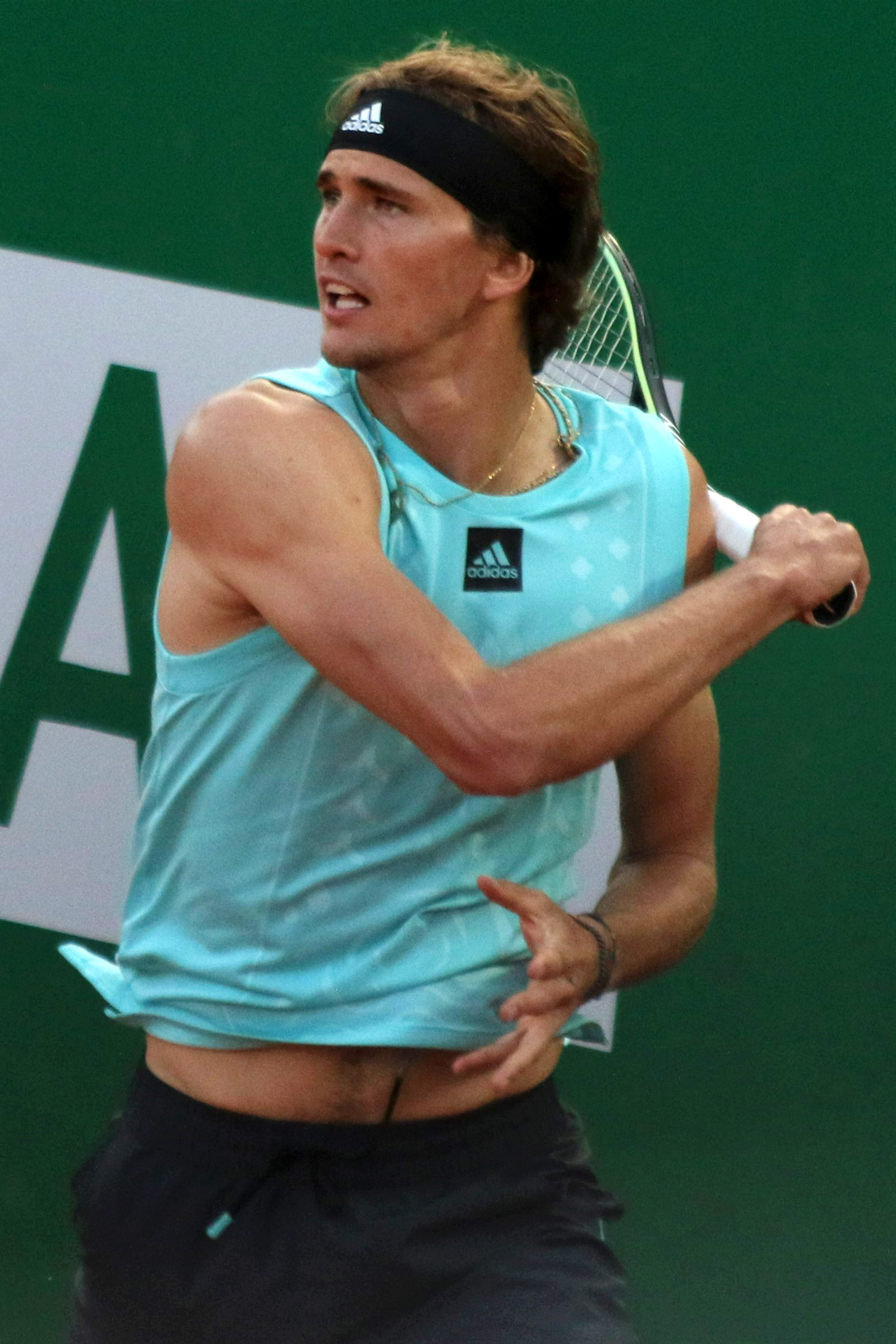
Alexander Zverev

- 01. April: Asa Butterfield, britischer Schauspieler
- 01. April: Andrea Cistana, italienischer Fußballspieler
- 01. April: Alex Palou, spanischer Automobilrennfahrer
- 02. April: Bjorg Lambrecht, belgischer Radrennfahrer († 2019)
- 02. April: Ryan Strain, australischer Fußballspieler
- 05. April: Ida Lien, norwegische Biathletin
- 06. April: Daniel Elfadli, deutsch-libyscher Fußballspieler
- 07. April: Oliver Burke, schottischer Fußballspieler
- 09. April: Luis Arráez, venezolanischer Baseballspieler
- 09. April: Annie Lindh, schwedische Biathletin
- 10. April: Martin Hamann, deutscher Skispringer
- 10. April: Nino, brasilianischer Fußballspieler
- 10. April: Simon van Dorp, niederländischer Ruderer
- 11. April: Bianca Brösamle, deutsche Fußballspielerin
- 11. April: Elie Nabot, französischer Telemarker
- 14. April: Callum Roberts, englischer Fußballspieler
- 15. April: Marie Holstein, deutsche Volleyballspielerin
- 15. April: Maisie Williams, britische Schauspielerin
- 15. April: Aleksander Fjeld Andersen, norwegischer Biathlet
- 16. April: Hugo Gießler, deutscher Schauspieler
- 16. April: Polona Klemenčič, slowenische Biathletin
- 17. April: Tilen Bartol, slowenischer Skispringer
- 17. April: Kolja Herrmann, deutscher Fußballspieler
- 18. April: Matthias Blübaum, deutscher Schachgroßmeister
- 18. April: Lukas Boeder, deutscher Fußballspieler
- 18. April: Micha Fehre, deutscher Politiker
- 19. April: Atte Korhonen, finnischer Nordischer Kombinierer
- 20. April: Florian Burmeister, deutscher Handballspieler
- 20. April: Annija Sabule, lettische Biathletin
- 20. April: Alexander Zverev, deutscher Tennisspieler
- 21. April: Matteo Pessina, italienischer Fußballspieler
- 21. April: Riley Seger, kanadischer Skirennläufer
- 22. April: Louis Delétraz, Schweizer Automobilrennfahrer
- 22. April: Joël Eisenblätter, deutscher Schauspieler
- 22. April: Yannick Hölzl, deutscher Handballspieler
- 22. April: Aarón Martín, spanischer Fußballspieler
- 23. April: Alex Ferris, kanadischer Schauspieler
- 24. April: Florian Latorre, französischer Automobilrennfahrer
- 25. April: Daniel Guttenberger, österreichischer Poolbillardspieler
- 26. April: Amber Midthunder, US-amerikanische Schauspielerin
- 27. April: Harold Tejada, kolumbianischer Radrennfahrer
- 28. April: Niklas Feierabend, deutscher Fußballspieler († 2016)
- 28. April: Olivia Nova, US-amerikanische Pornodarstellerin († 2018)
- 29. April: Sebastián Cal, uruguayischer Fußballspieler
- 29. April: Hisaki Nagamine, japanischer Nordischer Kombinierer
- 29. April: Eetu Nousiainen, finnischer Skispringer
- 30. April: Daisy Cleverley, neuseeländische Fußballspielerin
- 30. April: Oan Djorkaeff, französischer Fußballspieler
- 30. April: Hugo Rivail, französischer Biathlet

### Mai

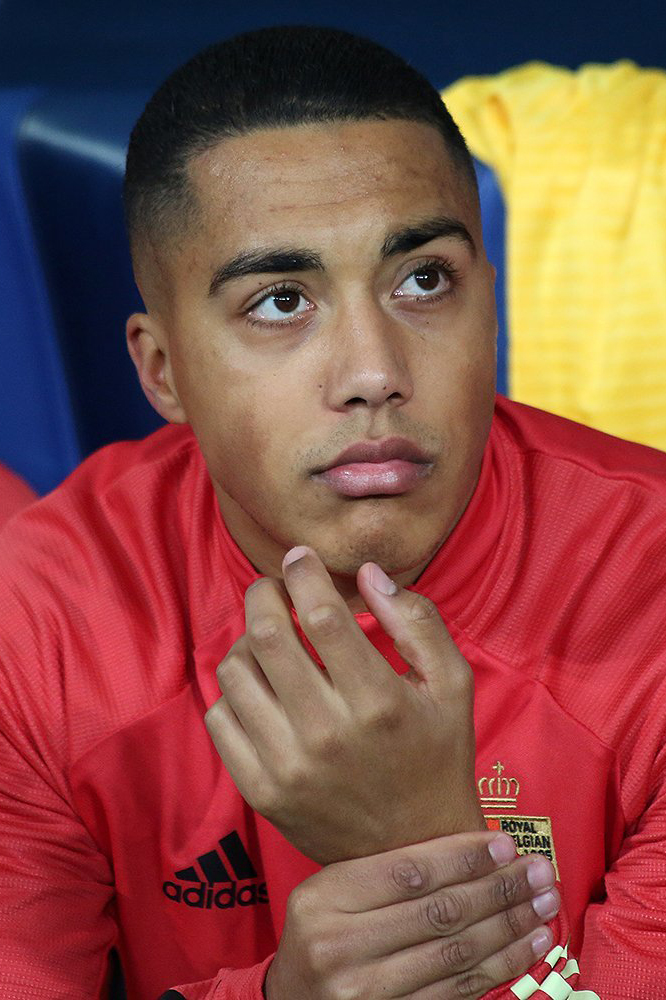
Youri Tielemans

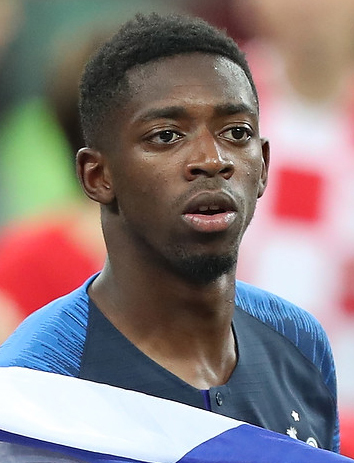
Ousmane Dembélé

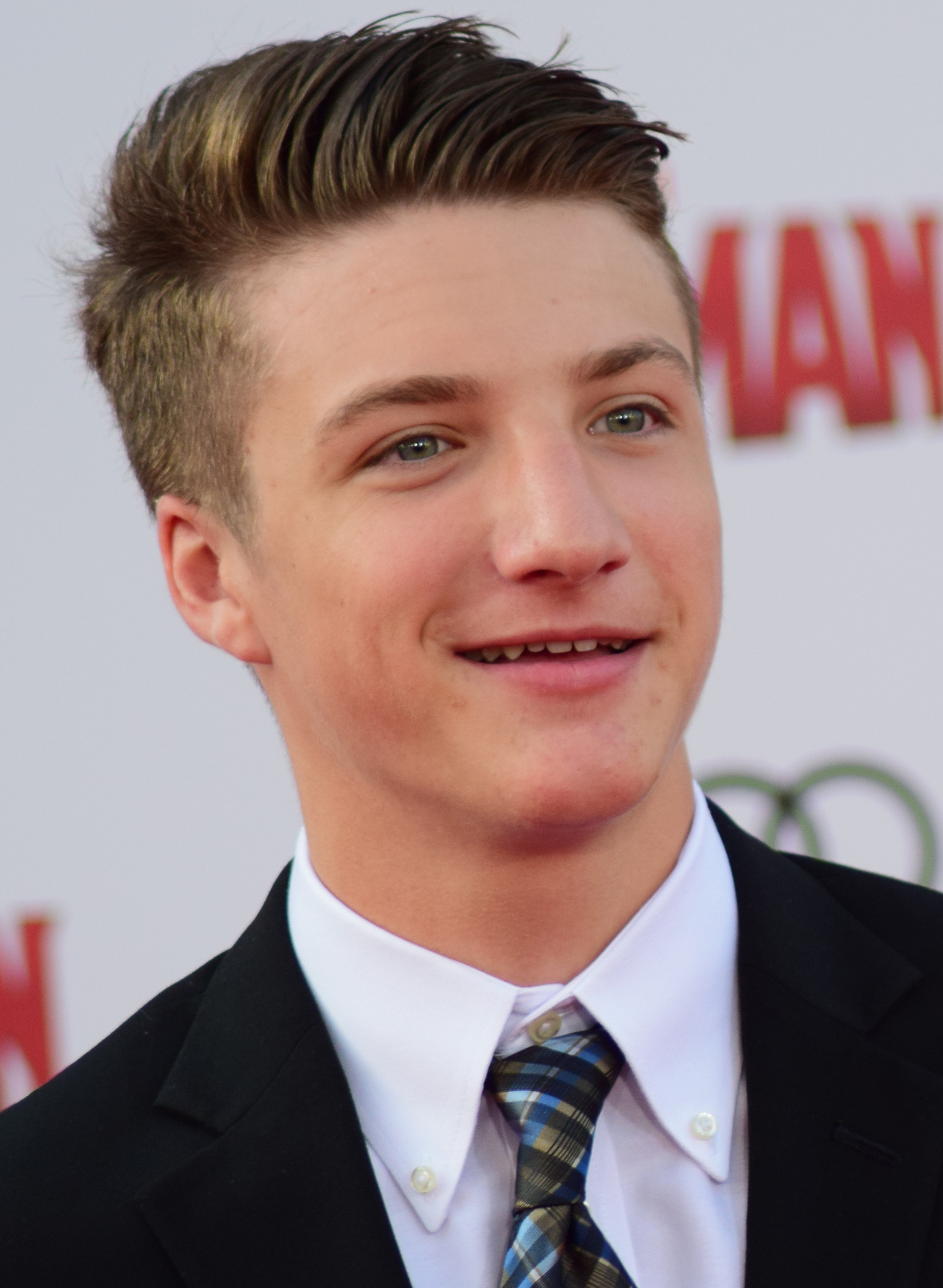
Jake Short

- 02. Mai: Tuncay Kılıç, türkischer Fußballspieler
- 03. Mai: Desiigner, US-amerikanischer Rapper und Songwriter
- 04. Mai: Ben Dolic, slowenischer Sänger
- 05. Mai: Adam Warner, englischer Dartspieler
- 06. Mai: Elisa Mörzinger, österreichische Skirennläuferin
- 07. Mai: Youri Tielemans, belgischer Fußballspieler
- 10. Mai: Enes Ünal, türkischer Fußballspieler
- 11. Mai: Lana Condor, vietnamesisch-amerikanische Schauspielerin
- 11. Mai: Tom Brüntrup, deutscher Politiker (CDU)
- 12. Mai: Ismael Díaz, panamaischer Fußballspieler
- 12. Mai: Taylor Moore, englischer Fußballspieler
- 14. Mai: Luka Andres, deutscher Synchronsprecher und Schauspieler
- 14. Mai: Kristijan Jakić, kroatischer Fußballspieler
- 14. Mai: Matteo Sobrero, italienischer Radrennfahrer
- 15. Mai: Lorena Brandl, deutsche Taekwondoin
- 15. Mai: Ousmane Dembélé, französisch-malischer Fußballspieler
- 16. Mai: Moritz Baer, deutscher Skispringer
- 16. Mai. Aylin Ravanyar, deutsche Schauspielerin
- 17. Mai: Daniel Assenow, bulgarischer Boxer
- 17. Mai: Julija Michailowna Pleschkowa, russische Skirennläuferin
- 18. Mai: Tobias Schmitz, deutscher Eishockeyspieler
- 19. Mai: Omah Lay, nigerianischer Sänger
- 20. Mai: Mal Retkoceri, kosovarischer Musiker
- 21. Mai: Federico Bonazzoli, italienischer Fußballspieler
- 21. Mai: Lucas Ribamar, brasilianischer Fußballspieler
- 23. Mai: Cassandre Beaugrand, französische Triathletin
- 23. Mai: Robyn Byrne, irische Dartspielerin
- 23. Mai: Coy Craft, US-amerikanischer Fußballspieler
- 23. Mai: Emily Dickson, kanadische Biathletin
- 24. Mai: Olivia Podmore, neuseeländische Bahnradsportlerin († 2021)
- 25. Mai: Sofia Asoumanaki, griechische Ruderin
- 25. Mai: Tobias Foss, norwegischer Radrennfahrer
- 26. Mai: Jessica Hilzinger, deutsche Skirennläuferin
- 27. Mai: Lina von der Ahe, deutsche Synchron- und Hörspielsprecherin
- 27. Mai: Soccer Mommy, US-amerikanische Singer-Songwriterin und Musikerin
- 28. Mai: Lucas Leppert, deutscher Schauspieler
- 29. Mai: Lukas Knapp, österreichischer Sportkletterer
- 29. Mai: Walerija Wasnezowa, russische Biathletin
- 30. Mai: Peter Lenz, US-amerikanischer Motorradrennfahrer († 2010)
- 30. Mai: Endija Tērauda, lettische Skeletonfahrerin
- 31. Mai: CupcakKe, US-amerikanische Rapperin
- 31. Mai: Marharyta Fjafilawa, belarussische Poolbillardspielerin

### Juni

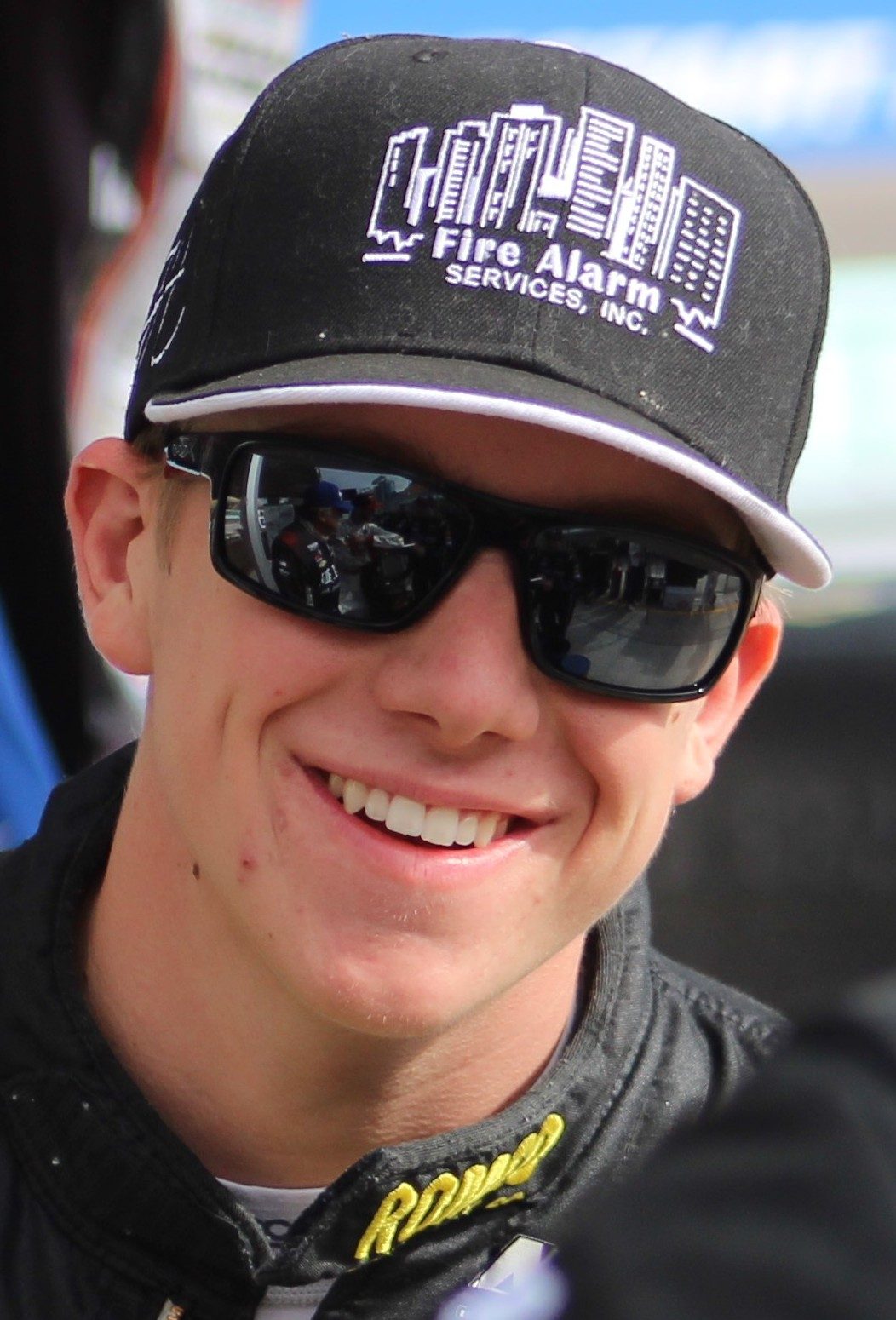
John Hunter Nemechek

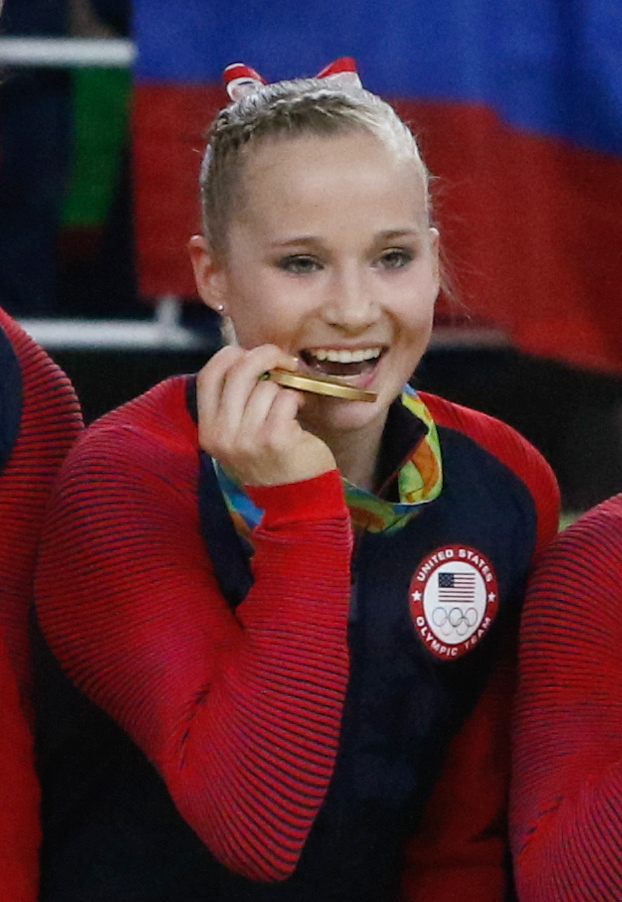
Madison Kocian

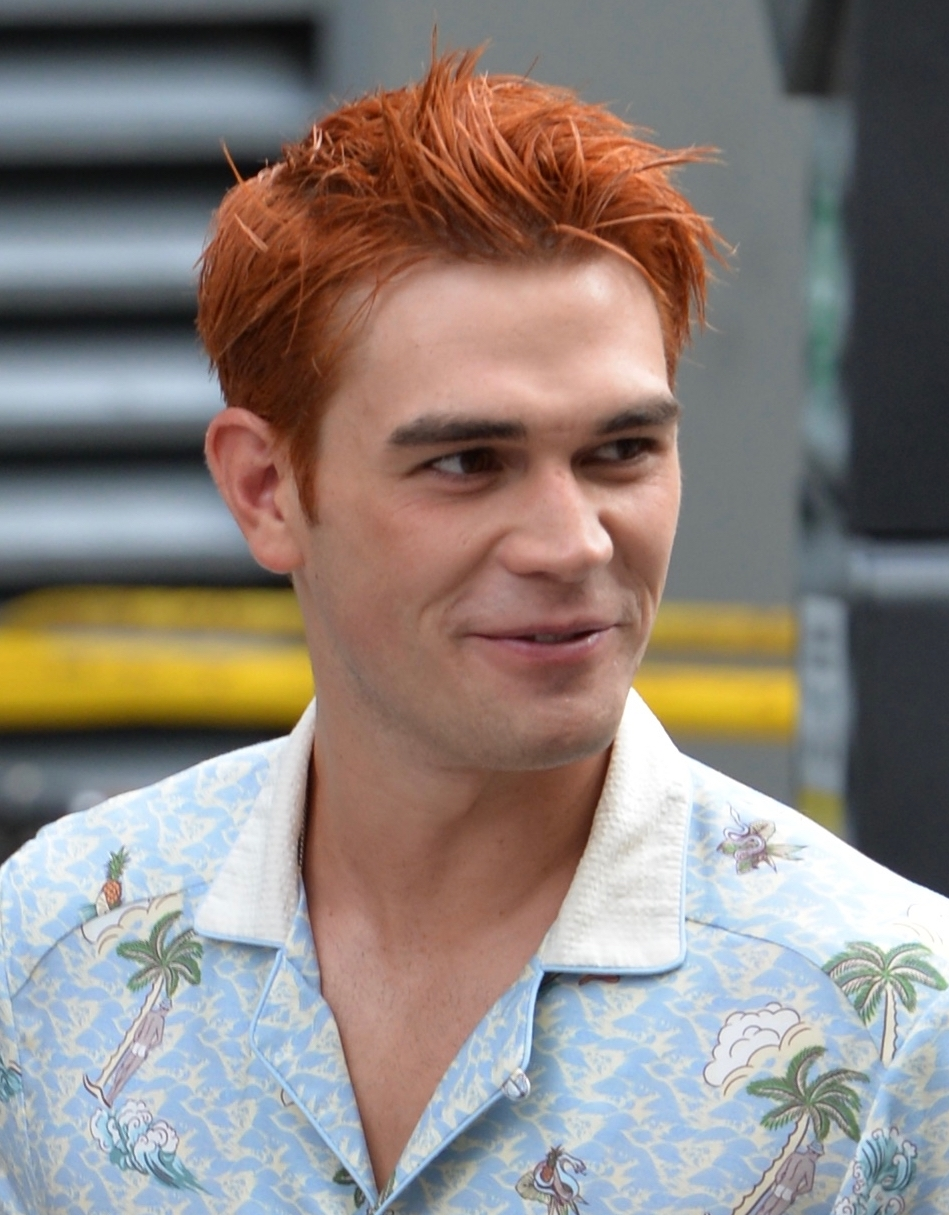
K. J. Apa

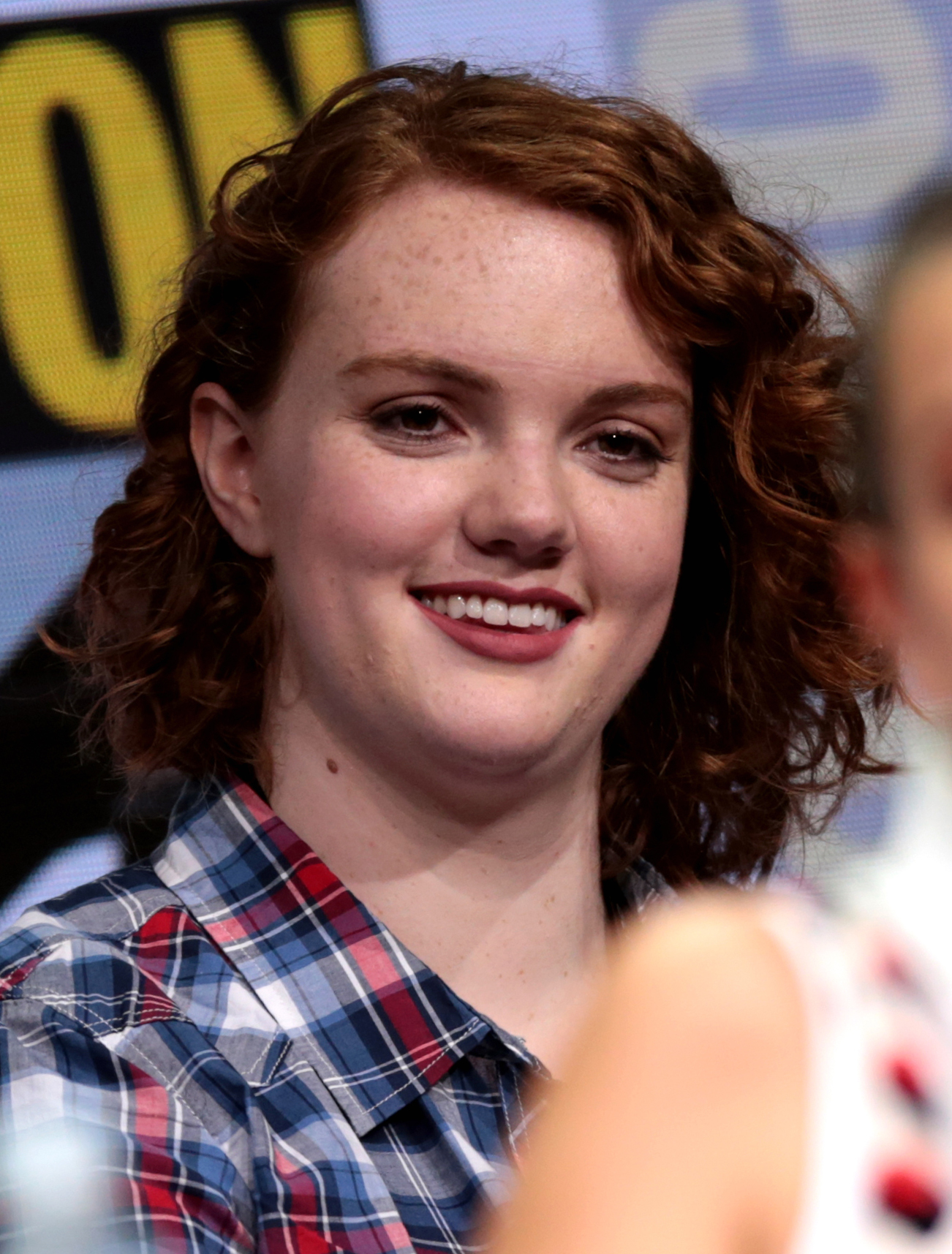
Shannon Purser

- 02. Juni: Luis Figge, deutscher Basketballspieler
- 03. Juni: Louis Hofmann, deutscher Schauspieler
- 04. Juni: Skylar Thompson, US-amerikanischer American-Football-Spieler
- 05. Juni: Anika Kožica, kroatische Biathletin
- 05. Juni: Liam McCullough, US-amerikanischer American-Football-Spieler
- 05. Juni: Kieran Tierney, schottischer Fußballspieler
- 08. Juni: Jeļena Ostapenko, lettische Tennisspielerin
- 09. Juni: Dren Feka, deutsch-albanischer Fußballspieler
- 10. Juni: Dylan Pereira, Luxemburger Automobilrennfahrer
- 11. Juni: Kodak Black, US-amerikanischer Rapper
- 11. Juni: Jorja Smith, britische Sängerin
- 13. Juni: Kristin Hetfleisch, österreichische Grasskiläuferin
- 14. Juni: Fabio Gstrein, österreichischer Skirennläufer
- 16. Juni: Jean-Kévin Augustin, französischer Fußballspieler
- 16. Juni: Artem Dolgopyat, israelischer Turner
- 16. Juni: Katharina Gallhuber, österreichische Skirennläuferin
- 16. Juni: Pius Krätschmer, deutscher Fußballspieler
- 17. Juni: K. J. Apa, neuseeländischer Schauspieler
- 17. Juni: Julija Sršen, slowenische Skispringerin
- 17. Juni: Harm Vanhoucke, belgischer Radrennfahrer
- 18. Juni: Amine Harit, französischer Fußballspieler
- 18. Juni: Max Records, US-amerikanischer Schauspieler
- 19. Juni: Witalij Pazura, ukrainischer Poolbillardspieler
- 20. Juni: Jost Arens, deutscher Skateboardfahrer
- 20. Juni: Sverre Dahlen Aspenes, norwegischer Biathlet
- 21. Juni: Rebecca Black, US-amerikanische Sängerin
- 21. Juni: Ferdinand Zvonimir Habsburg-Lothringen, österreichischer Automobilrennfahrer
- 22. Juni: Kirill Alexejewitsch Alexejenko, russischer Schachgroßmeister
- 22. Juni: Dinah Jane Hansen, US-amerikanische Sängerin
- 22. Juni: Lorenzo Dalla Porta, italienischer Motorradrennfahrer
- 25. Juni: Rodrigo Bentancur, uruguayischer Fußballspieler
- 25. Juni: Henry Horn, deutscher Sänger und Schauspieler
- 26. Juni: Tatsuya Itō, japanischer Fußballspieler
- 27. Juni: Kim Kalicki, deutsche Bobfahrerin
- 27. Juni: Shannon Purser, US-amerikanische Schauspielerin
- 28. Juni: Tadasuke Makino, japanischer Automobilrennfahrer
- 29. Juni: Rolando Mandragora, italienischer Fußballspieler

### Juli

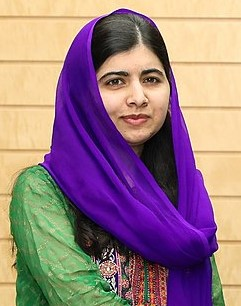
Malala Yousafzai

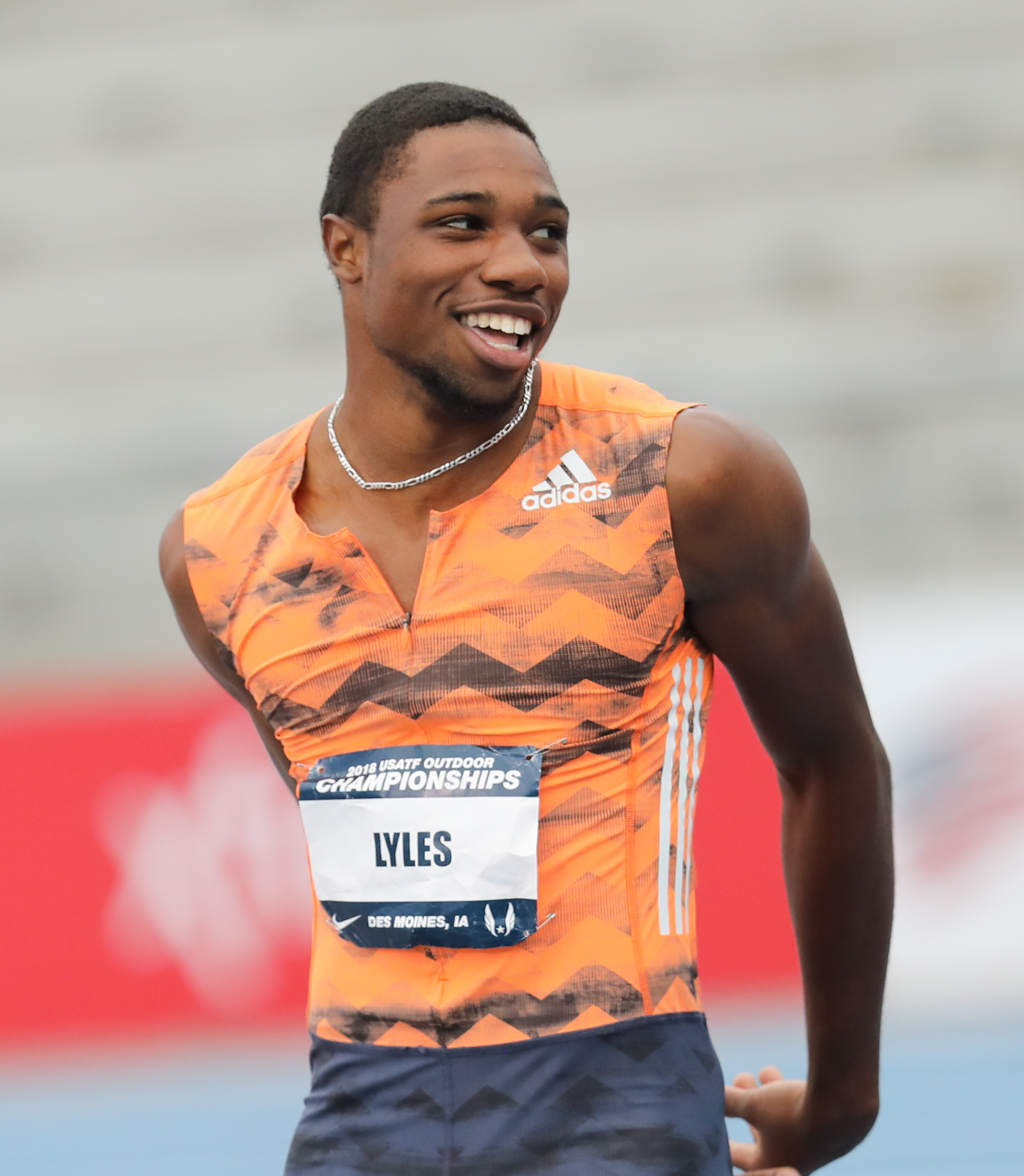
Noah Lyles

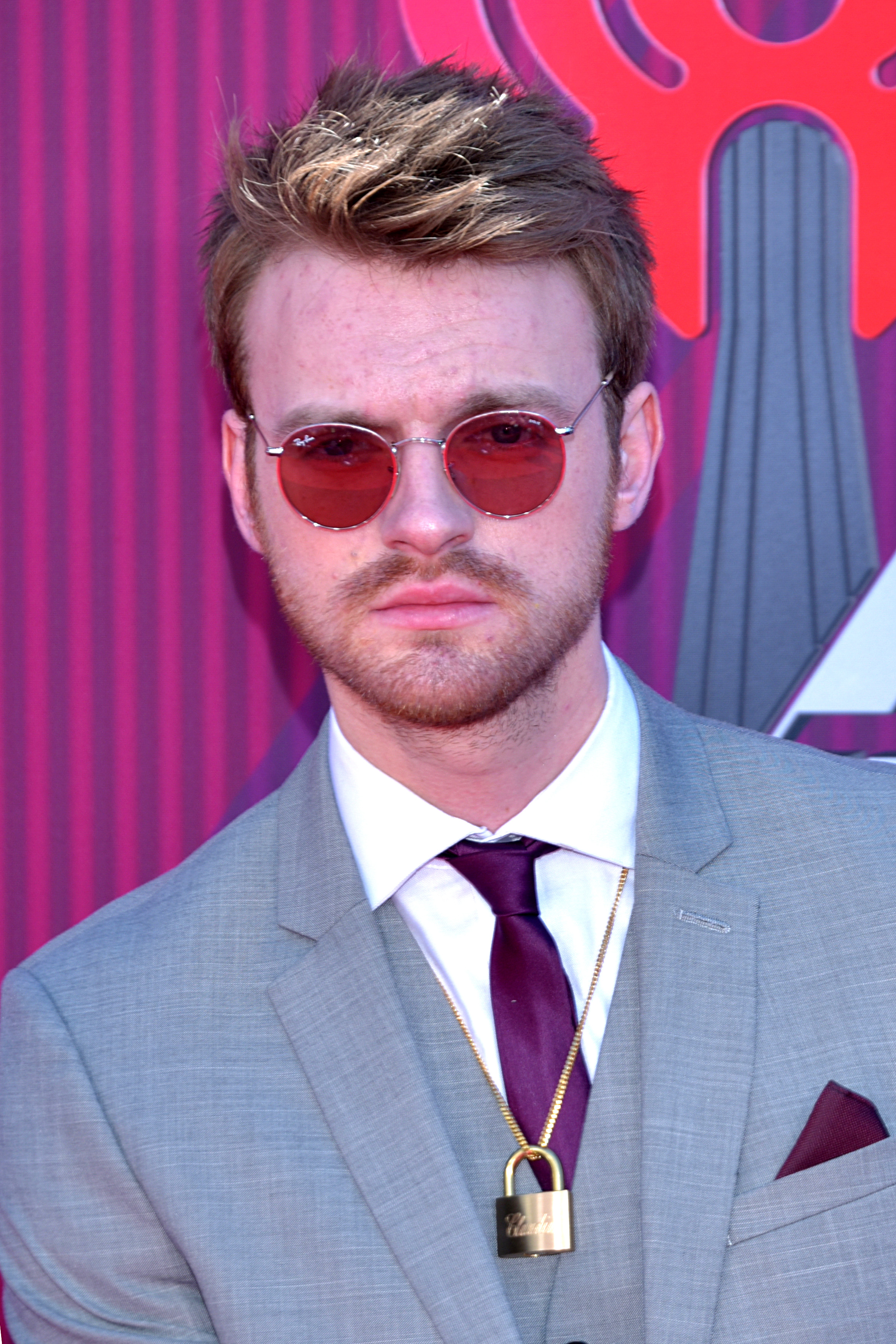
Finneas O’Connell

- 02. Juli: Maximilian Günther, deutscher Automobilrennfahrer
- 02. Juli: Jackson Odell, US-amerikanischer Schauspieler († 2018)
- 04. Juli: Jason Spevack, kanadischer Schauspieler
- 04. Juli: Federico Tomasoni, italienischer Freestyle-Skier
- 05. Juli: Roman Ratuschnyj, ukrainischer Aktivist und Soldat († 2022)
- 06. Juli: Fabian Bösch, Schweizer Freestyle-Skier
- 06. Juli: Franziska Harsch, deutsche Fußballspielerin
- 06. Juli: Emilie Ågheim Kalkenberg, norwegische Biathletin
- 07. Juli: Melita Abraham, chilenische Ruderin
- 07. Juli: Stefania Buttignon, italienische Ruderin
- 07. Juli: Saša Kalajdžić, österreichischer Fußballspieler
- 07. Juli: Kenzie Reeves, US-amerikanische Pornodarstellerin
- 07. Juli: Giorgi Sogoiani, georgischer Rennrodler
- 09. Juli: Léna Bühler, schweizerische Automobilrennfahrerin
- 10. Juli: Marilena Kirchner, deutsche Volksmusiksängerin
- 11. Juli: Pawel Siwakow, russisch-französischer Radrennfahrer
- 12. Juli: Malala Yousafzai, pakistanische Kinderrechtsaktivistin und Friedensnobelpreisträgerin
- 16. Juli: Francesco Cassata, italienischer Fußballspieler
- 16. Juli: Nadia Moser, kanadische Biathletin
- 16. Juli: Hugo de Sadeleer, Schweizer Automobilrennfahrer
- 17. Juli: Kristjan Arh Česen, slowenischer Fußballspieler
- 18. Juli: Alperen Babacan, türkischer Fußballspieler
- 18. Juli: Chiara Kreuzer, österreichische Skispringerin
- 18. Juli: Viktor Polášek, tschechischer Skispringer
- 21. Juli: Tim Häußler, deutscher Fußballspieler
- 22. Juli: Tom Gronau, deutscher Schauspieler
- 23. Juli: Matija Šarkić, montenegrinischer Fußballspieler († 2024)
- 23. Juli: Olamide Zaccheaus, US-amerikanischer American-Football-Spieler
- 24. Juli: Vinzenz Geiger, deutscher Nordischer Kombinierer
- 24. Juli: Emre Mor, türkischer Fußballspieler
- 25. Juli: K'Von Wallace, US-amerikanischer American-Football-Spieler
- 29. Juli: Tobias Birchler, Schweizer Skispringer
- 29. Juli: Jana Halliday, belarussische Billardspielerin
- 30. Juli: Finneas O’Connell, US-amerikanischer Singer-Songwriter, Musikproduzent und Schauspieler
- 31. Juli: Juan Pedro López, spanischer Radrennfahrer

### August

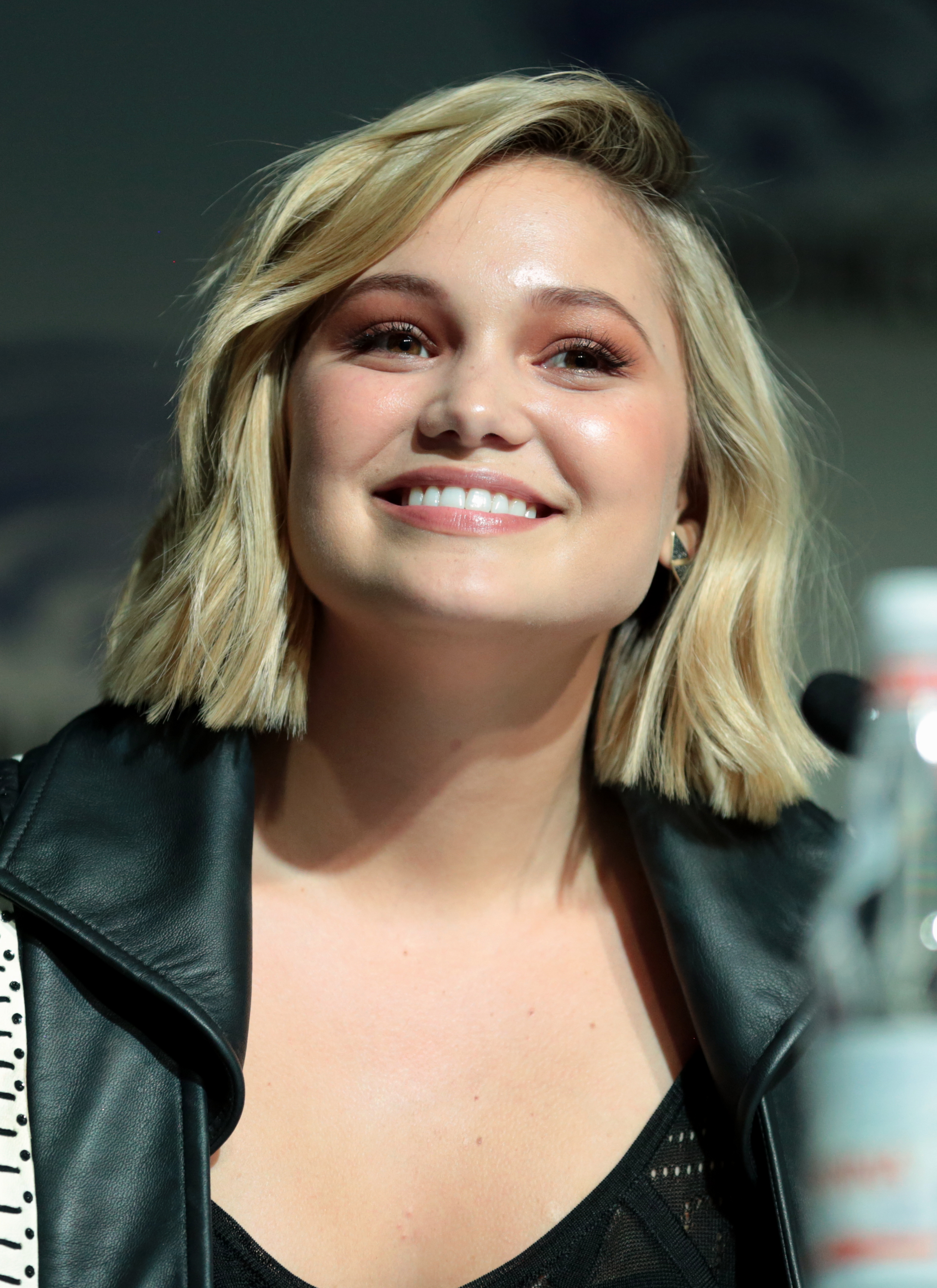
Olivia Holt

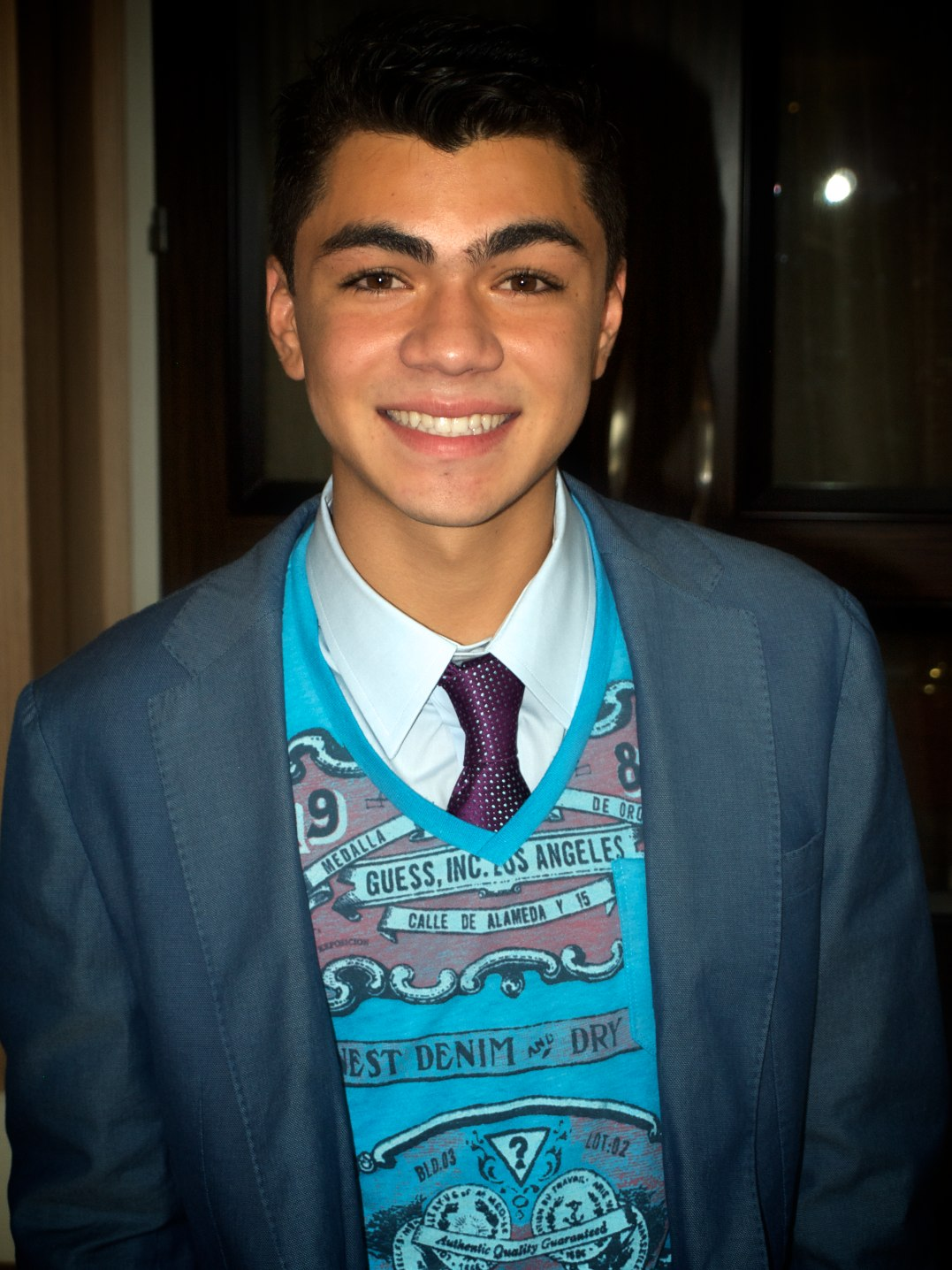
Adam Irigoyen

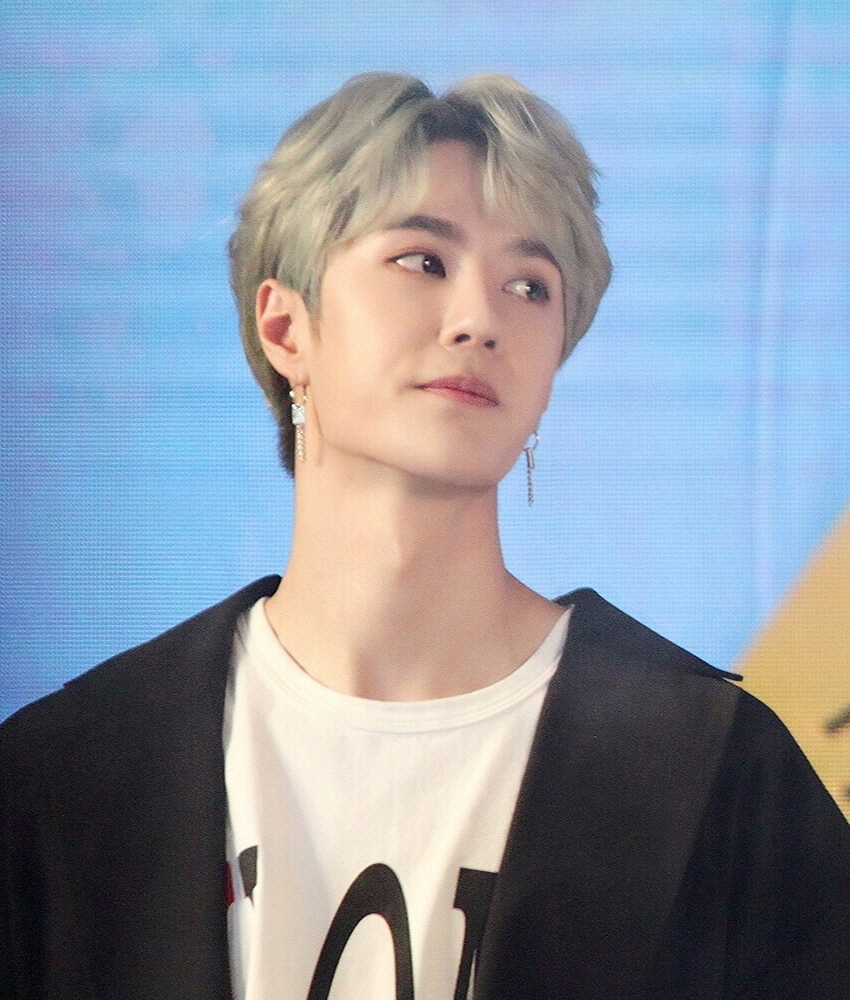
Wang Yibo

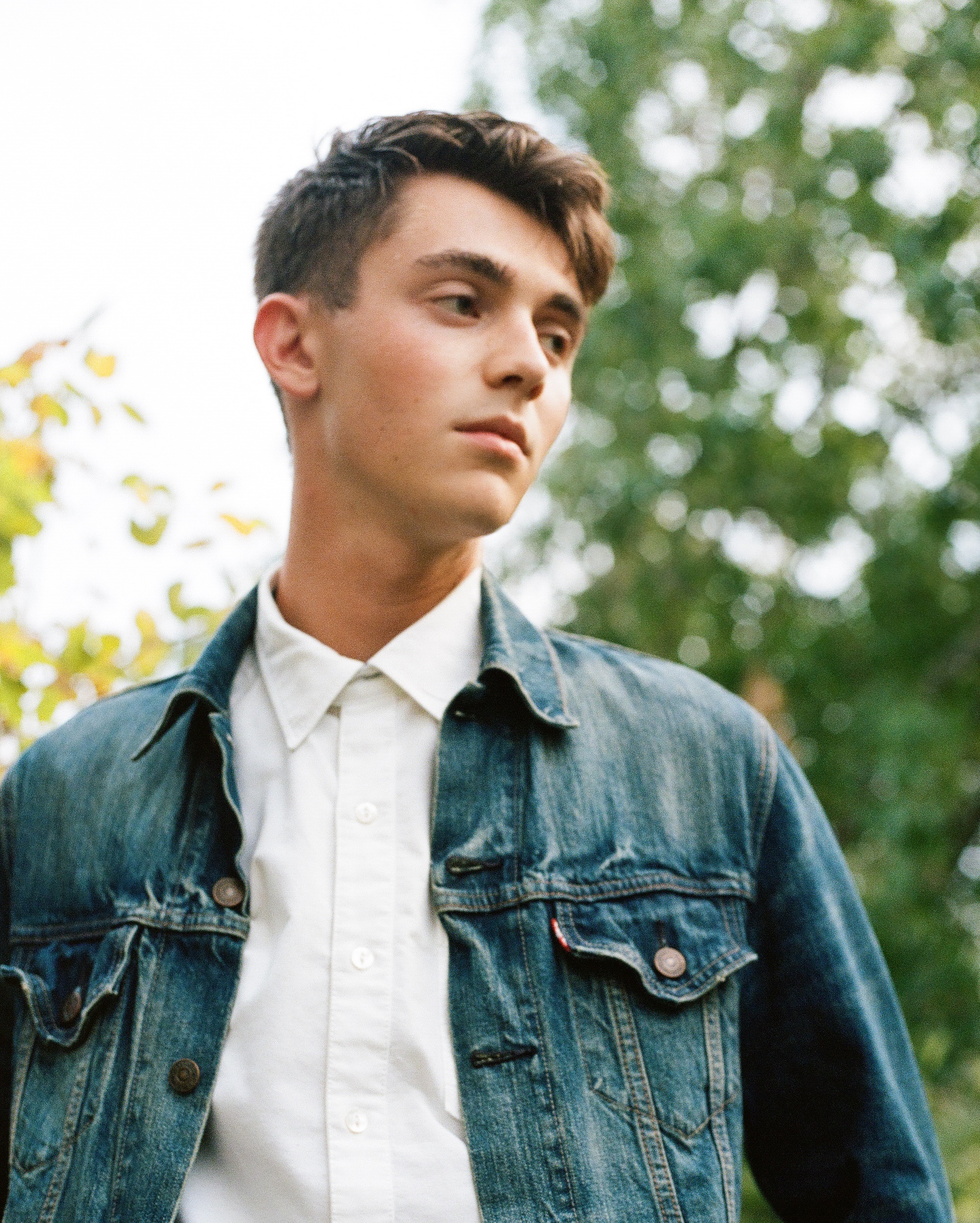
Greyson Chance

- 01. August: Lara Heß, deutsche Fußballspielerin
- 01. August: Sergio Higuita, kolumbianischer Radrennfahrer
- 01. August: Jaakko Ranta, finnischer Biathlet
- 01. August: Marie Schölzel, deutsche Volleyballspielerin
- 02. August: Yuto Nakamura, japanischer Nordischer Kombinierer
- 02. August: Christina Robinson, US-amerikanische Schauspielerin
- 03. August: Tim Fuchs, deutscher Skispringer
- 03. August: Derek Gee, kanadischer Radrennfahrer
- 05. August: Olivia Holt, US-amerikanische Schauspielerin und Sängerin
- 05. August: Adam Irigoyen, US-amerikanischer Schauspieler und Synchronsprecher
- 06. August: Marcus Thuram, französischer Fußballspieler
- 08. August: Matej Baloga, slowakischer Biathlet
- 08. August: Denika Kassim, komorische Leichtathletin
- 08. August: Antonee Robinson, US-amerikanisch-englischer Fußballspieler
- 09. August: Leon Bailey, jamaikanischer Fußballspieler
- 09. August: Frederic Funk, deutscher Triathlet
- 09. August: Cristian Manea, rumänischer Fußballspieler
- 10. August: Alina Kenzel, deutsche Leichtathletin
- 10. August: Luca Marini, italienischer Motorradrennfahrer
- 10. August: Sara Takatsuki, japanische Sängerin und Schauspielerin
- 12. August: Taiwo Awoniyi, nigerianischer Fußballspieler
- 12. August: Isabella Hartig, deutsche Fußballspielerin
- 13. August: Pol Lirola, spanischer Fußballspieler
- 16. August: Greyson Chance, US-amerikanischer Sänger
- 16. August: Piper Curda, US-amerikanische Schauspielerin
- 17. August: Dastan Lepschakow, kirgisischer Billardspieler und Weltmeister
- 18. August: Renato Sanches, portugiesischer Fußballspieler
- 19. August: Joseph Castanon, US-amerikanischer Schauspieler
- 19. August: Julian Rehrl, deutscher Schauspieler und Synchronsprecher
- 22. August: Lautaro Martínez, argentinischer Fußballspieler
- 24. August: Amber Bongard, deutsche Schauspielerin
- 24. August: Heinz Mörschel, deutscher Fußballspieler
- 24. August: Alan Walker, britisch-norwegischer Musikproduzent
- 25. August: Jaylinn Hawkins, US-amerikanischer American-Football-Spieler
- 25. August: Bryana Salaz, US-amerikanische Schauspielerin und Sängerin
- 26. August: Karolína Indráčková, tschechische Skispringerin
- 28. August: Sascha Pfattheicher, deutscher Handballspieler
- 28. August: Mykal Walker, US-amerikanischer American-Football-Spieler
- 29. August: Nina Monka, deutsche Schauspielerin
- 30. August: Courtney Hoffos, kanadische Freestyle-Skierin
- 00. August: Emilia Bernsdorf, deutsche Schauspielerin

### September

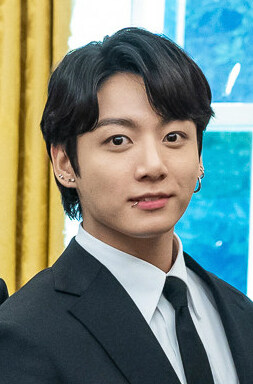
Jung Kook

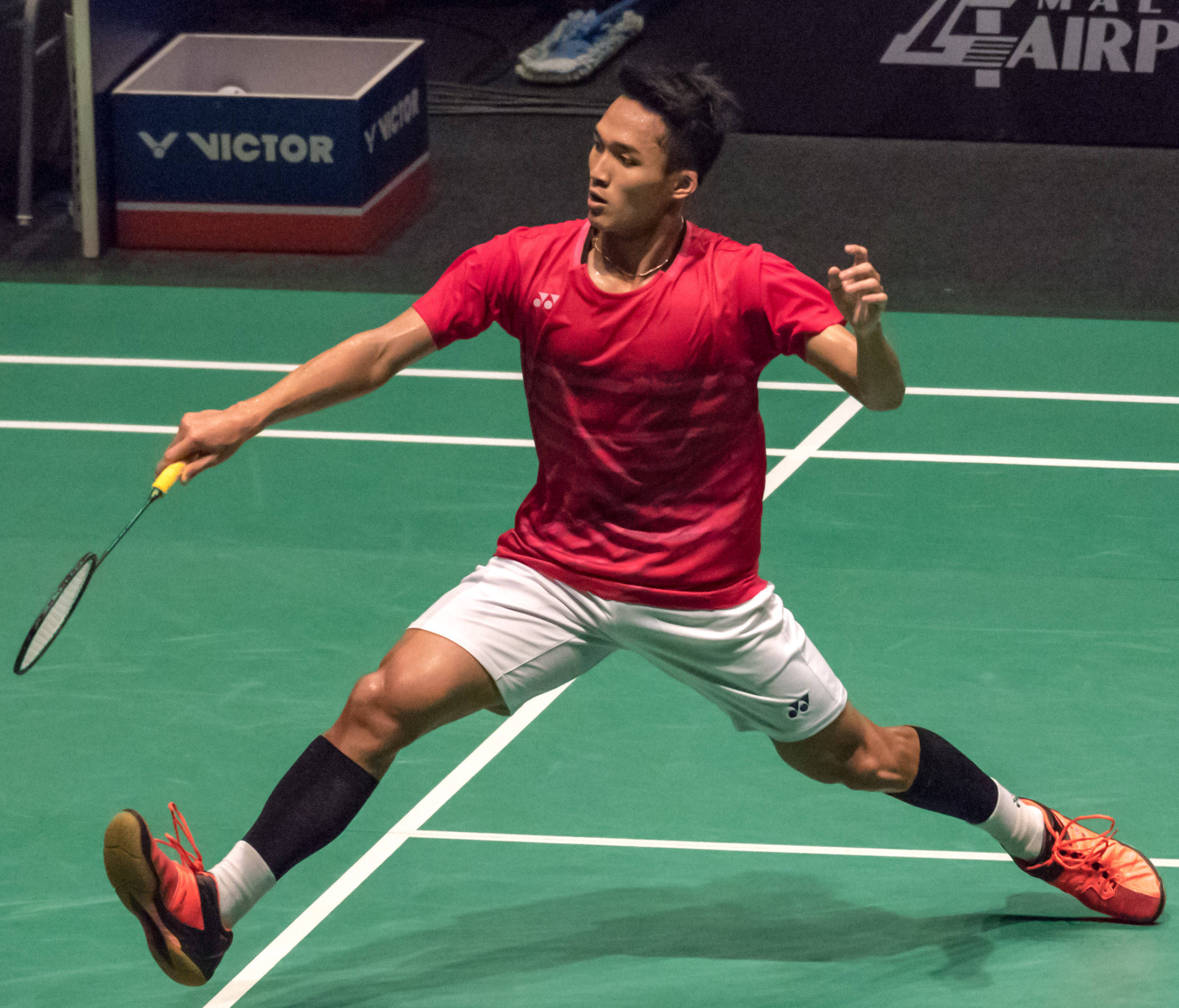
Jonatan Christie

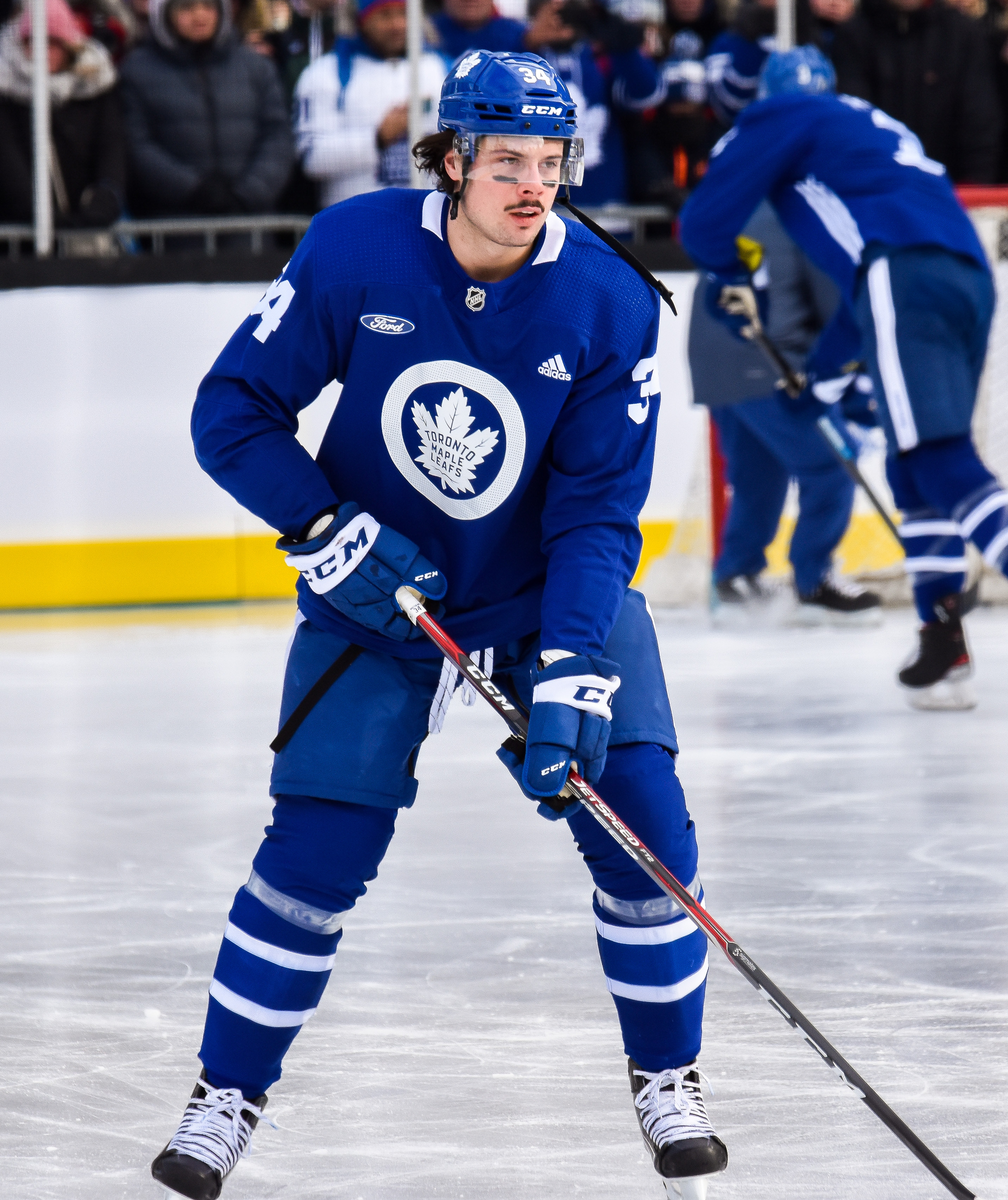
Auston Matthews

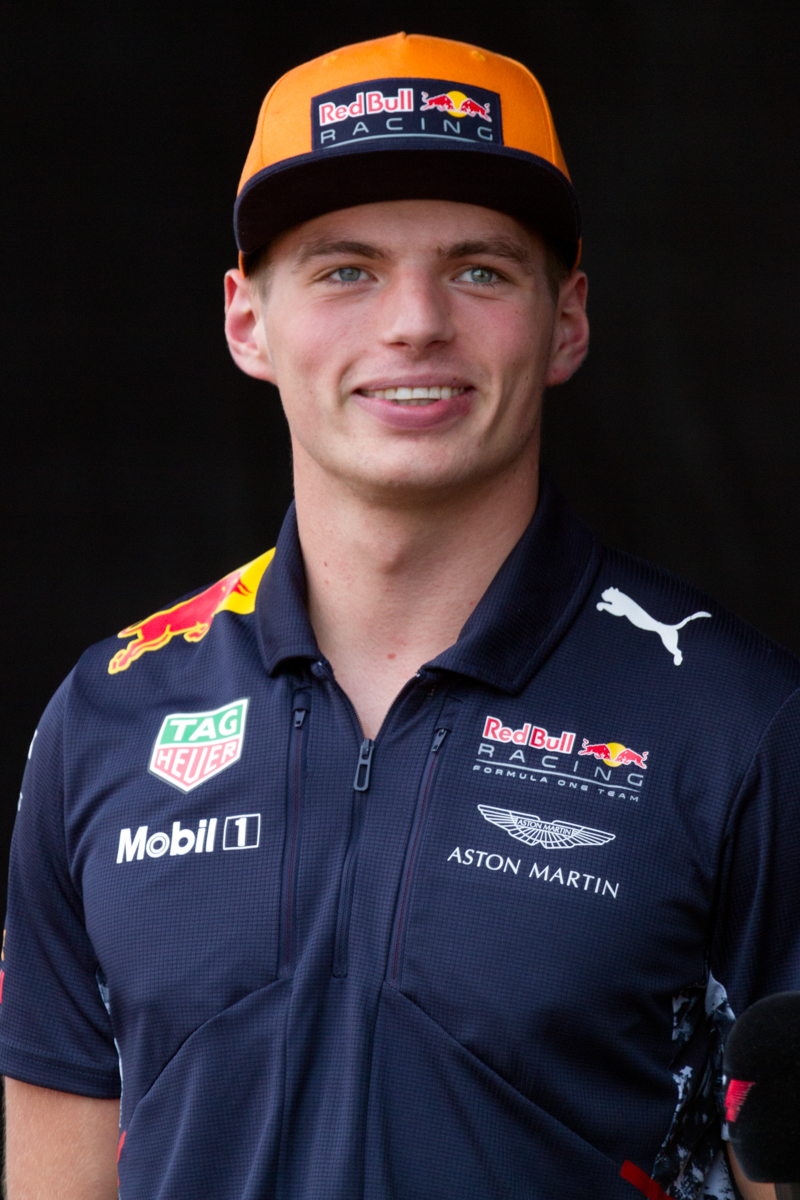
Max Verstappen

- 01. September: Jung Kook, südkoreanischer Sänger
- 01. September: Joan Mir, spanischer Motorradrennfahrer
- 03. September: Michael Röls, deutscher Politiker (Bündnis 90/Die Grünen)
- 03. September: Melvin Tchiknavorian, französischer Freestyle-Skier
- 04. September: Niklas Kiel, deutscher Basketballspieler
- 05. September: Endre Strømsheim, norwegischer Biathlet
- 06. September: Stefanie Fleckenstein, kanadische Skirennläuferin
- 07. September: Arianit Ferati, deutsch-kosovarischer Fußballspieler
- 08. September: Sydney Scotia, US-amerikanische Schauspielerin
- 11. September: Laurents Hörr, deutscher Autorennfahrer
- 11. September: Jung Ju-mi, südkoreanische Biathletin
- 12. September: Sophia Schneider, deutsche Biathletin
- 12. September: Sydney Sweeney, US-amerikanische Schauspielerin
- 13. September: Arazhul, deutscher Videoblogger
- 13. September: Törles Knöll, deutscher Fußballspieler
- 14. September: Veronika Machyniaková, slowakische Biathletin
- 15. September: Stephen Humphrys, englischer Fußballspieler
- 17. September: Stefan Wächter, deutscher Fußballspieler
- 19. September: Erika Karata, japanische Schauspielerin
- 19. September: Renan Martins, brasilianischer Fußballspieler († 2017)
- 20. September: Itamar Einhorn, israelischer Radrennfahrer
- 23. September: Ralph Boschung, Schweizer Automobilrennfahrer
- 23. September: Augusto Fernández, spanischer Motorradrennfahrer
- 24. September: Eleonora Fauner, italienische Biathletin
- 24. September: Tatsuki Suzuki, japanischer Motorradrennfahrer
- 25. September: Anna Krywonos, ukrainische Biathletin
- 27. September: Dirngulbai Misech, palauische Schwimmerin
- 27. September: Dimitri Oberlin, Schweizer Fußballspieler
- 27. September: Ryōtarō Nakamura, japanischer Fußballspieler
- 29. September: Nicola-Rabea Langrzik, deutsche Schauspielerin
- 30. September: Nouran Gohar, ägyptische Squashspielerin
- 30. September: Jana Alexejewna Kudrjawzewa, russische rhythmische Sportgymnastin
- 30. September: Max Verstappen, niederländischer Automobilrennfahrer

### Oktober

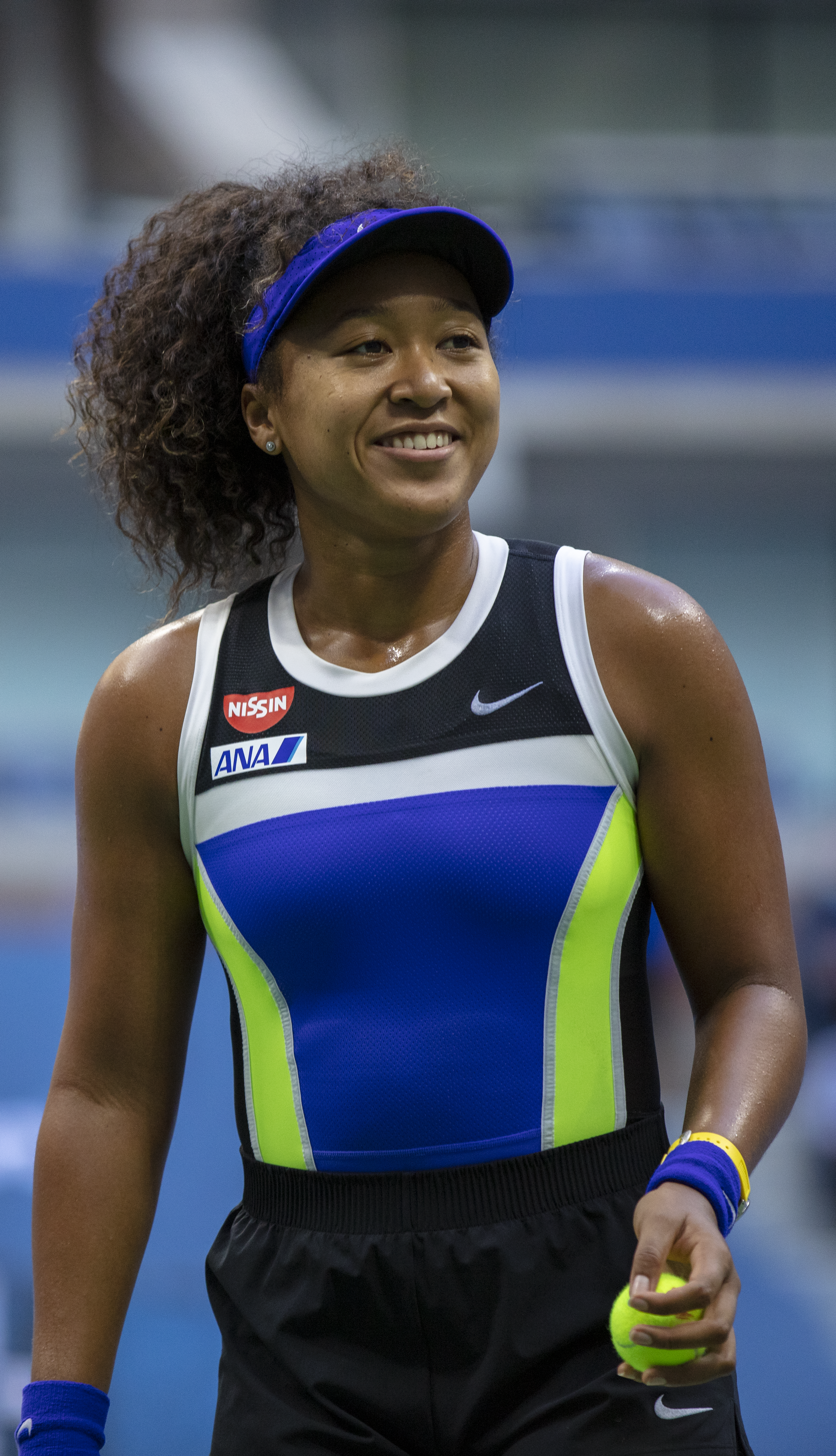
Naomi Ōsaka

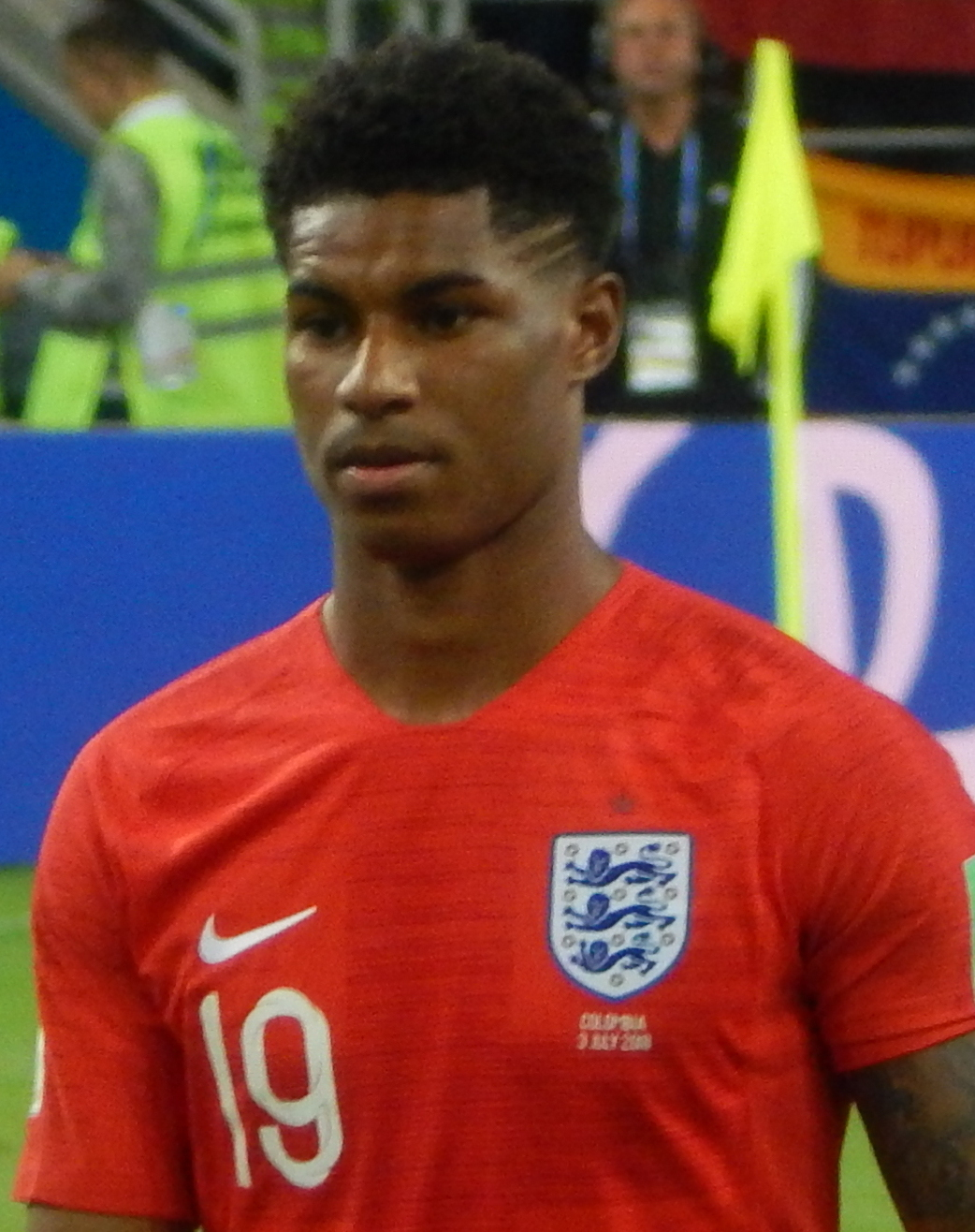
Marcus Rashford

- 01. Oktober: Kanoa Igarashi, japanischer Surfer
- 01. Oktober: Maximilian Kappler, deutscher Motorradrennfahrer
- 01. Oktober: Adrian Meisen, deutscher Skirennläufer
- 01. Oktober: Jeffrey Read, kanadischer Skirennläufer
- 01. Oktober: Mattia Vitale, italienischer Fußballspieler
- 02. Oktober: Joshua Filler, deutscher Poolbillardspieler
- 02. Oktober: Alina Freund, deutsche Schauspielerin
- 04. Oktober: Via Jikeli, deutsche Schauspielerin
- 05. Oktober: Almir Ajzeraj, kosovarischer Fußballspieler
- 05. Oktober: Henrieke Fritz, deutsche Schauspielerin
- 06. Oktober: Quinn Wolferman, US-amerikanischer Freestyle- und Freeride-Skier
- 07. Oktober: Kira Kosarin, US-amerikanische Schauspielerin und Sängerin
- 07. Oktober: Vanessa Voigt, deutsche Biathletin
- 08. Oktober: Vijona Kryeziu, kosovarische Sprinterin
- 08. Oktober: Marco Odermatt, Schweizer Skirennfahrer, Olympiasieger
- 08. Oktober: Bella Thorne, US-amerikanische Schauspielerin und Model
- 10. Oktober: Ämir Säkirow, kasachischer Breakdancer
- 11. Oktober: Jeando Fuchs, kamerunisch-französischer Fußballspieler
- 11. Oktober: Omar Pašagić, bosnisch-herzegowinischer Fußballspieler
- 11. Oktober: Nico Rinderknecht, deutscher Fußballspieler
- 11. Oktober: Georg Zimmermann, deutscher Radrennfahrer
- 14. Oktober: Hans-Laurin Beyerling, deutscher Kinderschauspieler
- 14. Oktober: Felix Hoffmann, deutscher Skispringer
- 14. Oktober: Andrij Kljestow, ukrainischer Billardspieler
- 14. Oktober: Toyosi Olusanya, englisch-nigerianischer Fußballspieler
- 14. Oktober: Lilia Vu, US-amerikanische Golferin
- 15. Oktober: Jarl Magnus Riiber, norwegischer Nordischer Kombinierer
- 15. Oktober: Andreja Slokar, slowenische Skirennläuferin
- 16. Oktober: Charles Leclerc, monegassischer Automobilrennfahrer
- 16. Oktober: Naomi Ōsaka, japanische Tennisspielerin
- 16. Oktober: Christian Scaroni, italienischer Radrennfahrer
- 17. Oktober: Gina Stiebitz, deutsche Schauspielerin
- 22. Oktober: Žiga Jelar, slowenischer Skispringer
- 22. Oktober: Max Kanter, deutscher Radrennfahrer
- 23. Oktober: Apache 207, deutscher Rapper und Sänger
- 24. Oktober: Cristo, spanischer Fußballspieler
- 24. Oktober: Martina Peterlini, italienische Skirennläuferin
- 24. Oktober: Raye, britische Sängerin und Songwriterin
- 25. Oktober: Federico Chiesa, italienischer Fußballspieler
- 26. Oktober: Rhenzy Feliz, US-amerikanischer Schauspieler
- 28. Oktober: Sierra McCormick, US-amerikanische Schauspielerin
- 28. Oktober: Alexander Schulze, deutscher Handballspieler
- 29. Oktober: Uladsislau Radsiwonau, belarussischer Billardspieler
- 30. Oktober: Lucy Hochschartner, US-amerikanische Biathletin
- 31. Oktober: Itzan Escamilla, spanischer Schauspieler
- 31. Oktober: Siobhan Bernadette Haughey, chinesische Schwimmerin, die für Hongkong antritt
- 31. Oktober: Iván Sosa, kolumbianischer Radrennfahrer
- 31. Oktober: Holly Taylor, kanadische Schauspielerin

### November

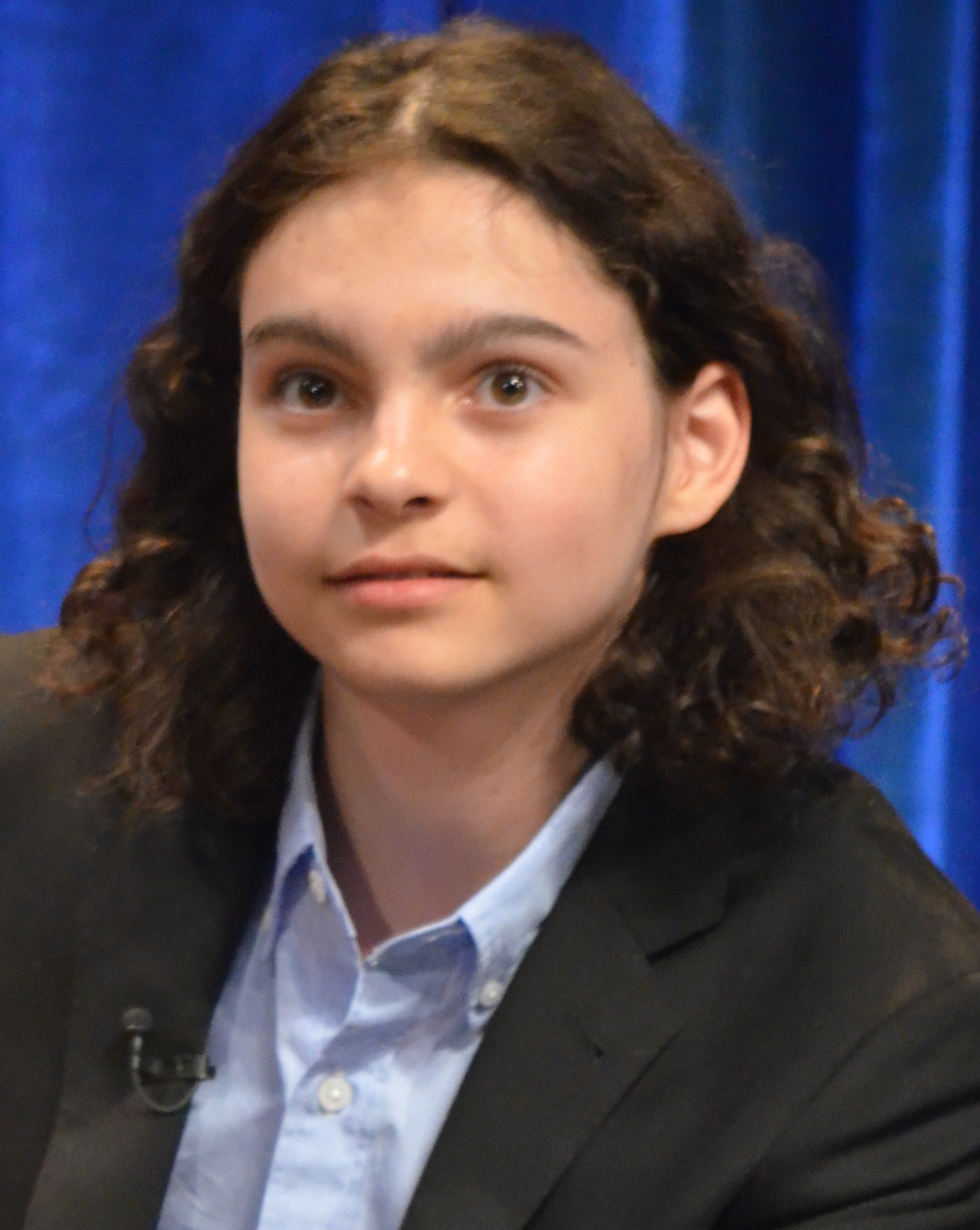
Max Burkholder

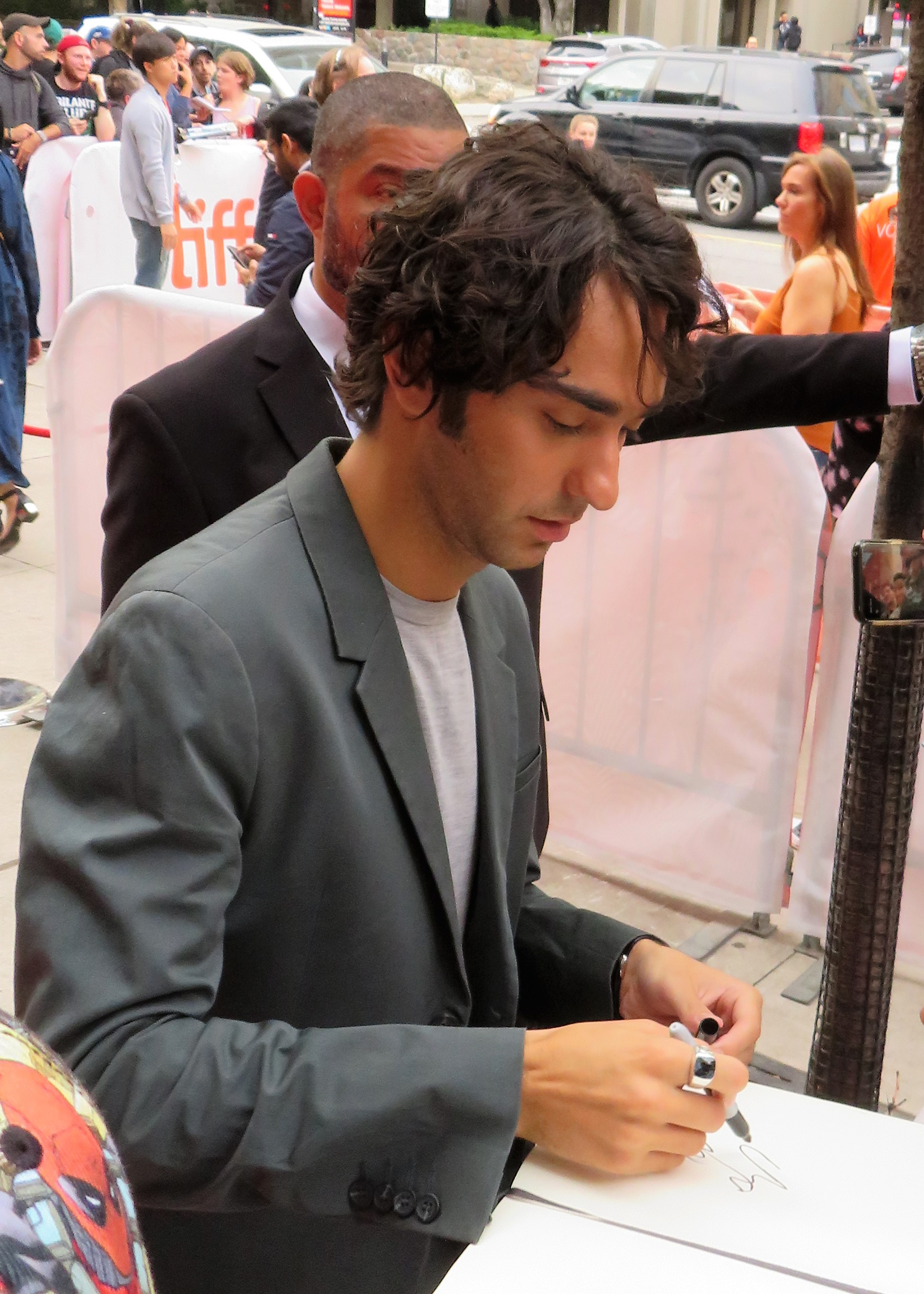
Alex Wolff

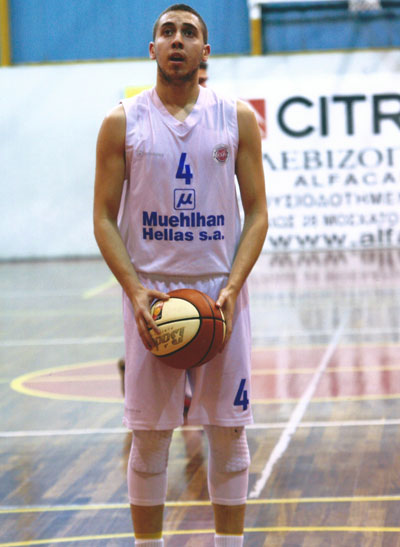
Stratos Iordanoglou

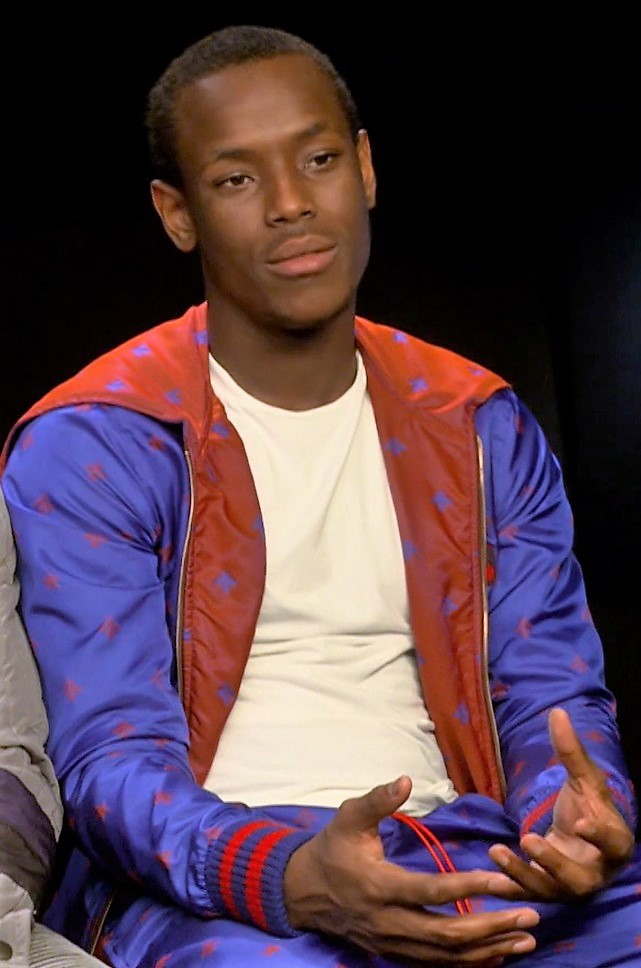
Micheal Ward

- 05. November: Martin Perrillat-Bottonet, französischer Biathlet
- 06. November: Hero Fiennes Tiffin, britischer Schauspieler
- 07. November: Christian Rubio Sivodedov, schwedischer Fußballspieler
- 10. November: Federico Dimarco, italienischer Fußballspieler
- 10. November: Margie Freed, US-amerikanische Skilangläuferin und Biathletin
- 10. November: Joost Klein, niederländischer Sänger und YouTuber
- 12. November: Tom Baumgart, deutscher Fußballspieler
- 14. November: Justice Hill, US-amerikanischer American-Football-Spieler
- 13. November: Florian Müller, deutscher Fußballtorwart
- 14. November: Noussair Mazraoui, marokkanisch-niederländischer Fußballspieler
- 17. November: Matt Hennessy, US-amerikanischer American-Football-Spieler
- 17. November: Maximilian Pronitschew, russisch-deutscher Fußballspieler
- 20. November: Tyler Biadasz, US-amerikanischer American-Football-Spieler
- 22. November: Lloyd Cushenberry, US-amerikanischer American-Football-Spieler
- 22. November: Jade Grillet Aubert, französische Freestyle-Skierin
- 26. November: Silvester Belt, (bürgerl. Silvestras Beltė), litauischer Sänger
- 26. November: Soluna-Delta Kokol, deutsch-jamaikanische Schauspielerin
- 26. November: Béla Gabor Lenz, deutscher Schauspieler
- 26. November: Robeilys Peinado, venezolanische Stabhochspringerin
- 28. November: Thor Salden, belgischer Sänger
- 29. November: Nina O’Brien, US-amerikanische Skirennläuferin
- 29. November: Fabian Reese, deutscher Fußballspieler

### Dezember

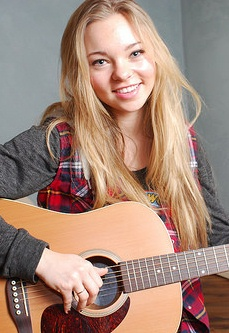
Taylor Hickson

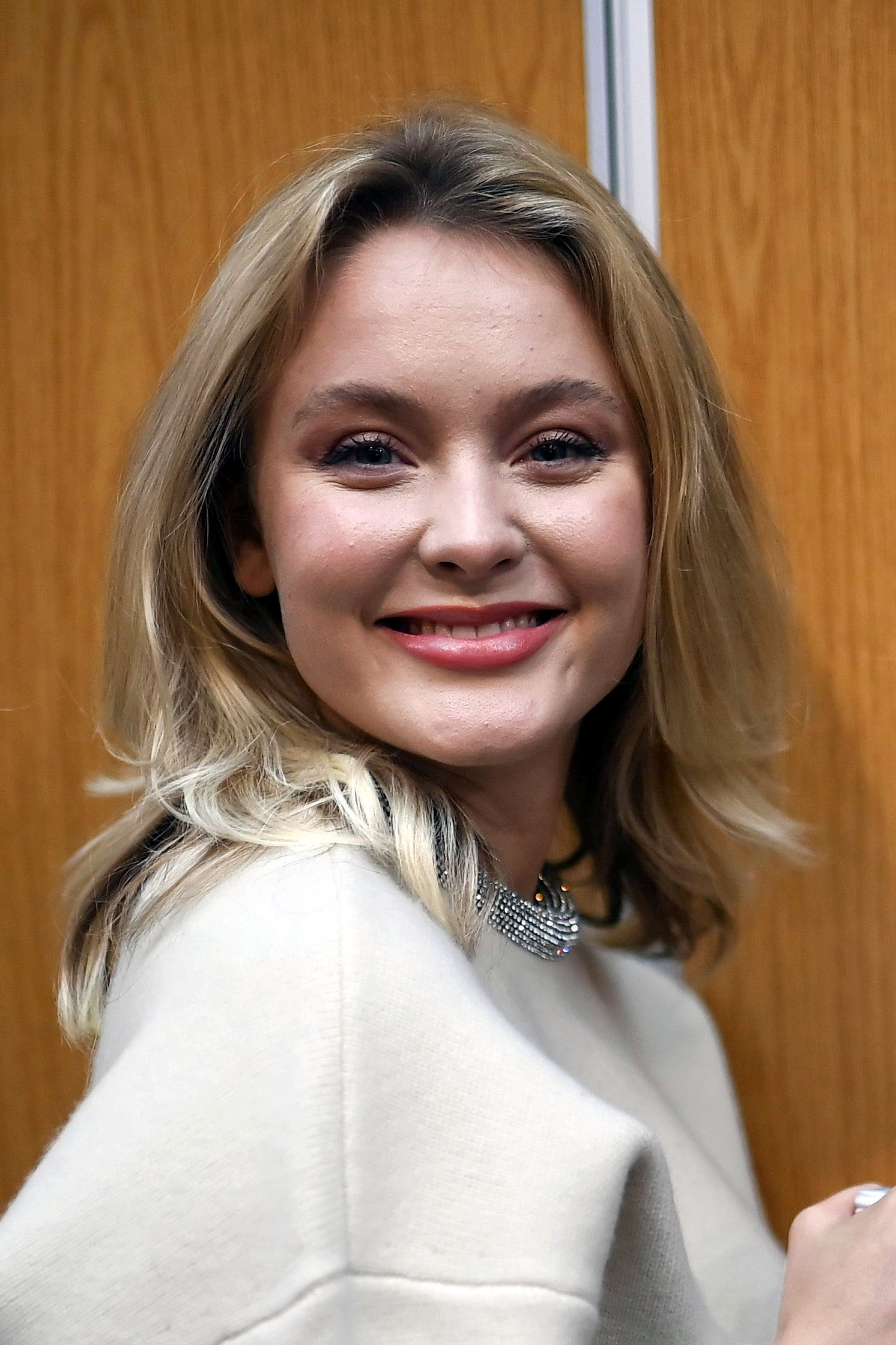
Zara Larsson

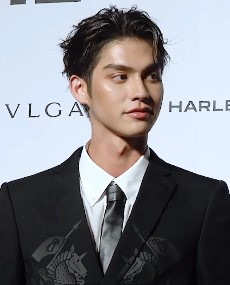
Vachirawit Chivaaree

- 01. Dezember: Jung Chae-yeon, südkoreanische Popsängerin und Schauspielerin
- 01. Dezember: Ismaël Bennacer, algerisch-französischer Fußballspieler
- 01. Dezember: Karitaake Tewaaki, kiribatische Sprinterin
- 03. Dezember: Jan Denli, Schweizer Tänzer und Entertainer
- 03. Dezember: Eryk Hampel, polnischer Sprinter
- 04. Dezember: Maxime Lopez, französischer Fußballspieler
- 08. Dezember: Leonardo Fioravanti, italienischer Surfer
- 10. Dezember: Elias Nerlich, deutscher Livestreamer und Webvideoproduzent
- 10. Dezember: Phillip Kinono, Schwimmer von den Marshallinseln
- 10. Dezember: Arjun Maini, indischer Automobilrennfahrer
- 12. Dezember: Zina Laus, deutsche Synchron- und Hörspielsprecherin
- 14. Dezember: Arianna Noseda, italienische Ruderin
- 15. Dezember: Zack Moss, US-amerikanischer American-Football-Spieler
- 15. Dezember: Lina Larissa Strahl, deutsche Schauspielerin und Sängerin
- 16. Dezember: Hidefumi Denda, japanischer Nordischer Kombinierer
- 16. Dezember: Zara Larsson, schwedische Popsängerin
- 16. Dezember: Marcos Ramírez, spanischer Motorradrennfahrer
- 19. Dezember: Alex Insam, italienischer Skispringer
- 20. Dezember: Suzuka Nakamoto, japanische Sängerin
- 20. Dezember: Nazlati Mohamed, komorische Schwimmerin
- 23. Dezember: Luka Jović, serbischer Fußballspieler
- 23. Dezember: Michel Weidekamp, deutscher Eishockeytorwart
- 26. Dezember: Lisa-Marie Koroll, deutsche Schauspielerin
- 27. Dezember: Vachirawit Chivaaree, thailändischer Schauspieler, Sänger und Unternehmer
- 27. Dezember: Jack Robinson, australischer Surfer
- 29. Dezember: Aimee Richardson, britische Schauspielerin
- 30. Dezember: Enea Bastianini, italienischer Motorradrennfahrer
- 30. Dezember: Lina Hausicke, deutsche Fußballspielerin
- 31. Dezember: Christian Mora, italienischer Fußballspieler

### Tag unbekannt
- Oskar Bökelmann, deutscher Schauspieler
- Anouk Elias, deutsch-schweizerische Schauspielerin
- Melina Fabian, deutsche Schauspielerin
- Pablo Grant, deutscher Schauspieler und Rapper († 2024)
- Caroline Hartig, deutsche Schauspielerin
- Arne Kertész, deutscher Schauspieler
- Jochanah Mahnke, deutsche Schauspielerin
- Bianca Nawrath, deutsche Schauspielerin
- Nicole Horrion, deutsches Model
- Gareth McGregor, deutsch-amerikanischer Schauspieler
- Tobias Schäfer, deutscher Schauspieler
- Friederike Schier, deutsche Politikerin (Volt)

## Gestorben
Dies ist eine Liste der bedeutendsten Persönlichkeiten, die 1997 verstorben sind. Für eine ausführlichere Liste siehe Nekrolog 1997.

### Januar
- 01. Januar: Aenne Brauksiepe, deutsche Politikerin (* 1912)
- 09. Januar: Nils Ahrbom, schwedischer Architekt (* 1905)
- 09. Januar: Edward Osóbka-Morawski, polnischer Politiker und Ministerpräsident (* 1909)
- 10. Januar: Darrell Arlynn Amyx, US-amerikanischer Klassischer Archäologe (* 1911)
- 10. Januar: Alexander Robert Todd, britischer Chemiker, Nobelpreisträger (* 1907)
- 12. Januar: Raymond Arveiller, französischer Romanist und Lexikologe (* 1914)
- 13. Januar: Ernst Nils Sivar Erik Arnér, schwedischer Schriftsteller, Hörspielautor und Dramatiker (* 1909)
- 13. Januar: Aloys Felke, deutscher Politiker (* 1927)
- 15. Januar: Elisabeth Adler, deutsche Direktorin einer Evangelischen Akademie (* 1926)
- 16. Januar: Romano Amerio, italienischer Theologe (* 1905)
- 16. Januar: Juan Landázuri Ricketts, Erzbischof von Lima und Kardinal (* 1913)
- 17. Januar: Clyde Tombaugh, US-amerikanischer Astronom und Entdecker des Zwergplaneten Pluto (* 1906)
- 18. Januar: Frankie Bastille, US-amerikanischer Stand-up-Comedian (* 1952 oder 1953)
- 24. Januar: Hermann Auer, deutscher Physiker (* 1902)
- 25. Januar: Karl Werner Aspenström, schwedischer Lyriker und Essayist (* 1918)
- 25. Januar: Elisabeth Rögner-Seeck, deutsche Malerin, Kinderbuchautorin und Kunsterzieherin (* 1904)
- 26. Januar: Shūhei Fujisawa, japanischer Schriftsteller (* 1927)
- 28. Januar: Bruce Jennings, US-amerikanischer Automobilrennfahrer (* 1926)
- 28. Januar: Mikel Koliqi, Kardinal der römisch-katholischen Kirche (* 1902)
- 28. Januar: Edmond de Stoutz, Schweizer Dirigent (* 1920)
- 30. Januar: Frank Tejeda, US-amerikanischer Politiker (* 1945)

### Februar
- 01. Februar: Ed Danowski, US-amerikanischer American-Football-Spieler (* 1911)
- 03. Februar: Bohumil Hrabal, tschechischer Schriftsteller (* 1914)
- 03. Februar: Johnny Rodríguez, puerto-ricanischer Sänger und Komponist (* 1912)
- 04. Februar: Alberto Beltrán, dominikanischer Sänger (* 1924)
- 04. Februar: Paul Kuën, deutscher Opernsänger (* 1910)
- 05. Februar: Roland Adolph, deutscher Geistlicher (* 1946)
- 06. Februar: Roger Laurent, belgischer Motorrad- und Automobilrennfahrer (* 1913)
- 06. Februar: Rolf Rodenstock, deutscher Unternehmer, 1978–1984 Vorsitzender des Bundesverbandes der Deutschen Industrie (* 1917)
- 07. Februar: Owen Stuart Aspinall, US-amerikanischer Politiker (* 1927)
- 07. Februar: Allan Edwall, schwedischer Schauspieler, Autor, Regisseur und Musiker (* 1924)
- 09. Februar: Maria Anders, deutsche Historikerin (* 1926)
- 09. Februar: Brian Connolly, Sänger der britischen Rockgruppe „The Sweet“ (* 1945)
- 13. Februar: Carl Appel, österreichischer Architekt (* 1911)
- 16. Februar: Chien-Shiung Wu, chinesisch-amerikanische Physikerin (* 1912)
- 17. Februar: Darcy Ribeiro, brasilianischer Anthropologe, Politiker und Schriftsteller (* 1922)
- 19. Februar: Oswald Andrae, deutscher Schriftsteller (* 1926)
- 19. Februar: Lois Marshall, kanadische Sängerin und Gesangspädagogin (* 1925)

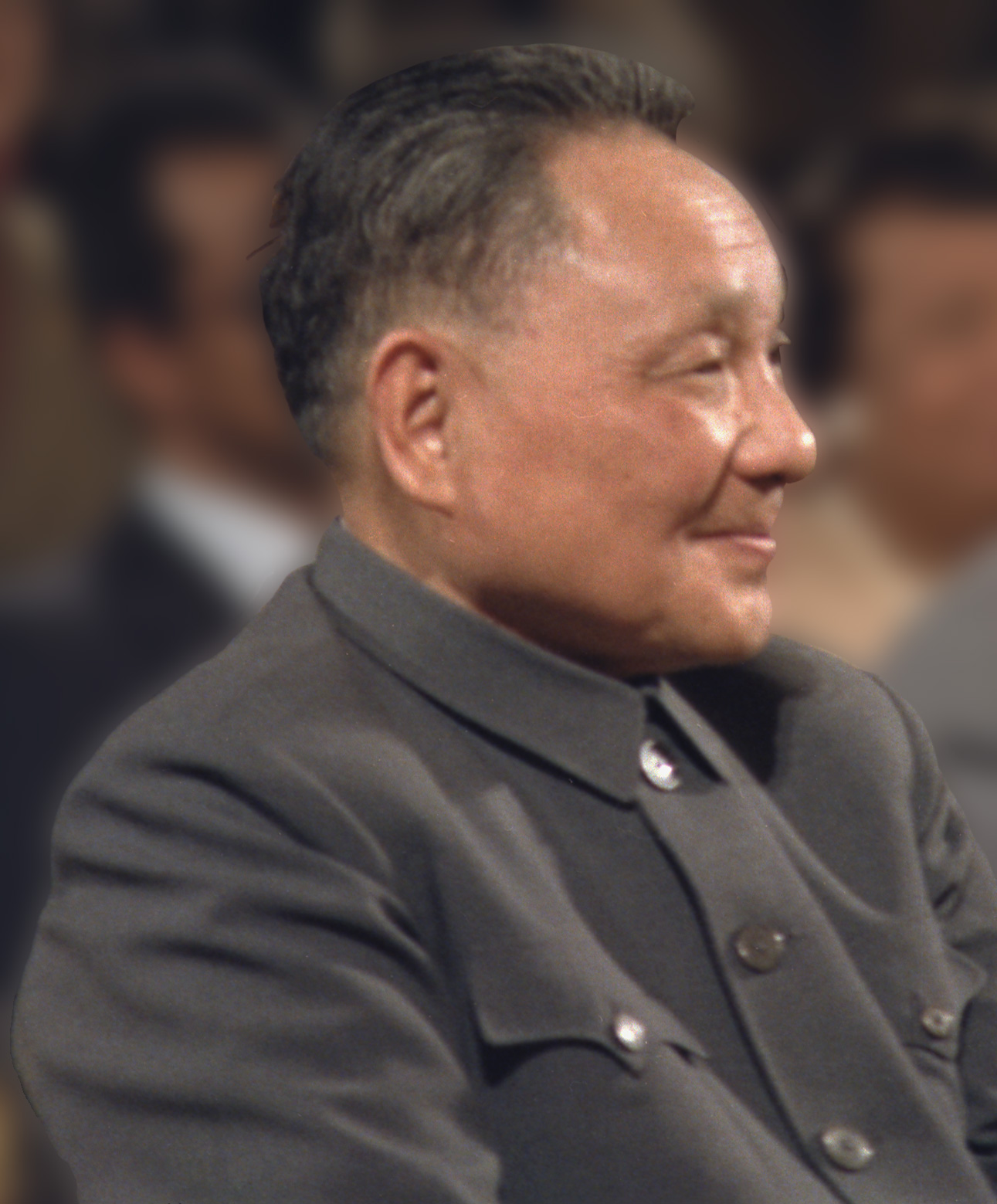
Deng Xiaoping († 19. Februar)

- 19. Februar: Deng Xiaoping, chinesischer Politiker (* 1904)
- 19. Februar: Haniya Yutaka, japanischer Schriftsteller (* 1910)
- 20. Februar: Affonso Guimarães da Silva, brasilianischer Fußballspieler (* 1914)
- 21. Februar: Hans Bambey, deutscher General (* 1915)
- 22. Februar: Fritz Eschmann, deutscher Politiker (* 1909)
- 23. Februar: Abdelkader Ben Bouali, algerischer Fußballspieler (* 1912)
- 25. Februar: Louis Auslander, US-amerikanischer Mathematiker (* 1928)
- 25. Februar: Ugo Poletti, Erzbischof von Spoleto und Kardinal der römisch-katholischen Kirche (* 1914)
- 26. Februar: Giuseppe Bertone, italienischer Automobildesigner und -konstrukteur (* 1914)
- 26. Februar: Joseph A. LeFante, US-amerikanischer Politiker (* 1928)
- 27. Februar: Karl Anders, deutscher Politiker, Journalist und Verleger (* 1907)

### März
- 01. März: Heinz Abosch, deutscher Schriftsteller (* 1918)
- 01. März: Alfons Beil, deutscher Priester und Autor (* 1896)
- 02. März: Karl Heinz Jakob, deutscher Künstler, Grafiker und Maler (* 1929)
- 06. März: Cheddi Jagan, Politiker aus Guyana (* 1918)
- 07. März: Edward Mills Purcell, US-amerikanischer Physiker (* 1912)
- 09. März: The Notorious B.I.G., US-amerikanischer Rapper (* 1972)
- 10. März: Lars Ahlin, schwedischer Schriftsteller (* 1915)
- 11. März: Hugo Weisgall, US-amerikanischer Komponist und Dirigent (* 1912)
- 14. März: Jurek Becker, deutscher Schriftsteller (* 1937)
- 14. März: Joseph Fuchs, US-amerikanischer Geiger und Musikpädagoge (* 1899)
- 14. März: Ivan Romanoff, kanadischer Dirigent, Geiger, Arrangeur und Komponist (* 1914)
- 14. März: Fred Zinnemann, US-amerikanischer Filmregisseur (* 1907)
- 15. März: Hans Fräbel, deutscher Motorradrennfahrer (* 1924)

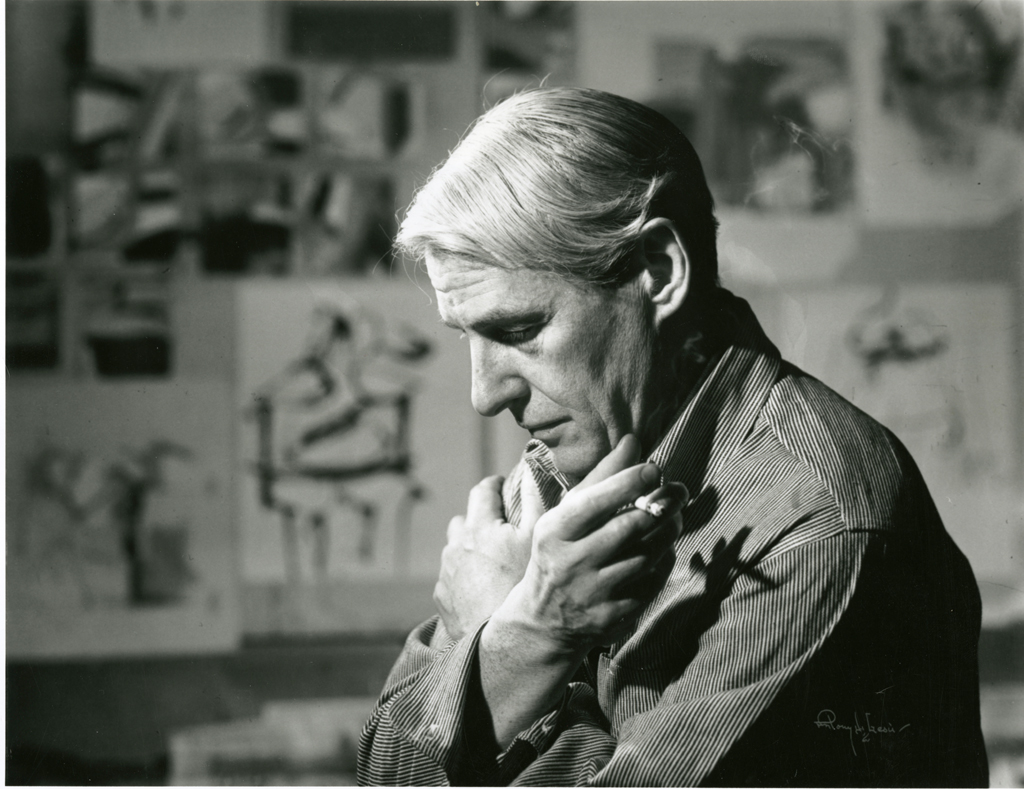
Willem de Kooning, 1961

- 19. März: Willem de Kooning, niederländischer Maler (* 1904)
- 20. März: Tony Zale, US-amerikanischer Mittelgewichtsboxer (* 1913)
- 24. März: Marcelle de Lacour, französische Cembalistin (* 1896)
- 26. März: Otto John, erster Präsident des Bundesamts für Verfassungsschutz (* 1909)
- 27. März: Charles Lillard, kanadischer Dichter und Historiker (* 1944)
- 29. März: Finn Høffding, dänischer Komponist und Musikpädagoge (* 1899)
- 30. März: George Huntoon, US-amerikanischer Automobilrennfahrer (* 1913)
- 31. März: Arthur Cunningham, US-amerikanischer Komponist (* 1928)
- 31. März: Friedrich Hund, deutscher Physiker (* 1896)
- 31. März: Lyman Spitzer, US-amerikanischer Astronom und Physiker (* 1914)

### April
- 03. April: Lonnie Austin, US-amerikanischer Old-Time-Musiker (* 1905)
- 04. April: Sugimura Haruko, japanische Schauspielerin (* 1909)
- 05. April: Allen Ginsberg, US-amerikanischer Schriftsteller (* 1926)
- 06. April: Stephan Hermlin, deutscher Schriftsteller (* 1915)
- 06. April: Jesús López Pacheco, spanischer Schriftsteller (* 1930)
- 06. April: Rosita Serrano, chilenische Sängerin und Schauspielerin (* 1914)
- 06. April: Gabriel Toubia, libanesischer Erzbischof (* 1930)
- 07. April: Rainer Arlt, deutscher Agrarrechtswissenschaftler, Hochschullehrer und Politiker (* 1928)
- 07. April: James Gayfer, kanadischer Militärkapellmeister, Klarinettist, Organist und Chorleiter, Komponist und Musikpädagoge (* 1916)
- 08. April: Laura Nyro, US-amerikanische Sängerin und Songautorin (* 1947)
- 10. April: Erik Blumenfeld, deutscher Kaufmann und Politiker (* 1915)
- 10. April: Toshiro Mayuzumi, japanischer Komponist und Professor (* 1929)
- 10. April: Martin Schwarzschild, US-amerikanischer Astrophysiker (* 1912)
- 16. April: Jan Bruins, niederländischer Motorradrennfahrer (* 1940)
- 16. April: Sam Waagenaar, niederländischer Fotograf und Autor (* 1908)

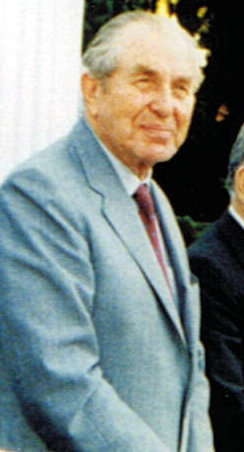
Chaim Herzog († 17. April)

- 17. April: Chaim Herzog, Präsident von Israel (* 1918)
- 18. April: Herbert Czaja, deutscher Politiker (* 1914)
- 21. April: Diosdado Macapagal, philippinischer Politiker und Präsident (* 1910)
- 22. April: Isawa Taka, japanischer Schriftsteller (* 1933)
- 23. April: Thomas Carr, US-amerikanischer Regisseur und Schauspieler (* 1907)
- 23. April: Fritz Senft, Schweizerischer Schriftsteller (* 1922)
- 24. April: Robert Erickson, US-amerikanischer Komponist (* 1917)
- 26. April: Peng Zhen, chinesischer Politiker (* 1902)
- 27. April: Dulce María Loynaz, kubanische Dichterin (* 1903)
- 28. April: Peter Murray Taylor, Lord Chief Justice of England and Wales (1992–1996) (* 1930)

### Mai
- 02. Mai: John Carew Eccles, australischer Physiologe (* 1903)
- 02. Mai: Heinz Ellenberg, deutscher Biologe, Botaniker, Landschaftsökologie (* 1913)
- 02. Mai: Paulo Freire, brasilianischer Pädagoge, Jurist, Historiker, Philosoph (* 1921)
- 03. Mai: Narciso Yepes, klassischer Gitarrist (* 1927)
- 05. Mai: Karl Lottes, deutscher Motorradrennfahrer (* 1912)
- 05. Mai: Tolia Nikiprowetzky, russischer Komponist (* 1916)
- 06. Mai: Günther Jerschke, deutscher Schauspieler (* 1921)
- 07. Mai: Siegfried Theodor Arndt, deutscher Pfarrer (* 1915)
- 08. Mai: Joachim Angermeyer, deutscher Politiker (* 1923)
- 08. Mai: Bernard Grobot, französischer Automobilrennfahrer (* 1949)
- 08. Mai: Kai-Uwe von Hassel, deutscher Politiker (* 1913)
- 09. Mai: Marco Ferreri, italienischer Filmregisseur (* 1928)
- 10. Mai: John P. Austin, US-amerikanischer Szenenbildner (* 1906)
- 11. Mai: Ernie Fields, US-amerikanischer Jazzposaunist und Bandleader (* 1904)
- 11. Mai: Marco Richterich, Schweizer Kunstmaler (* 1929)
- 12. Mai: Willi Laatsch, deutscher Bodenkundler und Forstwissenschaftler (* 1905)
- 13. Mai: Bernard Brindel, US-amerikanischer Komponist, Musikpädagoge und Geiger (* 1912)
- 14. Mai: Boris Parsadanjan, estnischer Komponist (* 1925)
- 18. Mai: Marriah Bridget Andersen, US-amerikanische Filmschauspielerin und Fotomodell (* 1975)
- 19. Mai: Troy Ruttman, US-amerikanischer Automobilrennfahrer (* 1930)
- 20. Mai: Roland Amstutz, Schweizer Schauspieler (* 1942)
- 20. Mai: Stanisław Has, polnischer Komponist und Dirigent (* 1914)
- 20. Mai: Edwin Kowalik, polnischer Pianist, Publizist und Komponist (* 1928)
- 20. Mai: Richard Leising, deutscher Lyriker (* 1934)
- 20. Mai: Virgilio Barco Vargas, Politiker und Präsident der Republik Kolumbien (* 1921)
- 21. Mai: Jan Paul Nagel, sorbischer Komponist und Domowina-Vorsitzender (* 1934)
- 22. Mai: Alfred Day Hershey, US-amerikanischer Biologe (* 1908)
- 23. Mai: James Lee Byars, US-amerikanischer Künstler (* 1932)
- 24. Mai: Edward Mulhare, US-amerikanischer Schauspieler (* 1923)
- 24. Mai: Kimu Tarusu, japanischer Schriftsteller (* 1919)

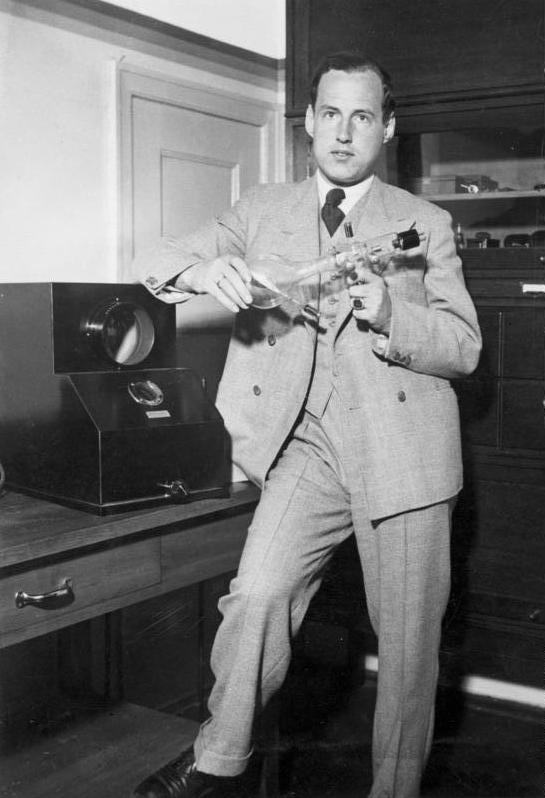
Manfred von Ardenne, 1933

- 26. Mai: Manfred von Ardenne, deutscher Naturwissenschaftler (* 1907)
- 27. Mai: Gerhard Wollner, deutscher Schauspieler und Kabarettist (* 1917)
- 28. Mai: Ronald V. Book, US-amerikanischer Informatiker (* 1937)
- 29. Mai: Jeff Buckley, US-amerikanischer Sänger und Gitarrist (* 1966)
- 29. Mai: Victor Kirst, Politiker, Mitglied des Deutschen Bundestages von 1969 bis 1976 (* 1925)
- 29. Mai: Herbert Weicker, deutscher Schauspieler und Synchronsprecher (* 1921)
- 30. Mai: Aaron West Arkeen, US-amerikanischer Musiker (* 1960)
- 30. Mai: Béla Barényi, österreichischer Konstrukteur des VW Käfer, Nestor der passiven Sicherheit im Automobilbau (* 1907)
- 31. Mai: Günter Luther, deutscher Admiral (* 1922)

### Juni
- 01. Juni: Ruth Atkinson, kanadische Comicautorin und Comiczeichnerin (* 1918)
- 01. Juni: Fred Rauch, österreichischer Sänger, Texter sowie Radiomoderator (* 1909)
- 01. Juni: Nikolai Alexandrowitsch Tichonow, sowjetischer Politiker (* 1905)
- 02. Juni: Lukas Aurednik, österreichischer Fußballspieler (* 1918)
- 02. Juni: Helen Jacobs, US-amerikanische Tennisspielerin (* 1908)
- 03. Juni: Marta Schanzenbach, deutsche Politikerin (* 1907)
- 04. Juni: Erwin Amend, deutscher Komponist und Konzertmeister (* 1919)
- 04. Juni: Ronnie Lane, britischer Rockmusiker (* 1946)
- 06. Juni: Eitel Cantoni, Automobilrennfahrer aus Uruguay (* 1906)
- 08. Juni: Karen Wetterhahn, US-amerikanische Chemikerin (* 1948)
- 11. Juni: Kurt Stöpel, deutscher Radrennfahrer (* 1908)
- 12. Juni: Bulat Schalwowitsch Okudschawa, russischer Dichter und Liedermacher (* 1924)
- 14. Juni: Marjorie Best, US-amerikanische Kostümbildnerin (* 1903)
- 14. Juni: Helmut Fischer, deutscher Schauspieler (* 1926)
- 16. Juni: Michael O’Herlihy, irischer Film- und Fernsehregisseur sowie Produzent (* 1929)
- 16. Juni: Lieselotte Quilling, deutsche Schauspielerin (* 1921)
- 16. Juni: Sumii Sue, japanische Schriftstellerin (* 1902)
- 18. Juni: Lew Sinowjewitsch Kopelew, russischer Schriftsteller (* 1912)
- 18. Juni: Héctor Yazalde, argentinischer Fußballspieler (* 1946)
- 20. Juni: John Akii-Bua, ugandischer Leichtathlet (* 1949)
- 22. Juni: Hans Hausmann, Schweizer Schauspieler, Regisseur, Übersetzer und Hörspielautor (* 1923)
- 22. Juni: Peter Woydt, deutscher Sportjournalist (* 1941)
- 23. Juni: Betty Shabazz, Witwe von Malcolm X (* 1936)
- 24. Juni: Brian Keith, US-amerikanischer Schauspieler (* 1921)

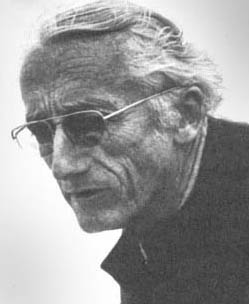
Jacques-Yves Cousteau

- 25. Juni: Jacques-Yves Cousteau, französischer Meeresforscher (* 1910)
- 25. Juni: Adolf Kabatek, deutscher Manager (* 1931)
- 26. Juni: Don Hutson, US-amerikanischer American-Football-Spieler und -Trainer (* 1913)
- 26. Juni: Israel Kamakawiwoʻole, US-amerikanischer Sänger (* 1959)
- 27. Juni: Samuel L. Devine, US-amerikanischer Sänger (* 1915)
- 28. Juni: Helmut Leherbauer, österreichischer Maler (* 1933)
- 00. Juni: Emma Ripper-Schwabe, österreichische Skirennläuferin, Chemikerin, Unternehmerin und Sportfunktionärin (* 1909)

### Juli
- 01. Juli: Robert Mitchum, US-amerikanischer Schauspieler (* 1917)
- 01. Juli: Gerd Wiltfang, deutscher Springreiter, WM-Sieger 1978 (* 1946)

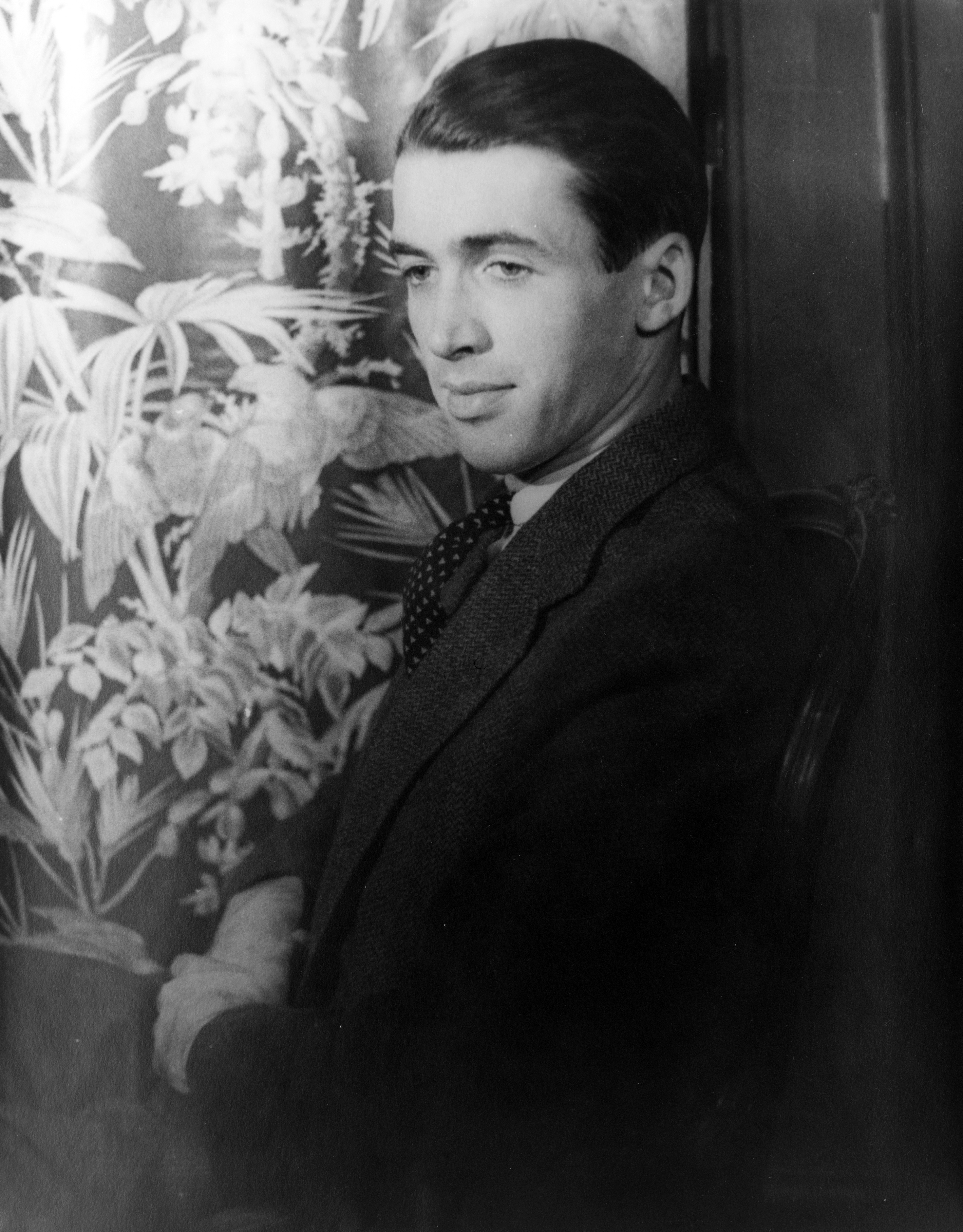
James Stewart, 1934

- 02. Juli: James Stewart, US-amerikanischer Schauspieler (* 1908)
- 03. Juli: Johnny Copeland, US-amerikanischer Bluesmusiker (* 1937)
- 05. Juli: Miguel Najdorf, polnisch-argentinischer Schachspieler (* 1910)
- 06. Juli: Gabriel Asaad, assyrischer Komponist und Musiker (* 1907)
- 07. Juli: Luis Aguirre Pinto, chilenischer Komponist (* 1907)
- 07. Juli: Heino Jaeger, deutscher Maler, Graphiker und Satiriker (* 1938)
- 08. Juli: Tony Thomas, britisch-US-amerikanischer Filmhistoriker, Fernseh- und Musikproduzent (* 1927)
- 10. Juli: Chetan Anand, indischer Filmregisseur und -produzent (* 1915)
- 10. Juli: Erwin Seeler, deutscher Fußballspieler (* 1910)
- 11. Juli: Carl Dolmetsch, englischer Blockflötist (* 1911)
- 12. Juli: François Furet, französischer Historiker (* 1927)
- 12. Juli: Ernst Riedelbauch, deutscher Motorradrennfahrer (* 1922)
- 12. Juli: Raimund Weissensteiner, österreichischer Priester und Komponist (* 1905)
- 15. Juli: Gianni Versace, italienischer Modeschöpfer (* 1946)
- 16. Juli: Dora Maar, französische Fotografin und Malerin (* 1907)
- 16. Juli: Fritz Rühs, deutscher Mathematiker (* 1920)
- 18. Juli: Eugene Shoemaker, US-amerikanischer Astronom (* 1928)
- 20. Juli: Arshi Pipa, albanischer Literat (* 1920)
- 21. Juli: Ernst Majonica, deutscher Politiker (* 1920)
- 22. Juli: Josef Veleba, österreichischer Hornist (* 1914)
- 23. Juli: Chuhei Nambu, japanischer Leichtathlet und Olympiasieger (* 1904)
- 24. Juli: Frank Parker, US-amerikanischer Tennisspieler (* 1916)
- 25. Juli: Ben Hogan, US-amerikanischer Golfspieler (* 1912)
- 26. Juli: Kunihiko Kodaira, japanischer Professor der Mathematik (* 1915)
- 27. Juli: Gerhard Baumgärtel, Oberbürgermeister von Weimar und Minister der DDR (* 1931)
- 28. Juli: Seni Pramoj, thailändischer Premierminister (* 1905)
- 29. Juli: John Archer, britischer Sprinter (* 1921)
- 30. Juli: Bảo Đại, letzter Kaiser von Vietnam (* 1913)

### August

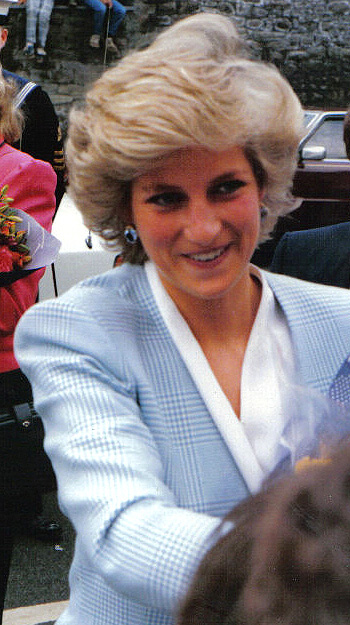
Diana Spencer († 31. August)

- 01. August: Swjatoslaw Richter, sowjetischer Pianist (* 1915)
- 02. August: William S. Burroughs, US-amerikanischer Schriftsteller (* 1914)
- 02. August: James Krüss, deutscher Schriftsteller und Dichter (* 1926)
- 02. August: Paul Kurzbach, deutscher Komponist (* 1902)
- 02. August: Fela Kuti, nigerianischer Musiker (* 1938)
- 04. August: Jeanne Calment, Französin, Mensch mit der längsten nachweisbaren Lebensspanne (* 1875)
- 04. August: Jean-Claude Vidilles, französischer Automobilrennfahrer (* 1928)
- 05. August: Elisabeth Höngen, deutsche Sängerin (Mezzosopran) (* 1906)
- 06. August: Jürgen Kuczynski, deutscher Historiker und Wirtschaftswissenschaftler (* 1904)
- 10. August: Jean-Claude Lauzon, kanadischer Regisseur (* 1953)
- 10. August: Conlon Nancarrow, mexikanischer Komponist US-amerikanischer Herkunft (* 1912)
- 12. August: Luther Allison, US-amerikanischer Blues-Gitarrist (* 1939)
- 14. August: Gustav Wellenstein, deutscher Zoologe und Forstwissenschaftler (* 1906)
- 16. August: Nusrat Fateh Ali Khan, pakistanischer Musiker (* 1948)
- 16. August: Jacques Pollet, französischer Automobilrennfahrer (* 1922)
- 17. August: Lee Moore, US-amerikanischer Country-Musiker (* 1914)
- 18. August: Domenico Amoroso, italienischer Ordenspriester und Bischof (* 1927)
- 20. August: Yoshio Atoji, japanischer Soziologe (* 1913)
- 22. August: Sieghard Brandstäter, deutscher Ingenieur und Hochschullehrer (* 1933)
- 24. August: Werner Abrolat, deutscher Schauspieler (* 1924)
- 24. August: Luigi Villoresi, italienischer Automobilrennfahrer (* 1909)
- 25. August: Manolo Monterrey, venezolanischer Sänger und Komponist (* 1914)
- 25. August: Robert Pinget, Schweizer Schriftsteller (* 1919)
- 27. August: Eduard Heilingsetzer, österreichischer Politiker und Minister (* 1905)

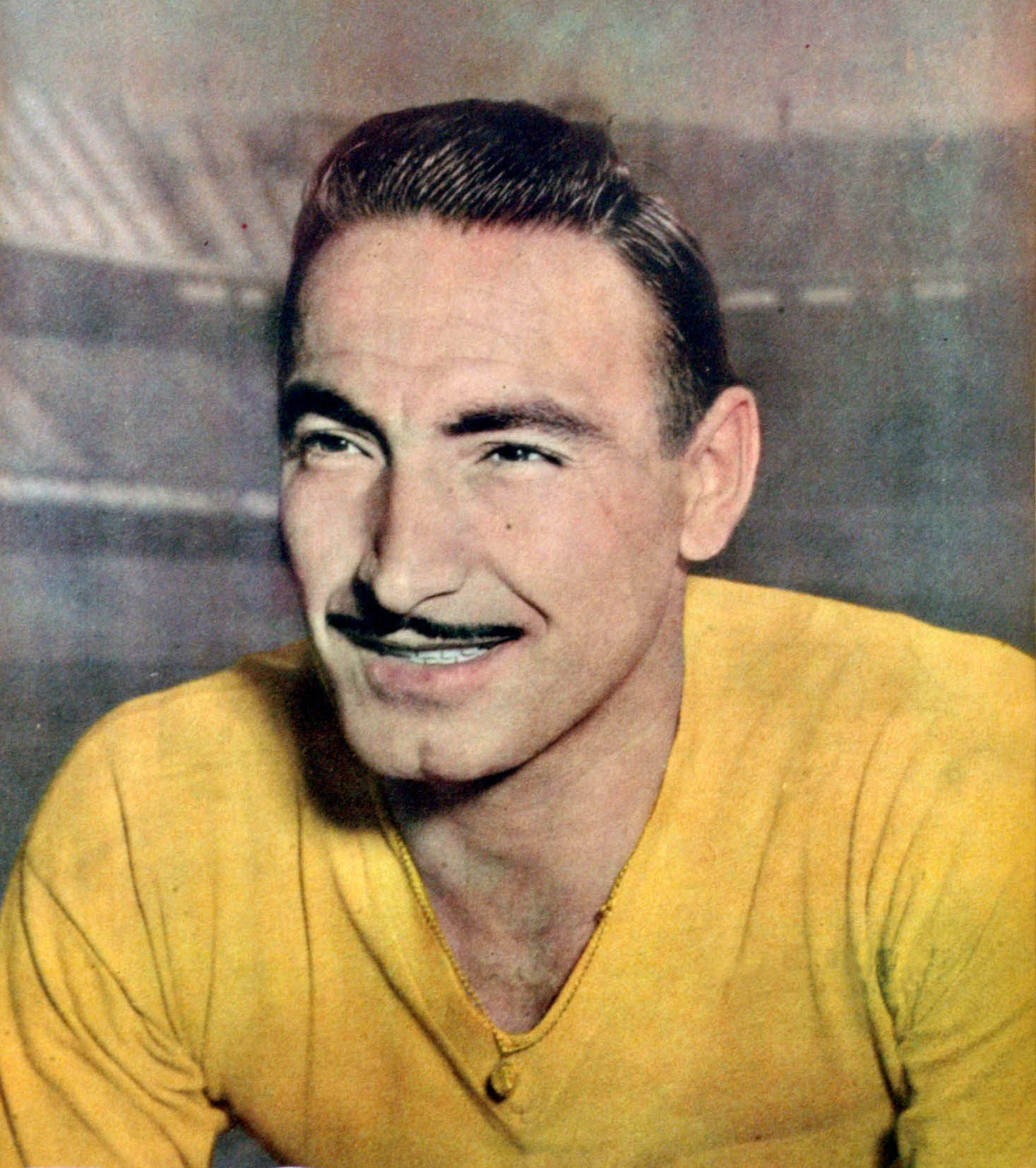
Julio Musimessi

- 27. August: Julio Musimessi, argentinischer Fußballspieler (* 1923)
- 28. August: Frank Bencriscutto, US-amerikanischer Komponist und Musikpädagoge (* 1928)
- 30. August: Ernst Willimowski, deutsch-polnischer Fußballspieler (* 1916)
- 31. August: Dodi Al-Fayed, Filmproduzent und Geschäftsmann (* 1955)
- 31. August: Diana von Wales, Ehefrau des englischen Thronfolgers Prince Charles (* 1961)

### September

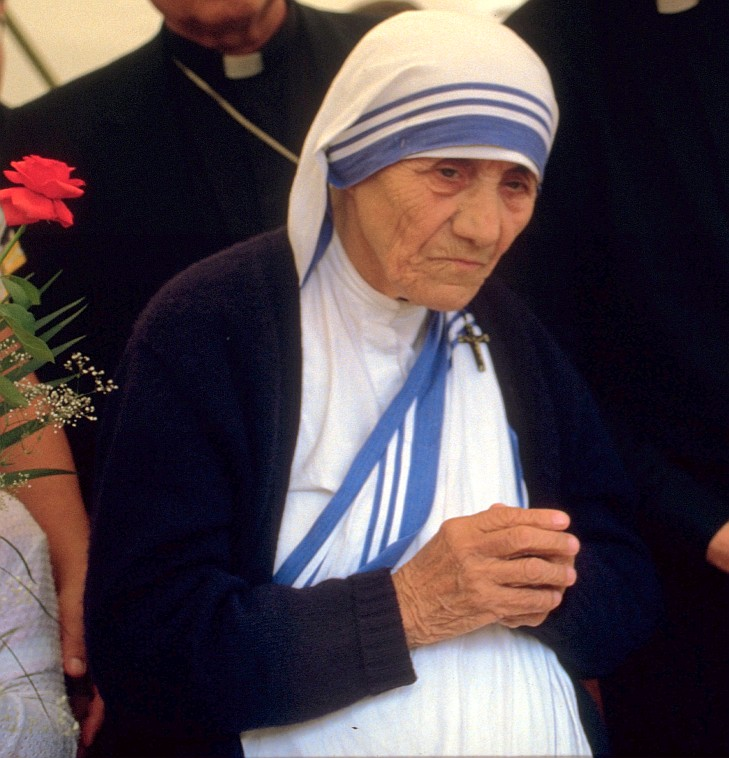
Mutter Teresa († 5. September)

- 01. September: Karl Berg, österreichischer Erzbischof (* 1908)
- 02. September: Viktor Frankl, Neurologe und Psychiater, Begründer der Logotherapie und der Existenzanalyse (* 1905)
- 03. September: Ernst C. Stiefel, deutsch-amerikanischer Jurist (* 1907)
- 04. September: Chuck Arnold, US-amerikanischer Automobilrennfahrer (* 1926)
- 04. September: Pierre Bergé, französischer Experimentalphysiker (* 1934)
- 04. September: Hans Jürgen Eysenck, deutsch-britischer Psychologe (* 1916)
- 04. September: Aldo Rossi, Architekt und Designer (* 1931)
- 05. September: Heinz Luthringshauser, deutscher Motorradrennfahrer (* 1931)
- 05. September: Georg Solti, ungarischer Dirigent (* 1912)
- 05. September: Mutter Teresa, Gründerin einer Hilfsorganisation (* 1910)
- 06. September: Salvador Artigas Sahún, spanischer Fußballspieler und -trainer (* 1913)
- 07. September: Connie Clausen, US-amerikanische Schauspielerin, Schriftstellerin und Literaturagentin (* 1923)

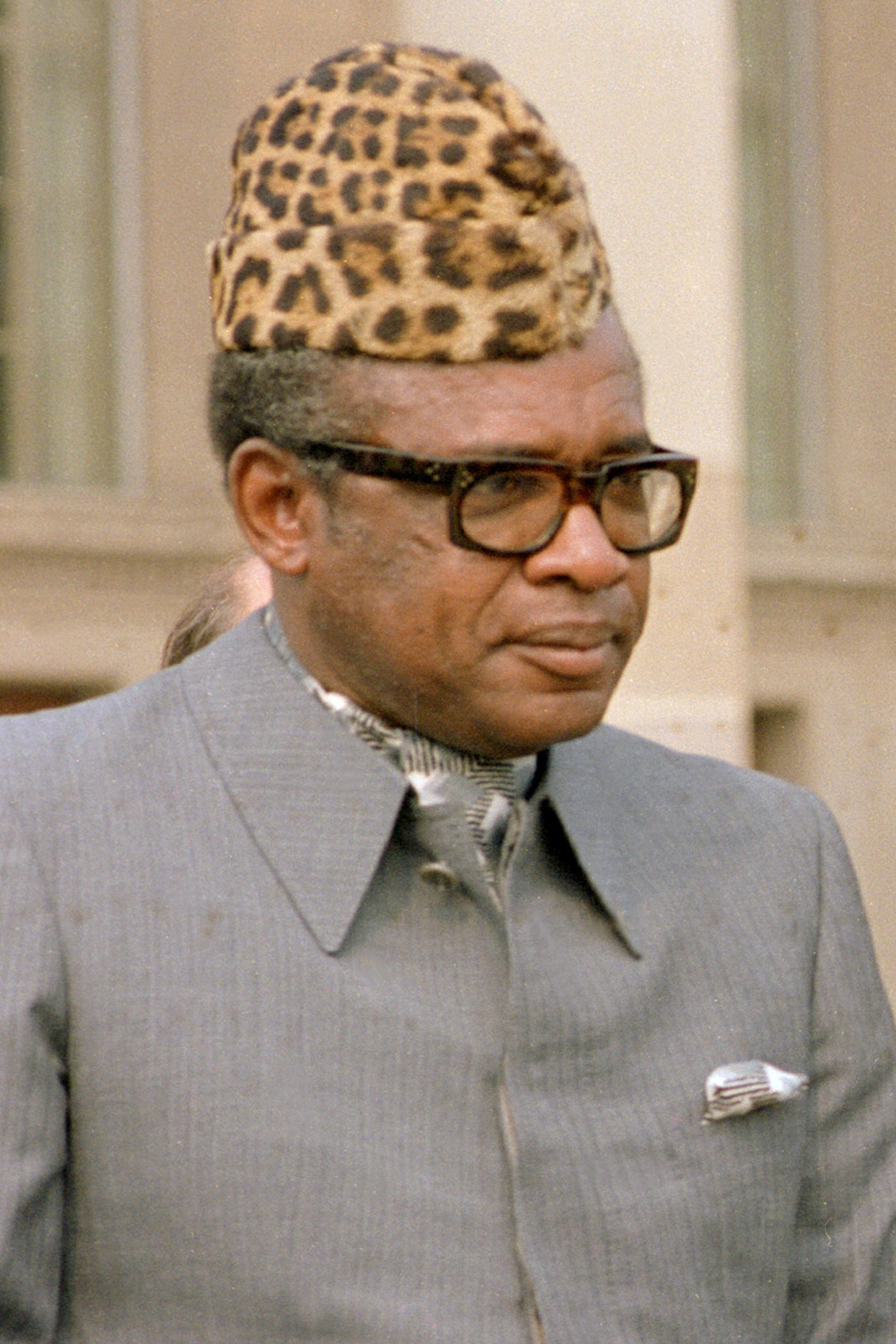
Mobutu Sese Seko († 7. September)

- 07. September: Mobutu Sese Seko, Präsident von Zaire (* 1930)
- 09. September: Don Richard Ashburn, US-amerikanischer Baseballspieler (* 1927)
- 10. September: Walter Ohm, deutscher Hörspiel- und Theaterregisseur (* 1915)
- 12. September: Stikkan Anderson, schwedischer Geschäftsmann, Produzent, Musikverleger und Textautor (* 1931)
- 14. September: Arno Wyzniewski, deutscher Schauspieler (* 1938)
- 17. September: Benjamin Atkins, US-amerikanischer Serienmörder (* 1968)
- 17. September: Red Skelton, US-amerikanischer Schauspieler und Komiker (* 1913)
- 17. September: Jan Peder Syse, norwegischer konservativer Politiker (* 1930)
- 19. September: Ludwig Kraus, deutscher Ingenieur (* 1911)
- 20. September: Kurt Gloor, Schweizer Filmregisseur (* 1942)
- 20. September: Gerhard Menzel, Enkel von Carl Menzel und Unternehmer in der Glasindustrie (* 1911)
- 22. September: Joaquín Mendivel, kubanischer Pianist, Arrangeur, Komponist, Orchesterleiter und Musikpädagoge (* 1919)
- 23. September: Albert Debille, französischer Autorennfahrer (* 1910)
- 25. September: Jean Françaix, französischer Pianist und Komponist (* 1912)
- 25. September: Carl Heinz Löwen, deutscher Arzt (* 1912)
- 25. September: Egon Seefehlner, österreichischer Jurist, Redakteur und Intendant (* 1912)
- 27. September: Rolf Ulrici, deutscher Schriftsteller (* 1922)

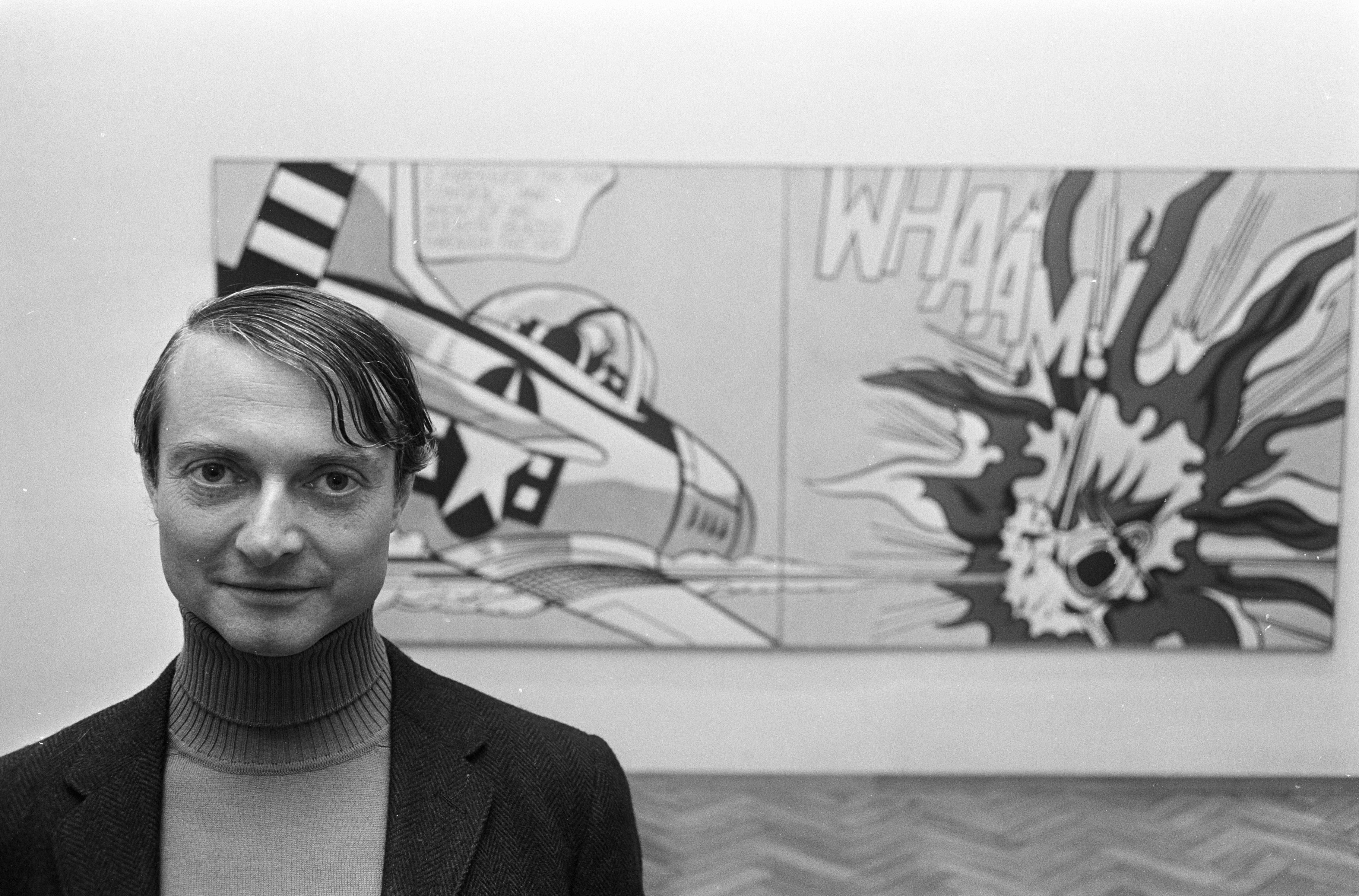
Roy Lichtenstein, 1967

- 29. September: Roy Lichtenstein, US-amerikanischer Lehrer und Maler der Pop-Art (* 1923)
- 29. September: Fjodor Sacharowitsch Sacharow, russisch-ukrainischer Maler (* 1919)
- 30. September: Erik Aalbæk Jensen, dänischer Schriftsteller (* 1923)
- 30. September: Wanda Wróblewska, polnische Theaterregisseurin (* 1911)

### Oktober
- 01. Oktober: Francisco Aramburu, brasilianischer Fußballspieler (* 1922)
- 03. Oktober: John Ashley, US-amerikanischer Schauspieler und Sänger (* 1934)
- 03. Oktober: Diana Vandenberg, niederländische Malerin (* 1923)
- 04. Oktober: Henry Holt, US-amerikanischer Dirigent, Operndirektor und Musikpädagoge (* 1934)
- 04. Oktober: Otto Ernst Remer, deutscher Offizier der Wehrmacht (* 1912)
- 04. Oktober: Gunpei Yokoi, Spieleentwickler bei der Videospiel-Firma Nintendo (* 1941)
- 05. Oktober: Brian Pillman, US-amerikanischer Wrestler (* 1962)
- 05. Oktober: Bernard Yago, Erzbischof von Abidjan und Kardinal der römisch-katholischen Kirche (* 1916)
- 06. Oktober: Orlando Ramón Agosti Echenique, argentinischer Politiker und Militär (* 1924)
- 06. Oktober: Hartwig Schlegelberger, deutscher Politiker (* 1913)
- 07. Oktober: Adolf Brockhoff, katholischer Priester (* 1919)
- 07. Oktober: Paul Limberg, deutscher Pflanzenbauwissenschaftler (* 1917)
- 08. Oktober: Nando Barbieri, italienischer Automobilrennfahrer (* 1907)
- 11. Oktober: Käthe Gold, österreichische Schauspielerin (* 1907)
- 12. Oktober: Raúl Arellano, mexikanischer Fußballspieler (* 1935)
- 12. Oktober: John Denver, US-amerikanischer Country- und Folk Sänger (* 1943)
- 13. Oktober: Adil Çarçani, albanischer Regierungschef (* 1922)
- 14. Oktober: Harold Robbins, US-amerikanischer Schriftsteller (* 1916)
- 15. Oktober: Walter Fritzsch, deutscher Fußballspieler und -trainer (* 1920)

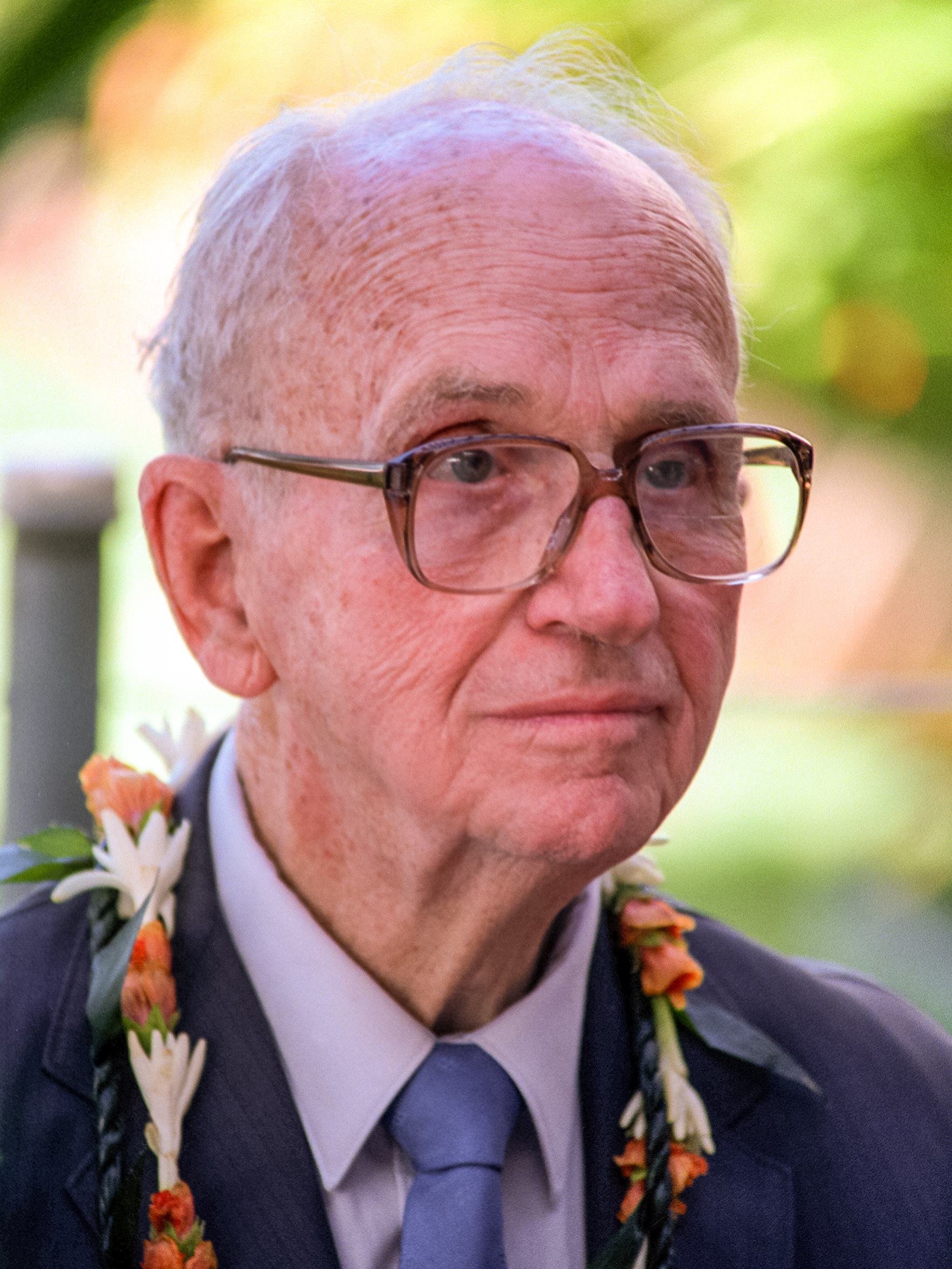
James A. Michener, 1991

- 16. Oktober: James A. Michener, US-amerikanischer Schriftsteller (* 1907)
- 17. Oktober: Julius Hackethal, Arzt (* 1921)
- 17. Oktober: Antonio Ruiz-Pipó, spanischer Komponist und Pianist (* 1934)
- 18. Oktober: Adolf Schröter, deutscher Porträt- und Landschaftsmaler, Druckgrafiker und Kunsterzieher (* 1904)
- 20. Oktober: Henry Vestine, US-amerikanischer Gitarrist (* 1944)
- 22. Oktober: Hermann Höhn, deutscher evangelischer Pfarrer (* 1912)
- 23. Oktober: Pinchas Lapide, jüdischer Religionswissenschaftler und israelischer Diplomat (* 1922)
- 23. Oktober: Luther George Simjian, Erfinder (* 1905)
- 24. Oktober: Luis Aguilar, mexikanischer Schauspieler und Sänger (* 1918)
- 24. Oktober: Janine Andrade, französische Geigerin (* 1918)
- 25. Oktober: Virgilio Expósito, argentinischer Tangokomponist und Pianist (* 1924)
- 25. Oktober: Hans Löfflad, deutscher Politiker (* 1922)
- 27. Oktober: Achim Gercke, deutscher Biologe (* 1902)
- 27. Oktober: Franz Kain, österreichischer Journalist, Schriftsteller und Politiker (* 1922)
- 28. Oktober: Klaus Wunderlich, deutscher Musiker (* 1931)
- 29. Oktober: Anton Szandor LaVey, Gründer der amerikanischen Church of Satan (* 1930)
- 30. Oktober: Samuel Fuller, US-amerikanischer Regisseur, Drehbuchautor und Schauspieler (* 1912)
- 31. Oktober: Abraham Leonardus Appel, niederländischer Fußballspieler und -trainer (* 1921)
- 31. Oktober: Hans Bauer, deutscher Fußballspieler (* 1927)

### November
- 01. November: Wolfgang Abel, österreichischer Anthropologe (* 1905)
- 01. November: Karl Rührschneck, deutscher Motorradrennfahrer (* 1911)
- 02. November: Günter Biermann, deutscher Politiker und MdB (* 1931)
- 02. November: Ayya Khema, Buddhistische Nonne (* 1923)
- 02. November: Helen Stevenson Meyner, US-amerikanische Politikerin (* 1929)
- 05. November: James Robert Baker, US-amerikanischer Drehbuchautor und Schriftsteller (* 1946)
- 05. November: Isaiah Berlin, politischer Philosoph und Ideengeschichtler (* 1909)
- 06. November: Anne-Stine Ingstad, norwegische Archäologin (* 1918)
- 06. November: Herbert Jacob (Wirtschaftswissenschaftler), Professor für Betriebswirtschaftslehre an der Uni Hamburg (* 1927)
- 06. November: Josef Pieper, christlicher Philosoph (* 1904)
- 07. November: Werner Giggenbach, deutscher Geochemiker, Geologe und Vulkanologe (* 1937)
- 07. November: Josef Müller, deutscher Politiker (* 1919)
- 09. November: Carl Gustav Hempel, deutscher Philosoph (* 1905)
- 09. November: Helenio Herrera, argentinischer Fußballtrainer (* 1910)
- 12. November: Lucy Ackerknecht, deutsche Psychotherapeutin und Autorin (* 1913)
- 12. November: Maria Gräfin von Maltzan, deutsche Tierärztin und Widerstandskämpferin (* 1909)
- 13. November: André Boucourechliev, französischer Komponist und Musikschriftsteller (* 1925)
- 14. November: Knud Erik Andersen, dänischer Radrennfahrer (* 1922)
- 14. November: Eddie Edward Arcaro, US-amerikanischer Jockey (* 1916)
- 15. November: Coen van Vrijberghe de Coningh, niederländischer Schauspieler (* 1950)
- 16. November: José Behra, französischer Automobilrennfahrer (* 1924)
- 16. November: Georges Marchais, französischer Politiker und Gewerkschafter (* 1920)
- 17. November: Gert Günther Hoffmann, deutscher Synchronsprecher (* 1929)
- 17. November: Mike Rothschild, US-amerikanischer Automobilrennfahrer (* 1927)
- 17. November: John Wimber, US-amerikanischer Musiker, Theologe und Gründer der Vineyard-Gemeindebewegung (* 1934)
- 21. November: Julian Jaynes, US-amerikanischer Psychologe (* 1920)
- 21. November: Erna Raupach-Petersen, deutsche Volksschauspielerin (* 1904)
- 21. November: Robert Simpson, englischer Komponist (* 1921)
- 22. November: Michael Hutchence, Sänger der australischen Rockband INXS (* 1960)
- 23. November: Jorge Más Canosa, Unternehmer und Exilkubaner in den USA (* 1939)
- 24. November: Barbara, französische Chanson-Sängerin und -Komponistin (* 1930)
- 25. November: Hastings Kamuzu Banda, Präsident und früherer Diktator von Malawi (* 1898)
- 25. November: Stephen McNichols, US-amerikanischer Politiker (* 1914)
- 25. November: Richard M. Noyes, US-amerikanischer Chemiker (* 1919)
- 25. November: Marcel Saucier, kanadischer Geiger, Komponist und Musikpädagoge (* 1912)
- 26. November: Werner Höfer, deutscher Journalist (* 1913)
- 26. November: Okuno Takeo, japanischer Literaturkritiker (* 1926)
- 27. November: Pietro Scarpini, italienischer Pianist und Musikpädagoge (* 1911)
- 28. November: Elisabeth Schindler, österreichische Politikerin (* 1927)
- 30. November: Kathy Acker, US-amerikanische Schriftstellerin (* 1947)
- 000November: Thomas Viktor Adolph, deutscher Journalist (* 1914)

### Dezember
- 01. Dezember: Stéphane Grappelli, französischer Jazz-Violinist (* 1908)
- 02. Dezember: Guido Brunner, deutscher FDP-Politiker, EG-Kommissar 1974–1980 (* 1930)
- 02. Dezember: Siegfried Meurer, Entwickler des MAN-M-Motors (* 1908)
- 04. Dezember: Ilse Schüle, Schriftschneiderin und Typografin (* 1903)
- 05. Dezember: Rudolf Bahro, deutscher Journalist, Politiker u. Philosoph (* 1935)
- 07. Dezember: Günter Bast, deutscher innerer Mediziner (* 1922)
- 07. Dezember: Billy Bremner, schottischer Fußballspieler (* 1942)
- 07. Dezember: Barry S. Brook, US-amerikanischer Musikwissenschaftler und Hochschullehrer (* 1918)
- 09. Dezember: Hans Achim Gussone, deutscher Forstwissenschaftler (* 1926)
- 10. Dezember: Anatoli Andrejewitsch Banischewski, aserbaidschanischer Fußballspieler (* 1946)
- 12. Dezember: Alfred Ackermann, Schweizer Politiker und Unternehmer (* 1907)
- 14. Dezember: Edna F. Kelly, US-amerikanische Politikerin (* 1906)
- 15. Dezember: Jaromír Borek, österreichischer Schauspieler (* 1928)
- 19. Dezember: Jimmy Rogers, US-amerikanischer Blues-Gitarrist (* 1924)
- 19. Dezember: David Schramm, US-amerikanischer Astrophysiker (* 1945)
- 20. Dezember: Richard Glazar, einer der wenigen Überlebenden des Vernichtungslagers Treblinka (* 1920)
- 20. Dezember: Juzo Itami, japanischer Schauspieler und Filmregisseur. (* 1933)
- 21. Dezember: Joseph Ahrens, deutscher Komponist und Organist (* 1904)
- 21. Dezember: Johnny Coles, US-amerikanischer Jazztrompeter (* 1926)
- 21. Dezember: Amie Comeaux, US-amerikanische Country-Sängerin (* 1976)
- 22. Dezember: Clodwig Kapferer, deutscher Pionier auf den Gebieten Marktforschung, Exportförderung und Entwicklungshilfe (* 1901)
- 24. Dezember: Toshirō Mifune, japanischer Schauspieler (* 1920)
- 25. Dezember: Petras Aleksandravičius, litauischer Bildhauer (* 1906)
- 25. Dezember: Nakamura Shin’ichirō, japanischer Schriftsteller (* 1918)
- 25. Dezember: Giorgio Strehler, italienischer Regisseur (* 1921)
- 26. Dezember: Cahit Arf, türkischer Mathematiker (* 1910)
- 26. Dezember: Auguste Bruckner, Schweizer Klassische Archäologin (* 1919)
- 26. Dezember: Cornelius Castoriadis, griechischer Psychoanalytiker, Jurist und Widerstandskämpfer (* 1922)
- 26. Dezember: Victor Oehrn, deutscher Marine-Offizier (* 1907)
- 27. Dezember: Hans Blickensdörfer, deutscher Sportjournalist und Schriftsteller (* 1923)
- 27. Dezember: Saïd Brahimi, algerisch-französischer Fußballspieler und -trainer (* 1931)
- 29. Dezember: Joyce Mekeel, US-amerikanische Komponistin, Cembalistin und Musikpädagogin (* 1931)
- 31. Dezember: Floyd Cramer, Pianist und Komponist, Vertreter der Country-Musik (* 1933)
- 31. Dezember: Nicolin Kunz, österreichische Schauspielerin (* 1953)

### Tag unbekannt
- Stabben Ahlner, schwedischer Sportfunktionär (* 1915)
- Anna Semjonowna Andrejewa, sowjetische Kugelstoßerin (* 1915)
- Karl Höll, deutscher Lebensmittelchemiker (* 1901)
- Barbara von Kalckreuth, deutsche Bildhauerin (* 1905)
- Gisela Kleinschmidt, Aquarellmalerin (* 1926)
- José Martí Llorca, argentinischer Violinist und Komponist (* 1903)
- Frank Weymann, deutscher Schriftsteller (* 1948)

## Wissenschaftspreise

### Nobelpreise
- Physik: Steven Chu, Claude Cohen-Tannoudji und William D. Phillips
- Chemie: Paul D. Boyer, John Ernest Walker und Jens C. Skou
- Medizin: Stanley Prusiner
- Literatur: Dario Fo
- Friedensnobelpreis: Internationale Kampagne für das Verbot von Landminen (ICBL) und Jody Williams
- Wirtschaftswissenschaft: Robert Merton und Myron Scholes

### Turing Award
- Douglas C. Engelbart, für seine Zukunftsvision des interaktiven Computers, Erfindung von Schlüsseltechnologien für deren Realisierung (die Maus, Fenster, Hyperlinks, Telekonferenzen, Online-Publishing)